# Trienio Liberal

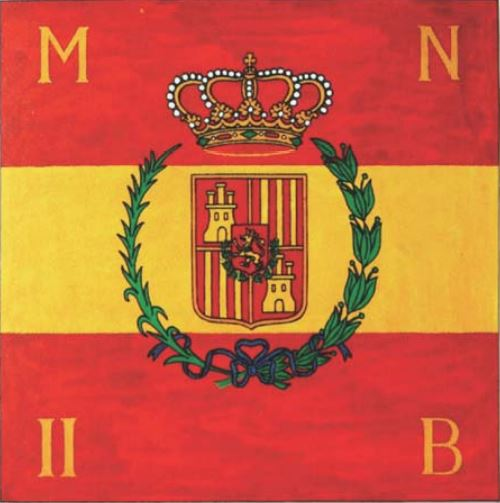
Bandera de la Milicia Nacional de Zaragoza (1820-1843).

El Trienio Liberal o Trienio Constitucional es el periodo de la historia contemporánea de España que transcurre entre 1820 y 1823, y que constituye la etapa intermedia de las tres en que se divide convencionalmente el reinado de Fernando VII, siendo posterior al Sexenio Absolutista (1814-1820) y anterior a la Década Ominosa (1823-1833). El Trienio se inició el 1 de enero de 1820 con el pronunciamiento de Riego que obligó al rey absoluto Fernando VII a restablecer el 9 de marzo la Constitución de Cádiz de 1812. Este período revolucionario acabó desencadenando una reacción realista y la ocupación de España por el ejército francés de los Cien Mil Hijos de San Luis, que atravesaron los Pirineos el 7 de abril de 1823. Concluyó el 1 de octubre de 1823 cuando el rey Fernando VII disolvió las Cortes, abolió la Constitución y restableció la monarquía absoluta. 
El Trienio se enmarca en el período europeo de las Revoluciones de 1820 de las que constituye el desencadenante. La Constitución de Cádiz fue adoptada por los revolucionarios napolitanos y piamonteses y tomada como modelo por los portugueses. El Trienio fue «un acontecimiento de primera magnitud de la historia de la política internacional de una Europa que, apenas cinco años atrás, había salido de veinte años de guerras contra el intento hegemónico de Francia». «Durante estos años el mundo hispánico se sitúa en el centro de la atención internacional que lo contempla al mismo tiempo con ilusión y con temor, como un mito para los pueblos y como un estigma para las monarquías absolutas, con la esperanza de una primera ola de libertad capaz de romper fronteras y con la impaciencia de quien no ve llegar el momento de poner fin a una experiencia tan desestabilizadora como aquella», han afirmado Pedro Rújula y Manuel Chust. Estos dos historiadores también han destacado que durante el Trienio se produjeron «las independencias de la práctica totalidad de los territorios continentales americanos».
Según Josep Fontana, el Trienio Liberal es una etapa histórica «de excepcional importancia porque fue en ella cuando por primera vez se pusieron en práctica las reformas publicadas en Cádiz de 1810 a 1814». Pedro Rújula y Manuel Chust también destacan que «durante el Trienio Liberal se puso en práctica por primera vez la Constitución en un escenario de normalidad institucional, es decir, en tiempos de paz y con la presencia del rey a la cabeza de la monarquía. En estas condiciones fue posible aplicar el sistema ideado en Cádiz y comprobar su alcance como instrumento para la construcción de un nuevo estado liberal». Y a pesar de todos los problemas a los que tuvo que hacer frente «el Trienio Liberal supuso una apertura de la vida política como jamás se había producido hasta la fecha en España. [...] El marco constitucional establecido por la revolución de 1820 permitió la aparición de una esfera pública donde los ciudadanos comenzaron a participar según sus posibilidades y sus intereses».
Alberto Gil Novales, por su parte, ha señalado la «posición central» que ocupa el Trienio en la «revolución burguesa española» que culmina en 1834-1837, «cuando ya se puede decir que España está gobernada por un régimen burgués». «El Trienio Liberal crea la legislación básica, difunde las ideas y perfila los instrumentos políticos a través de los cuales la burguesía recogerá el poder».
Por su parte Pedro Rújula ha señalado el papel «decisivo» que desempeñó el propio rey Fernando VII en «la caída del régimen constitucional». «Pero no solo por su capacidad de bloquear desde el ejecutivo el funcionamiento del sistema, o por su escaso apego a la libertad, sino también por haber sido capaz de construir un relato convincente de lo que había sucedido en España y de conseguir que fuera asumido por las potencias extranjeras». «Finalmente el argumento del monarca cautivo triunfó en el Congreso de Verona, y constituyó un elemento central en la justificación ofrecida por Luis XVIII a las cámaras francesas para explicar los motivos de la invasión [de los Cien Mil Hijos de San Luis]». 
Fontana ha calificado el Trienio como una «revolución frustrada», pero «no sería lícito decir que fracasó. Se hundió por la interferencia de la política exterior europea en la española». «Cayó la revolución española ante la coalición de sus enemigos interiores y exteriores y ante la división de sus propios partidarios», añade Fontana.

## Antecedentes

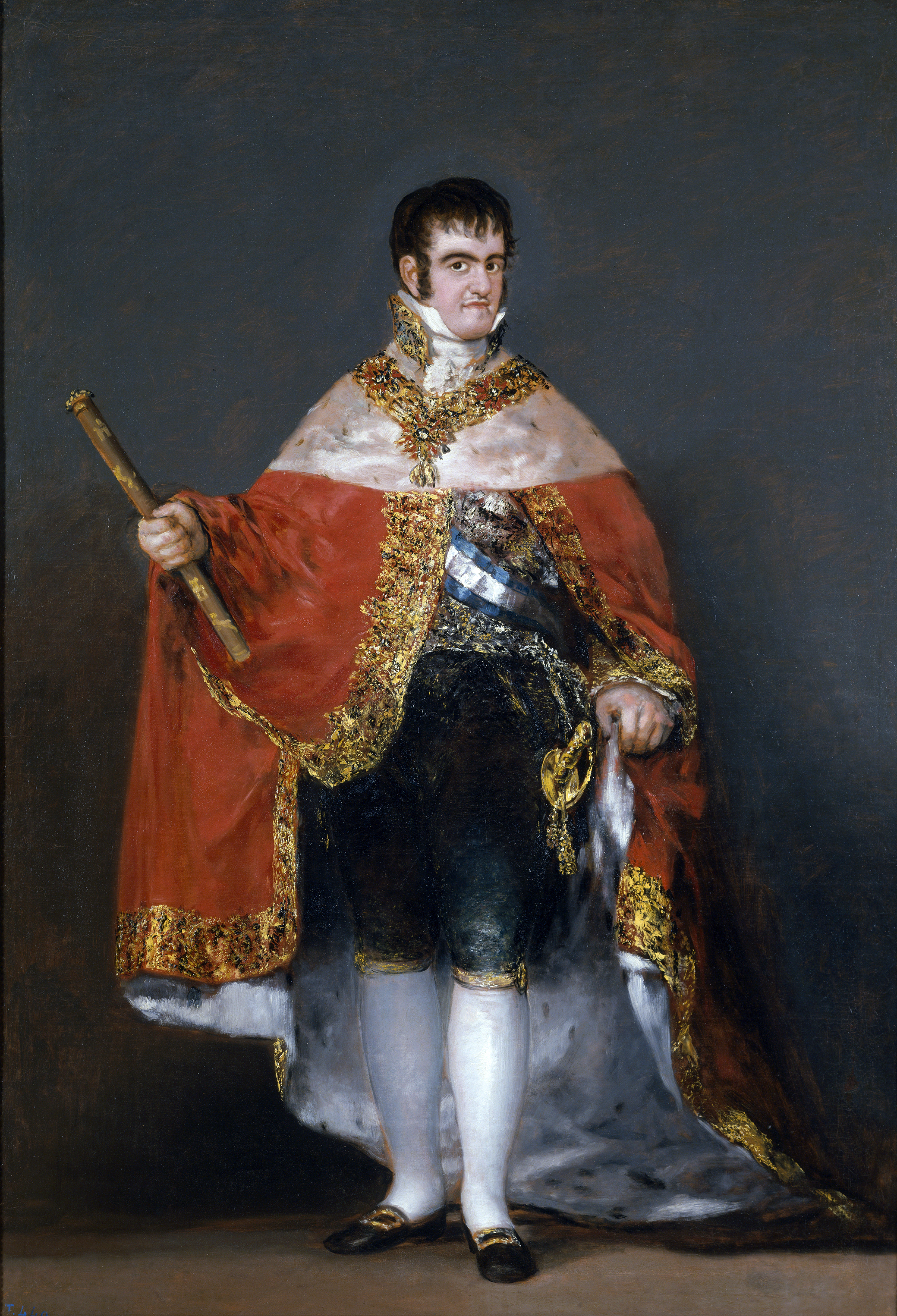
Retrato de Fernando VII con manto real por Francisco de Goya (1815).

Tras la vuelta de su cautiverio en Francia, el rey Fernando VII abolió en mayo de 1814 mediante un golpe de Estado la Constitución de 1812 aprobada por las Cortes de Cádiz y restauró la monarquía absoluta. Los liberales, defensores de la monarquía constitucional, fueron encarcelados, desterrados o se exiliaron. Durante los seis años siguientes (Sexenio Absolutista) el rey y sus ministros no consiguieron resolver la crisis del Antiguo Régimen iniciada en 1808, y que la que sería conocida como la Guerra de la Independencia (1808-1814) había agravado notablemente. El conflicto había destruido los resortes principales de la economía y el comercio con América había caído como consecuencia del proceso de emancipación de las colonias iniciado en 1810. El resultado fue una brutal depresión económica que se manifestó en una caída de los precios (deflación). Como consecuencia de todo ello la Hacienda de la Monarquía quebró: los caudales de América ya no llegaban en las cantidades anteriores a 1808 (con la consiguiente caída, además, de los ingresos de aduanas) y no se podía recurrir a la emisión de más vales reales, pues éstos estaban completamente depreciados al haberse acumulado muchas demoras en los pagos de los intereses anuales. Hubo un intento de reforma de la Hacienda, llevado a cabo por Martín de Garay, pero no prosperó por la oposición de los dos estamentos privilegiados, nobleza y clero, y también del campesinado (que rechazó el impuesto porque suponía un aumento de las cargas que ya soportaba en un momento en que «los precios de los productos agrícolas comenzaban a desmoronarse»).
Ante la incapacidad de los ministros de Fernando VII de resolver la crisis, los liberales (muchos de ellos integrados en la masonería para actuar en la clandestinidad) intentaron restablecer la Monarquía Constitucional mediante el recurso a los pronunciamientos. Se trataba de buscar apoyos entre los militares "constitucionalistas" (o simplemente descontentos con la situación) para que éstos alzaran en armas a algún regimiento cuyo levantamiento provocara la sublevación de otras unidades militares y obligar así al rey a reconocer y jurar la Constitución de 1812.
Durante el Sexenio Absolutista (1814-1820) se había intentado volver al ejército estamental, «donde los empleos superiores eran desempeñados por los miembros de la nobleza, mientras que la tropa provenía de la recluta forzosa, los voluntarios y los condenados por tribunales al servicio militar». Se habían anulado las reformas introducidas por las Cortes de Cádiz que habían dado paso a la formación de un ejército nacional «basado en el ciudadano como soldado de la nación, incluido tanto en el ejército permanente como en la milicia nacional». Concretamente se había abolido el decreto de 8 de agosto de 1811 que había permitido el libre acceso de cualquier ciudadano a los colegios y academias militares y a las plazas de cadete por lo que dejó de ser un privilegio de la nobleza. Por otro lado, la propia dinámica de la Guerra de la Independencia también había contribuido a la ruptura de las estructuras del ejército estamental existente en 1808 ya que en la guerrilla el mando de tropas ya no era un privilegio nobiliario y la mayoría de los jefes de las partidas provenían del pueblo llano, como Espoz y Mina, Porlier o «el Empecinado».

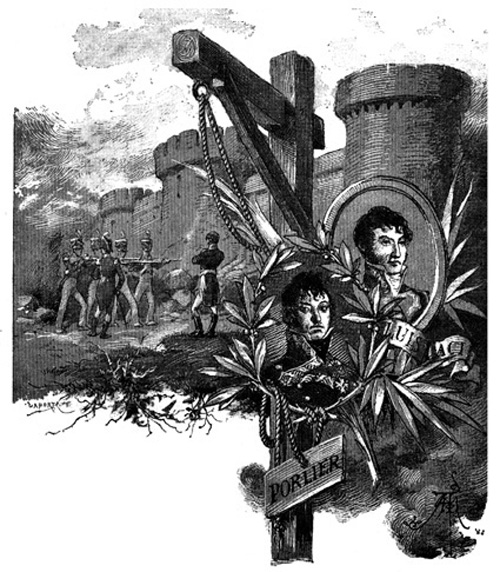
Ilustración de La segunda casaca de Benito Pérez Galdós (1884), en la que aparece al fondo el fusilamiento en el castillo de Bellver del general Luis Lacy. En primer plano los medallones conmemorativos de Lacy y del general Juan Díaz Porlier, también ajusticiado (en este caso ahorcado) por haberse «pronunciado» en contra del absolutismo de Fernando VII.

La anulación de las reformas introducidas por las Cortes de Cádiz provocó el descontento de muchos oficiales, a lo que se sumó el retraso en las pagas de sus salarios (a veces tuvieron que aceptar rebajas para obtener un pago regular) y las nulas perspectivas de ascenso debido a la abundancia de oficiales provocada por la guerra. Además los miles de oficiales sin empleo achacaron su situación a la política de los secretarios del Despacho de Guerra que relegaba a los que procedían de la guerrilla, a los que habían ascendido desde soldados y a los que eran tenidos por liberales. Así pues, «muchos oficiales se hicieron receptivos a las ideas liberales como consecuencia de la política absolutista que fue enajenando muchos de sus apoyos. Las dificultades económicas y de ascenso hicieron el resto», ha afirmado Víctor Sánchez Martín. La quiebra de la Hacienda obligó a sucesivas reducciones de los efectivos militares. La última tuvo lugar en junio de 1818, y las autoridades absolutistas aprovecharon de nuevo la ocasión para que los oficiales que se quedaban sin empleo fueran mayoritariamente los que procedían de la guerra.
Entre 1814 y 1820 se produjeron seis pronunciamientos (los 5 primeros fracasaron) hasta que el último (el de Riego) triunfó. El primero se produjo en Navarra en septiembre de 1814 y estuvo encabezado por el héroe de la guerrilla Francisco Espoz y Mina, que al no conseguir tomar Pamplona huyó a Francia. El segundo tuvo lugar en La Coruña en septiembre de 1815 y lo encabezó otro héroe de la guerra, el general Juan Díaz Porlier, que fue sentenciado a muerte y ahorcado. En febrero de 1815 fue descubierta la preparación de un pronunciamiento (conocido como "La conspiración del Triángulo") encabezado por un antiguo militar de la guerrilla, Vicente Richart, que fue condenado a muerte y ejecutado en la horca, junto con su compañero Baltasar Gutiérrez. En abril de 1817 tenía lugar en Barcelona el cuarto intento (esta vez con una amplia participación burguesa y popular) encabezado por el prestigioso general Luis Lacy, que fue juzgado y ejecutado. El 1 de enero de 1819 se produjo el quinto pronunciamiento, esta vez en Valencia, encabezado por el coronel Joaquín Vidal, y que terminó con la ejecución en la horca de éste y de otros doce implicados no militares, entre los que se encontraban los conocidos burgueses de la ciudad Félix Bertrán de Lis y Diego María Calatrava. Víctor Sánchez Martín ha señalado que si bien el objetivo de los pronunciamientos era acabar con el absolutismo, no todos se proponían restablecer en su integridad la Constitución de 1812. El de Porlier pretendía que se convocaran Cortes extraordinarias para modificar la Constitución y el de Vidal defendía establecer un régimen constitucional distinto al de 1812 y con Carlos IV (desconocía que acababa de morir en Nápoles) en el trono. Por el contrario el de Lacy era inequívoco: se refería a «la Constitución». Lo mismo que el de Riego.

## La Revolución liberal de 1820

### El pronunciamiento de Riego

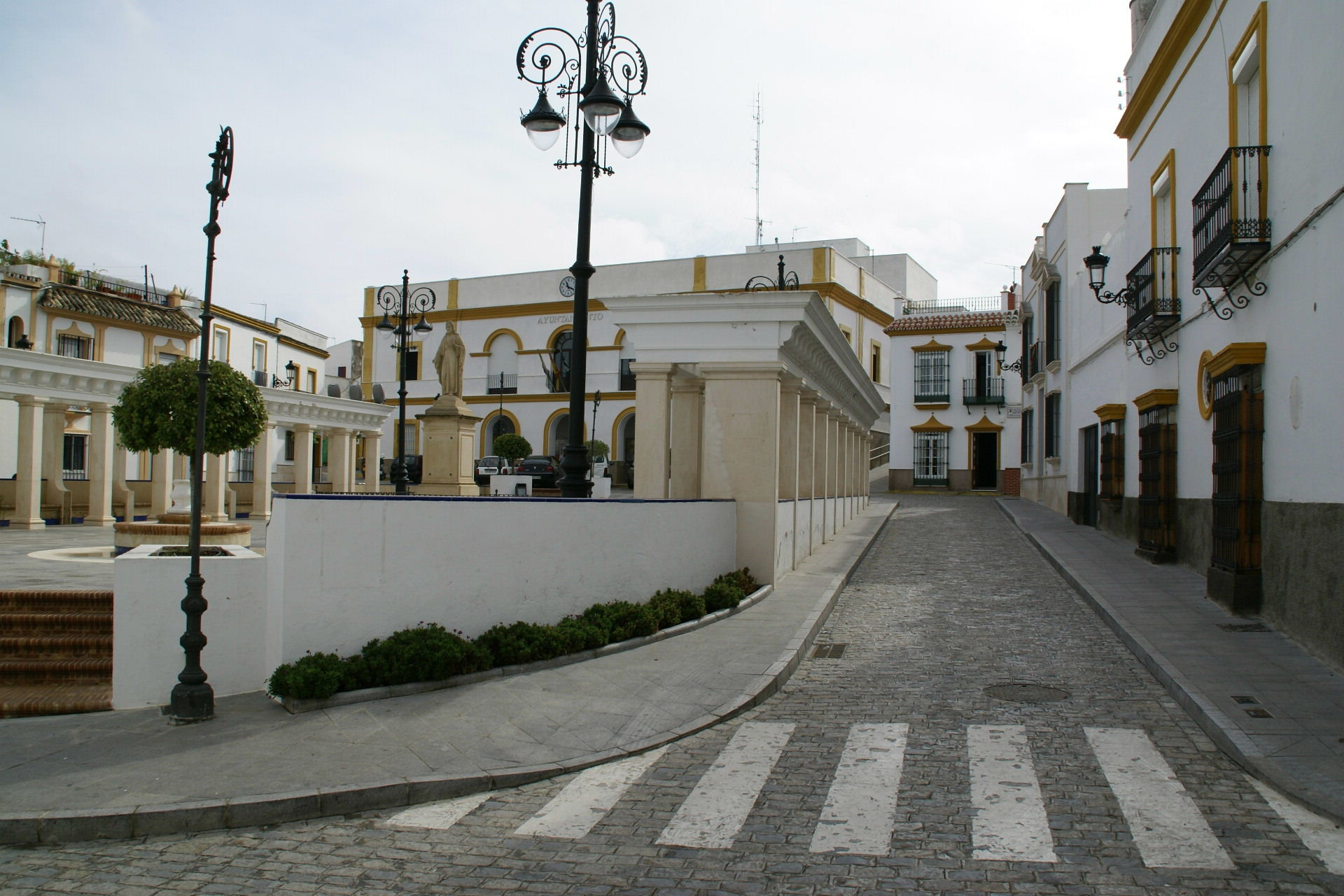
Plaza de la Constitución de Las Cabezas de San Juan, con el Ayuntamiento al fondo. Fue el lugar donde inició el teniente coronel Rafael del Riego su pronunciamiento.

El 1 de enero de 1820 el teniente coronel Rafael del Riego sublevó al 2º batallón del Regimiento de Asturias que se encontraba acantonado en Las Cabezas de San Juan a la espera de ser embarcado a América como parte del ejército expedicionario encargado de sofocar las sublevaciones en las colonias. Riego les lanzó a los oficiales y a los soldados bajo su mando la siguiente arenga a favor de la Constitución de 1812 —Riego se pronunció, de ahí el término «pronunciamiento» que nació entonces—:

España está viviendo a merced de un poder arbitrario y absoluto, ejercido sin el menor respeto a las leyes fundamentales de la nación. El rey, que debe su trono a cuantos lucharon en la guerra de la Independencia, no ha jurado, sin embargo, la Constitución; la Constitución, pacto entre el monarca y el pueblo, cimiento y encarnación de toda nación moderna. La Constitución española, justa y liberal, ha sido elaborada en Cádiz entre sangre y sufrimiento. Mas el rey no la ha jurado y es necesario, para que España se salve, que el rey jure y respete la Constitución de 1812, afirmación legítima y civil de los derechos y deberes de los españoles, de todos los españoles, desde el Rey al último labrador. [...] Sí, sí, soldados, la Constitución. ¡Viva la Constitución!

Mapa del pronunciamiento de Riego. La línea negra muestra el recorrido que hicieron las tropas sublevadas desde Las Cabezas de San Juan. Aparecen también las ciudades cuyas guarniciones se fueron sumando al pronunciamiento.

Tras haber fracasado en la toma de Cádiz, las tropas sublevadas por Riego iniciaron el 27 de enero una difícil y larga marcha por Andalucía, proclamando la Constitución de 1812 y deponiendo a las autoridades absolutistas en las localidades que atravesaban. No encontraron mucha resistencia, pero no tuvieron noticias de otras guarniciones que se hubieran sumado a la sublevación. Para mantener alta la moral uno de los oficiales, el futuro general Evaristo Fernández de San Miguel, compuso un himno patriótico que pronto sería conocido como el Himno de Riego (que ciento once años después se convertiría en el himno oficial de España durante la Segunda República). El estribillo decía:

Soldados, la patria
 nos llama a la lid,
 juremos por ella
 vencer o morir.

Estuvieron deambulando por Andalucía durante casi dos meses y cuando el 11 de marzo ya se dirigían a Portugal dando la causa por perdida —la columna de Riego había quedado reducida a unos cincuenta hombres— recibieron la noticia de que el rey Fernando VII dos días antes había aceptado restablecer la Constitución después de que el gobierno absolutista hubiera sido incapaz de sofocar las sublevaciones de varias guarniciones de la periferia que habían seguido el ejemplo de Riego.

### El restablecimiento de la Constitución de Cádiz

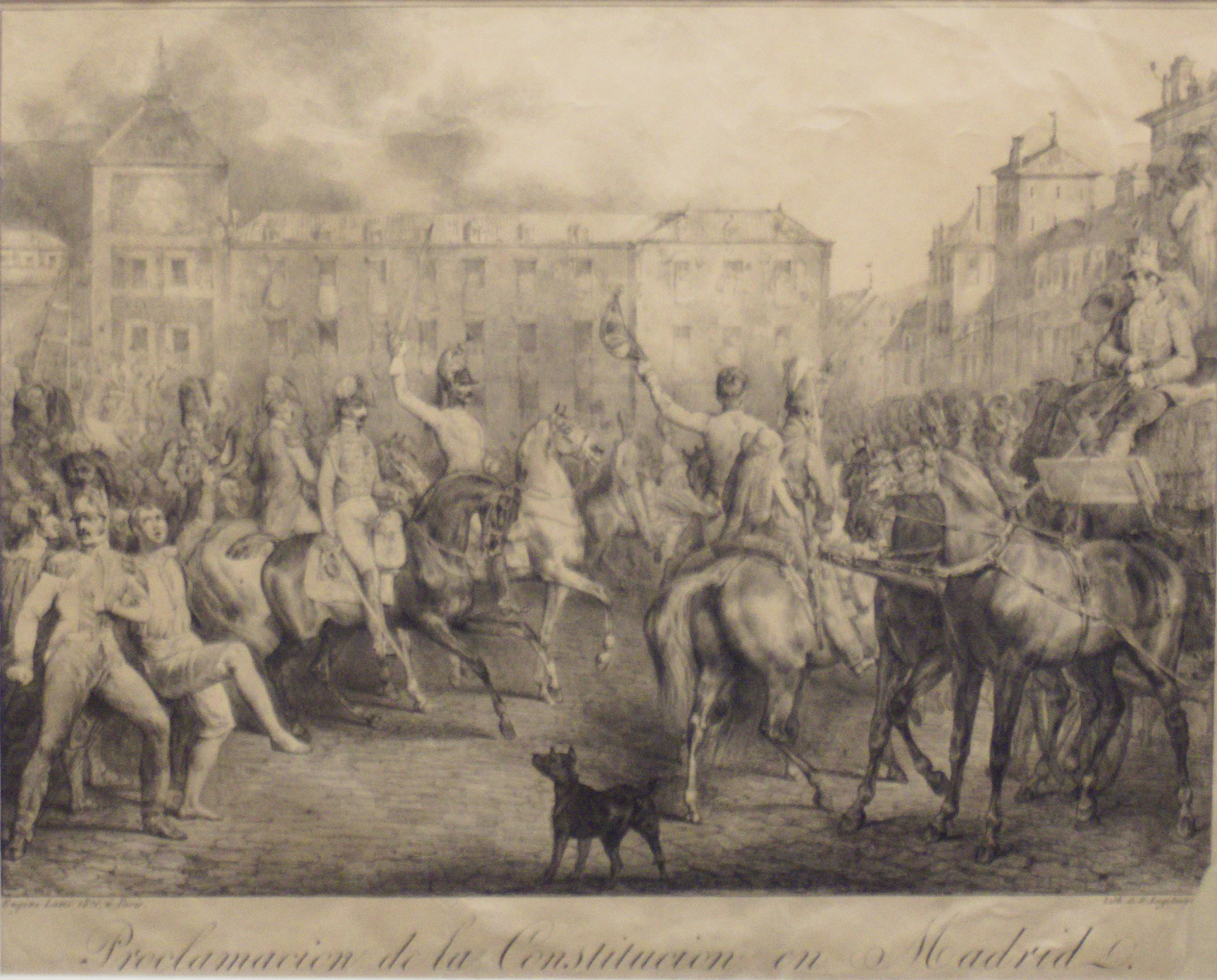
Proclamación de la Constitución de 1812 en Madrid tras el pronunciamiento de Riego.

Fernando VII dijo en un real decreto promulgado el 7 de marzo: «siendo la voluntad del pueblo, me he decidido a jurar la Constitución promulgada por las Cortes generales y extraordinarias en el año 1812». Como ha destacado Emilio La Parra López, «volvían aquella Constitución y aquellas Cortes que el 4 de mayo de 1814 había ordenado el rey quitar de en medio del tiempo. También retornaba el lenguaje de la revolución. Fernando VII justificaba la jura de la Constitución porque ésa era "la voluntad del pueblo"». «Comenzaba la segunda experiencia liberal de España». Uno de los motivos que finalmente le llevó al rey a dar ese paso había sido saber que —según le informó el general Ballesteros, recién nombrado jefe del Ejército del Centro— las tropas de Madrid e incluso la Guardia Real estaban a favor de la Constitución. Fernando VII era el segundo soberano europeo en jurar una Constitución (el primero había sido Luis XVI, durante la Revolución Francesa).

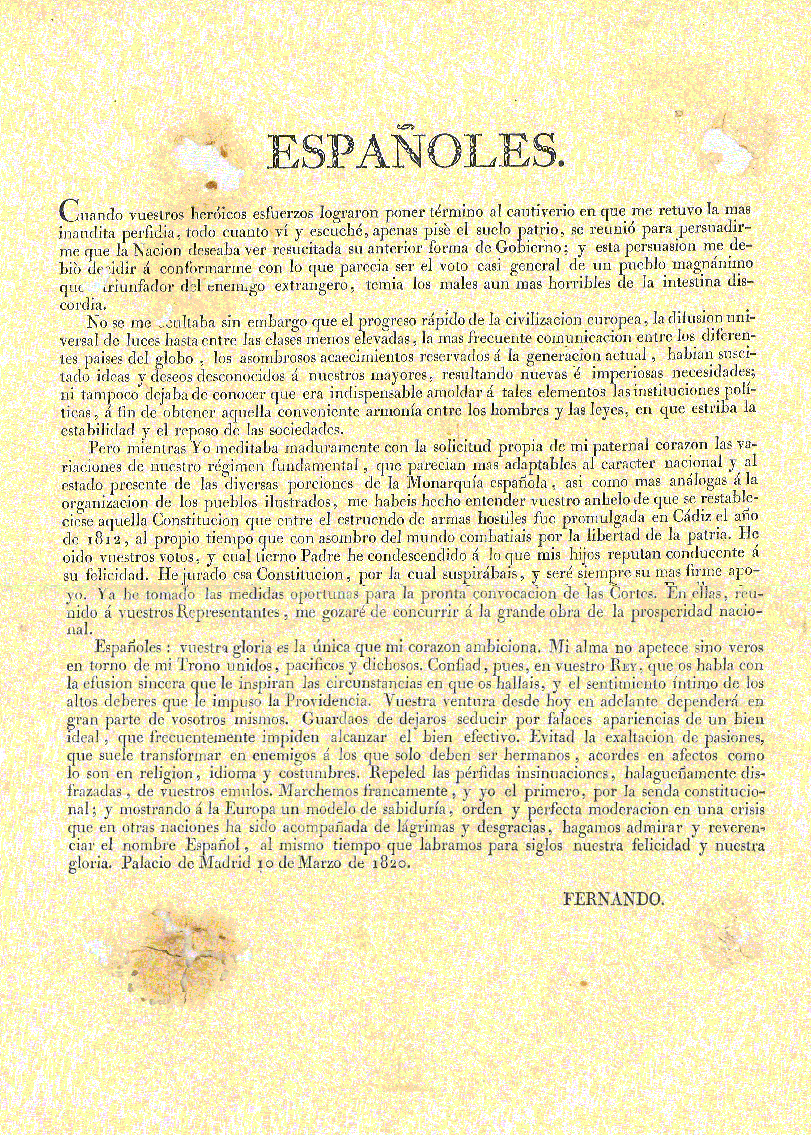
Manifiesto del rey Fernando VII hecho público el 10 de marzo de 1820 en el que comunica a los «españoles» que el día anterior ha jurado la Constitución de Cádiz.

El 8 de marzo eran puestos en libertad todos los presos por opiniones políticas y se permitía la vuelta de todos los desterrados y exiliados por el mismo motivo, y al día siguiente, 9 de marzo, el rey ordenaba la reposición del Ayuntamiento constitucional destituido en 1814 y sus miembros, más seis comisionados nombrados por los ciudadanos madrileños, se presentaban en el Palacio Real. Allí Fernando VII juró por primera vez la Constitución (el juramento formal tendría lugar en julio ante las Cortes recién elegidas, como establecía la Constitución) y ese mismo día abolió la Inquisición y nombró una Junta Provisional, en sustitución del Gobierno, presidida por el cardenal Borbón, arzobispo de Toledo y primo del rey, que ya encabezó la regencia constitucional en 1814. «Finalmente el rey tuvo que prescindir de algunos de sus hombres de confianza vinculados estrechamente a la camarilla, una medida que servía para salvar al rey tras la revolución y para construir la explicación oficial de lo sucedido: no era el rey sino sus malos consejeros los que habían conducido al país hasta aquella situación, lo que hacía posible que, tras la revolución, el monarca siguiera ocupando el trono sin tener que asumir responsabilidades por el pasado». La tesis sostenida por los liberales del rey engañado por sus consejeros y ministros apareció en obras de teatro (como en la titulada Fernando VII desengañado por los héroes de la nación en 1820), en discursos pronunciados en las sociedades patrióticas (en uno se habló de «nuestro involuntario déspota» engañado por su entorno) o en canciones («Vil condena a la España arrastraba / y el engaño ofuscaba a su rey», se decía en una de ellas en referencia a la situación de 1814). Emilio La Parra López ha señalado que fueron los liberales exaltados los que sobre todo sostuvieron la ficción de que Fernando VII actuaba engañado debido a su empeño en «guardar en su integridad la Constitución». Así, cita al diputado Juan Romero Alpuente quien escribió que tras el triunfo de la revolución «desaparecieron de su lado los pérfidos consejeros que habían vendado sus ojos para que no viese».
El 10 de marzo el rey hacía público un manifiesto en el que anunciaba que había jurado la Constitución, de la que sería «siempre su más firme apoyo». El manifiesto terminaba con un párrafo que se haría célebre (porque Fernando VII incumplió la promesa que aparecía en él y «casi al día siguiente de jurar la Constitución comenzó a actuar para derribarla»):

Me habéis hecho entender vuestro anhelo de que se restableciese aquella Constitución que entre el estruendo de armas hostiles fue promulgada en Cádiz el año de 1812, al propio tiempo que con asombro del mundo combatíais por la libertad de la patria. He oído vuestros votos, y cual tierno Padre he condescendido a lo que mis hijos reputan conducente a su felicidad. He jurado la Constitución por la cual suspirabais, y seré siempre su más firme apoyo. [..] Marchemos francamente, y yo el primero, por la senda constitucional; y mostrando a la Europa un modelo de sabiduría, orden y perfecta moderación en una crisis que en otras Naciones ha sido acompañada de lágrimas y desgracias, hagamos admirar y reverenciar el nombre Español, al mismo tiempo que labramos para siglos nuestra felicidad y nuestra gloria.

## El primer gobierno liberal (marzo 1820-marzo 1821)

### El «gobierno de los presidiarios»
La Junta Provisional Consultiva que Fernando VII nombró en sustitución del gobierno absolutista el mismo día 9 de marzo en que juró la Constitución fue la que convocó el 22 de marzo las elecciones a las Cortes, siguiendo la normativa constitucional. En el Decreto se decía:

Ciudadanos: ya tenéis Cortes, ese baluarte inexpugnable de la libertad civil, ese garante de la Constitución y de vuestra gloria. Ya tenéis Cortes, ya sois hombre libres, y el genio odioso de la tiranía huye despavorido de nuestro feliz suelo, llevando sus ensangrentadas cadenas a países menos venturosos. Volad a reuniros a vuestros hermanos y a elegir a vuestros Diputados.

La Junta Provisional Consultiva permaneció en funciones hasta que, a principios de julio, se reunieron las primeras Cortes del Trienio. También asumió el poder ejecutivo hasta que se formó el nuevo gobierno. Presidida por el cardenal Borbón, arzobispo de Toledo, formaban parte de ella el general Francisco Ballesteros —como vicepresidente y verdadero hombre fuerte de la Junta—, el obispo de Michoacán Manuel Abad y Queipo, Manuel Lardizábal, Mateo Valdemoros, el coronel Vicente Sancho, el conde de Taboada, Francisco Crespo de Tejada, Bernardo de Borja Tarrius e Ignacio Pezuela. El 18 de marzo el viejo Consejo de Estado fue reemplazado por uno completamente renovado, presidido por el general liberal Joaquín Blake.
Siguiendo el ejemplo de la Junta Provisional Consultiva y reconociendo su jefatura se formaron Juntas Consultivas en todos los territorios de la monarquía aunque no todas tenían un carácter liberal, como la de Galicia con sede en La Coruña, sino que había algunas que estaban dominadas por los absolutistas, como la de Aragón. En todos los lugares se reconocieron las dos libertades fundamentales de imprenta y reunión, hasta su posterior regulación por las Cortes, y se vaciaron las cárceles de la Inquisición, abolida el mismo día en que Fernando VII juró la Constitución. Un «inmenso afán de libertad y cambio se respira por todas partes», afirma Alberto Gil Novales.
Una de las primeras decisiones de la Junta fue ordenar «que todos los curas párrocos de la monarquía expliquen a sus feligreses en los domingos y días festivos la Constitución política de la Nación, como parte de sus obligaciones, manifestándoles al mismo tiempo las ventajas que acarrea a todas las clases del Estado, y rebatiendo las acusaciones calumniosas con que la ignorancia y la malignidad hayan intentado desacreditarla». Lo mismo se ordenó a las escuelas de primeras letras y al resto de instituciones educativas, incluidas las universidades. Otro de los primeros decretos de la Junta, firmado por el rey, fue convocar el 9 de abril «elecciones de Alcaldes y Ayuntamientos constitucionales» «en todos los pueblos de la monarquía» «para que el sistema constitucional que he adoptado y jurado tenga la marcha rápida y uniforme que corresponde». Para instruir a los ciudadanos sobre cuáles eran sus nuevos deberes y derechos se publicaron textos muy didácticos en forma de diálogos que también contenían orientaciones sobre el voto. En uno de ellos se decía: «Porque así como de los buenos cimientos pende la seguridad de una casa, así también de las buenas elecciones parroquiales pende absolutamente el que sean buenos los ayuntamientos, que tienen a su cargo el buen Gobierno de los pueblos, y las Cortes, que son las que cuidan de la felicidad de toda la nación». Y a continuación se exhortaba a nombrar «electores afectos a la Constitución» pues «de lo contrario tendréis un mal ayuntamiento».

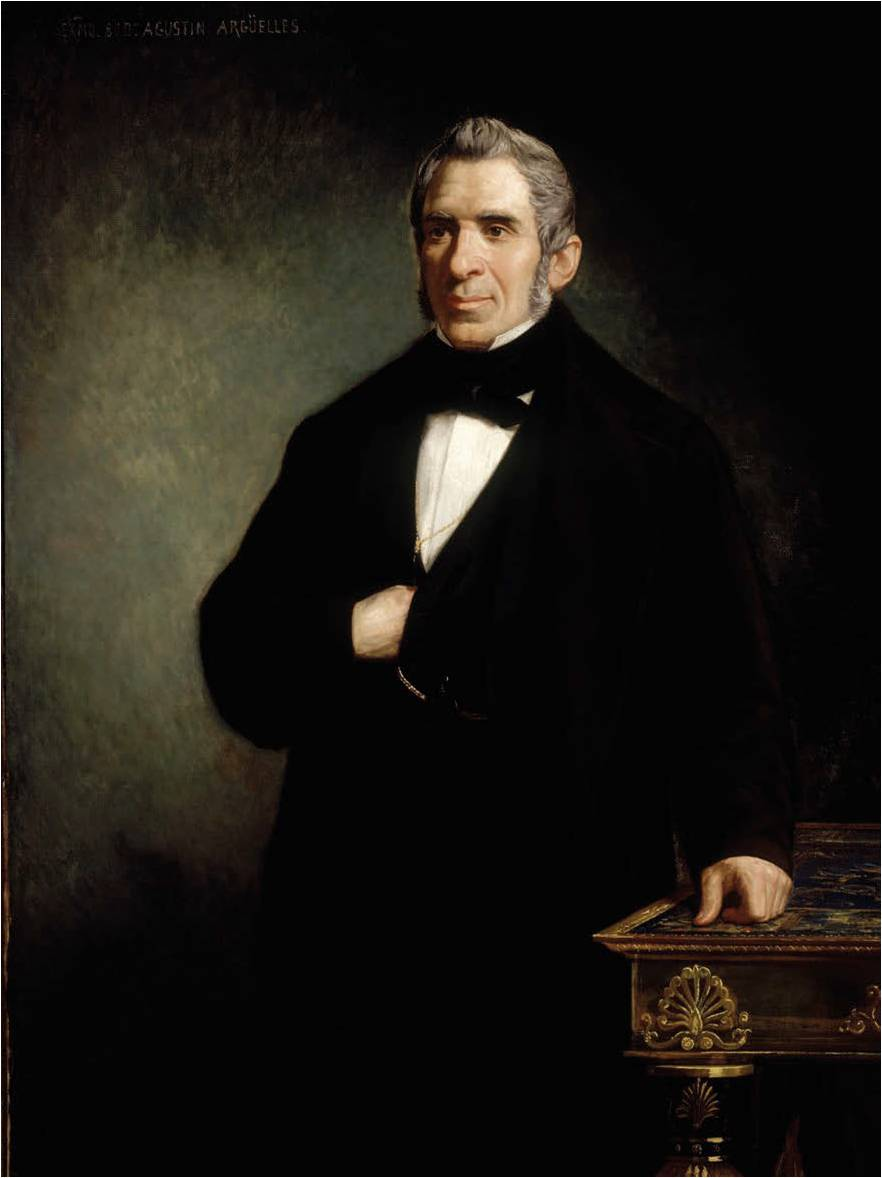
Agustín Argüelles, uno de los líderes de los liberales moderados. Fue Secretario del Despacho de Gobernación de la Península e islas adyacentes y líder de facto del primer gobierno del Trienio.

Fernando VII nombró un gobierno integrado por liberales —la lista fue confeccionada por el general Ballesteros, hombre fuerte de la Junta Consultiva—, algunos de los cuales tardaron bastante tiempo en poder ocupar sus cargos porque tuvieron que viajar desde los presidios o desde los lugares de destierro donde habían pasado buena parte del sexenio absolutista. Por eso el rey lo llamó, en privado y en tono entre socarrón y despectivo, el «gobierno de los presidiarios». La mayoría de ellos ya habían participado en las Cortes de Cádiz que aprobaron la Constitución de 1812, por lo que también serán conocidos como doceañistas. En la Constitución no existía la figura del presidente del gobierno y ni siquiera un órgano colegiado equivalente al consejo de ministros que reuniera a los siete Secretarios del Despacho (que no ministros), y tampoco establecía ninguna jerarquía entre ellos (a pesar de que el de Estado era nombrado en primer lugar). Los miembros más destacados de este primer gobierno eran Agustín Argüelles, que ocupaba la Secretaría de Estado y del Despacho de Gobernación de la Península e islas adyacentes, y José Canga Argüelles, la de Hacienda (pero no sería exacto hablar de Gobierno Argüelles o de Gobierno Canga Argüelles, a pesar de que los secretarios del Despacho se reunían todos ellos periódicamente). El resto de secretarios del Despacho eran Evaristo Pérez de Castro, Estado; Manuel García Herreros, Gracia y Justicia; Juan Jabat, Marina; Antonio Porcel Román, Gobernación de Ultramar; y el marqués de las Amarillas, Guerra. Este último era el único miembro del Gobierno que procedía del absolutismo —se había opuesto al pronunciamiento de Riego—, lo que no dejará de plantear problemas en el futuro.

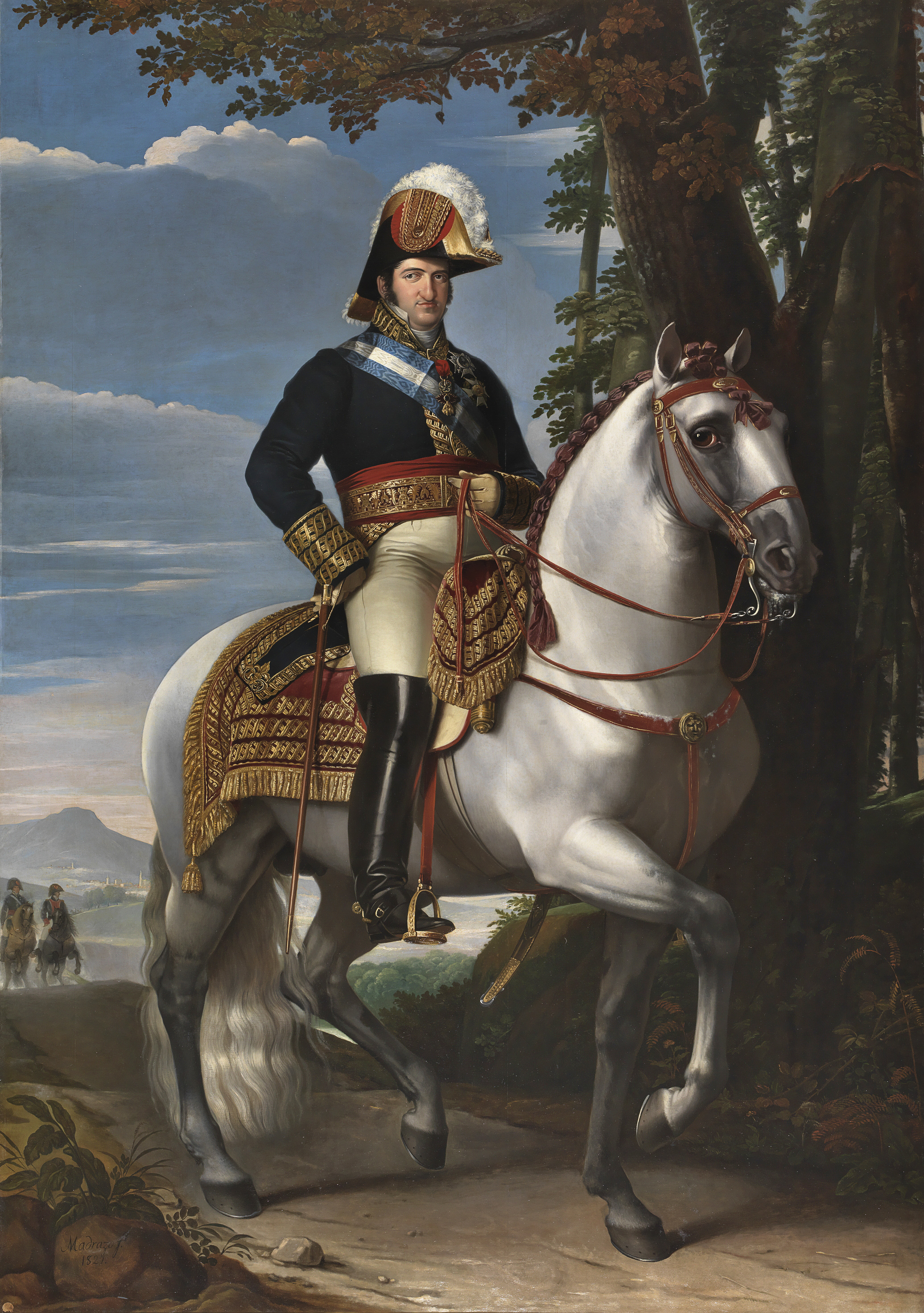
Retrato ecuestre de Fernando VII por José de Madrazo (1821), Museo del Prado.

Los integrantes del primer gobierno del Trienio eran liberales moderados, «dispuestos a continuar con la obra iniciada en Cádiz, pero no a secundar los movimientos populares». Estaban empeñados en evitar que la «hez de la sociedad» tomara «la iniciativa de las reformas», en palabras del marqués de Miraflores. Como es lógico también serán moderados los jefes políticos provinciales nombrados por el Gobierno. Estos eran una pieza esencial en la estructura de poder del régimen constitucional en cuanto eran responsables del orden público en sus respectivas provincias, además de, entre otras funciones, ser los organizadores de los procesos electorales (del peligro que esto suponía, que el gobierno pudiera «amañar en las elecciones de diputados una mayoría dócil y complaciente», ya lo advirtió un periódico "exaltado" en octubre de 1820; de hecho circularon noticias de que el gobierno había dado instrucciones precisas para que no salieran elegidos ni "exaltados", ni afrancesados). Con el nombramiento de los jefes políticos se pretendía deslindar claramente una Administración gubernativa civil de otra de carácter militar. «Sin embargo, a la hora de elegir los jefes políticos de las provincias, tal división se esfumaba por el hecho de que prácticamente la mitad de las jefaturas políticas recayeron en militares y no en políticos civiles».
El 24 de abril se aprobaba un decreto por el que se creaba la Milicia Nacional, prevista en la Constitución, «que habría de convertirse desde entonces en uno de los baluartes del régimen constitucional y uno de los principales símbolos del liberalismo español». Su reglamento definitivo sería aprobado por las Cortes el 31 de agosto.
Durante los primeros meses del Trienio hubo una «explosión de libertad» que dio lugar a la proliferación de nuevos periódicos (en mayo se contabilizaban casi ochenta, cuando antes de la revolución solo se publicaban media docena). La prensa fue «uno de los grandes espacios de libertad y pluralidad creados al amparo de la legislación liberal y, por tanto, un medio fundamental para difundir los valores del régimen entre una población que iniciaba entonces el difícil aprendizaje de vivir en libertad», aunque también se publicaron, como durante las Cortes de Cádiz, periódicos que defendían la causa del absolutismo o que propugnaban la reforma de la Constitución. El otro gran cauce para el debate fueron las sociedades patrióticas, que también ejercieron funciones de control sobre el poder, y cuya propuesta de prohibición por parte del Gobierno será una de las causas principales de la ruptura entre los liberales moderados, que apoyaban al Gobierno, y los liberales exaltados, que defendían su continuidad. La difusión de la sociedades patrióticas convirtió «el derecho de reunión, junto a la libertad de imprenta, en uno de los bienes más preciados del nuevo régimen».
Tras la celebración de las elecciones (por sufragio universal masculino indirecto, en tres grados: juntas de parroquia, de partido y de provincia), se constituyeron las Cortes cuya sesión de apertura se celebró el 9 de julio de 1820 (la noche anterior hubo un intento frustrado de golpe absolutista protagonizado por la Guardia Real y previamente había habido un complot encabezado por Domingo Baso, aventurero con importantes conexiones, para preparar la fuga del rey, que también fracasó). En esta sesión de apertura el rey juró solemnemente la Constitución según el texto que figuraba en la propia Constitución (Art. 173):

Don Fernando VII, por la gracia de Dios y la Constitución de la monarquía española, Rey de las Españas: juro por Dios y por los Santos Evangelios que defenderé y conservaré la Religión Católica, Apostólica, Romana, sin permitir otra alguna en el Reino; que guardaré y haré guardar la Constitución política y leyes de la Monarquía española, no mirando en cuanto hiciere sino al bien y provecho de ella; que no enajenaré, cederé ni desmembraré parte alguna del Reino; que no exigiré jamás cantidad alguna de frutos, dinero ni otra cosa, sino las que hubieren decretado las Cortes; que no tomaré jamás a nadie su propiedad, y que respetaré sobre todo la libertad política de la Nación y la personal de cada individuo; y si en lo que he jurado, o parte de ello, lo contrario hiciere, no debo ser obedecido; antes aquello en que contraviniere, sea nulo y de ningún valor. Así Dios me ayude y sea en mi defensa; y si no, me lo demande.

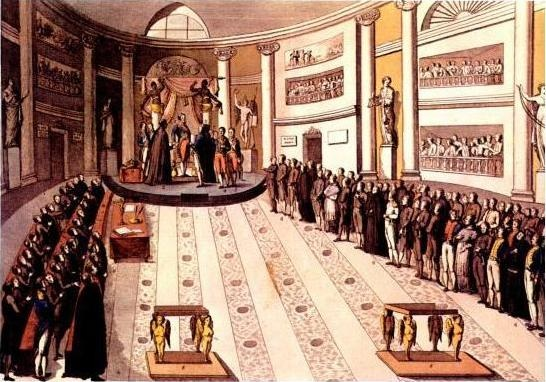
El rey Fernando VII jura ante las Cortes la Constitución de 1812 el 9 de julio de 1820.

Tras el juramento pronunció un discurso el presidente de las Cortes, el arzobispo de Sevilla diputado por Cataluña, en el que se felicitó de que «España vuelve dichosamente a ver reunidas las Cortes que hicieron tan gloriosos los reinados de los Alfonsos y Fernandos; y la más virtuosa de todas las Naciones, olvida los agravios, perdona las injurias, y solo se ocupa y se complace con el restablecimiento de un Gobierno Constitucional». También evocó la Guerra de la Independencia en que, estando ausente el rey, «rugió el león de España», es decir, la nación, en un «grito general y uniforme», y después se refirió a la obra de las Cortes de Cádiz:

[Y] mientras que los bravos guerreros presentan sus pechos de bronce y ahuyentan de este virtuoso suelo las legiones del tirano, los Padres de la Patria, que habían sido llamados por el voto general de las provincias, restablecen la Constitución de la monarquía española, que, declarando solemnemente sagrada e inviolable la persona del Rey, afianza más la Corona sobre las Reales sienes de vuestra majestad, le asegura de viles acechanzas de algún valido, y puede así vuestra majestad hacer más libremente el bien de los pueblos y su pública felicidad.

A continuación el rey leyó un discurso, redactado por el Gobierno —más concretamente por Agustín Argüelles—, en el que, tras afirmar que la felicidad del «Pueblo Español» «nunca había dejado de ser el blanco de mis intenciones más sinceras» dijo: «Al establecimiento y conservación entera e inviolable de la Constitución, consagraré las facultades que la misma Constitución señala a la autoridad real, y en ello cifraré mi poder, mi complacencia y mi gloria». Al acabar el rey fue aclamado por los diputados.
En estas primeras Cortes, cuya principal actividad fue desarrollar y ampliar lo acordado por las Cortes de Cádiz, se configuró una mayoría liberal moderada, que, según Josep Fontana, «trata de frenar cualquier avance del movimiento popular» (cuyo instrumento principal eran las sociedades patrióticas). De los 243 diputados el 27% eran miembros del clero y el 17% militares, y 33 ya habían sido diputados en las anteriores Cortes de Cádiz, por lo que eran llamados «doceañistas» (configurando el núcleo central del partido moderado). Mientras tanto el rey recibía mensajes por cauces no oficiales de los monarcas europeos en los que le decían que contara con su apoyo para oponerse a la política revolucionaria del Gobierno. El Papa Pío VII también le envió una carta secreta en la que le hablaba del «torrente de libros perniciosísimos» que inundaba España «en perjuicio de la religión y de las buenas costumbres».

### La división de los liberales: "moderados" frente a "exaltados"
Juan Francisco Fuentes ha señalado que la división del liberalismo español, solo vagamente perceptible al principio, «sería uno de los hechos de mayor trascendencia del Trienio Liberal, de forma que la lucha política que marcó la historia de este período no se comprendería sin el enfrentamiento entre moderados y exaltados, representantes del ala más conservadora y más progresista, respectivamente, del liberalismo español».
El que se comenzó a llamar en la prensa y en las reuniones públicas el partido exaltado se identificó con el liberalismo de base, de las juntas locales que se formaron en las ciudades durante la revolución, integradas sobre todo por los sectores populares y de clases medias y del propio ejército más radicales, y «cuyas pretensiones de cambio iban más allá, en algunos casos, de lo que representaba el nuevo poder constituido». Por su parte el que sería conocido como el partido moderado surgió del liberalismo institucional, del liberalismo oficialista que la opinión general identificaba con el Gobierno, y que era «partidario de administrar con moderación el poder recibido del rey en marzo de 1820». «Ninguna de estas tendencias llegará a constituirse como un partido político moderno, aunque los prepara», ha señalado Alberto Gil Novales. Pedro Rújula y Manuel Chust han abundado en la misma idea: «la escasa estructura propia de que disponían los partidos y la dependencia parcial de otras plataformas que podían servir de instrumento para la consecución de sus objetivos. Periódicos, cafés, sociedades —secretas o no—, milicia, círculos profesionales...». Por otro lado, en el sector más conservador del partido moderado se integraron los afrancesados, tras ser amnistiados, aunque solo a medias ya que se mantuvieron ciertas restricciones que limitaban su capacidad jurídica —regresaron del exilio unas 12 000 personas—.

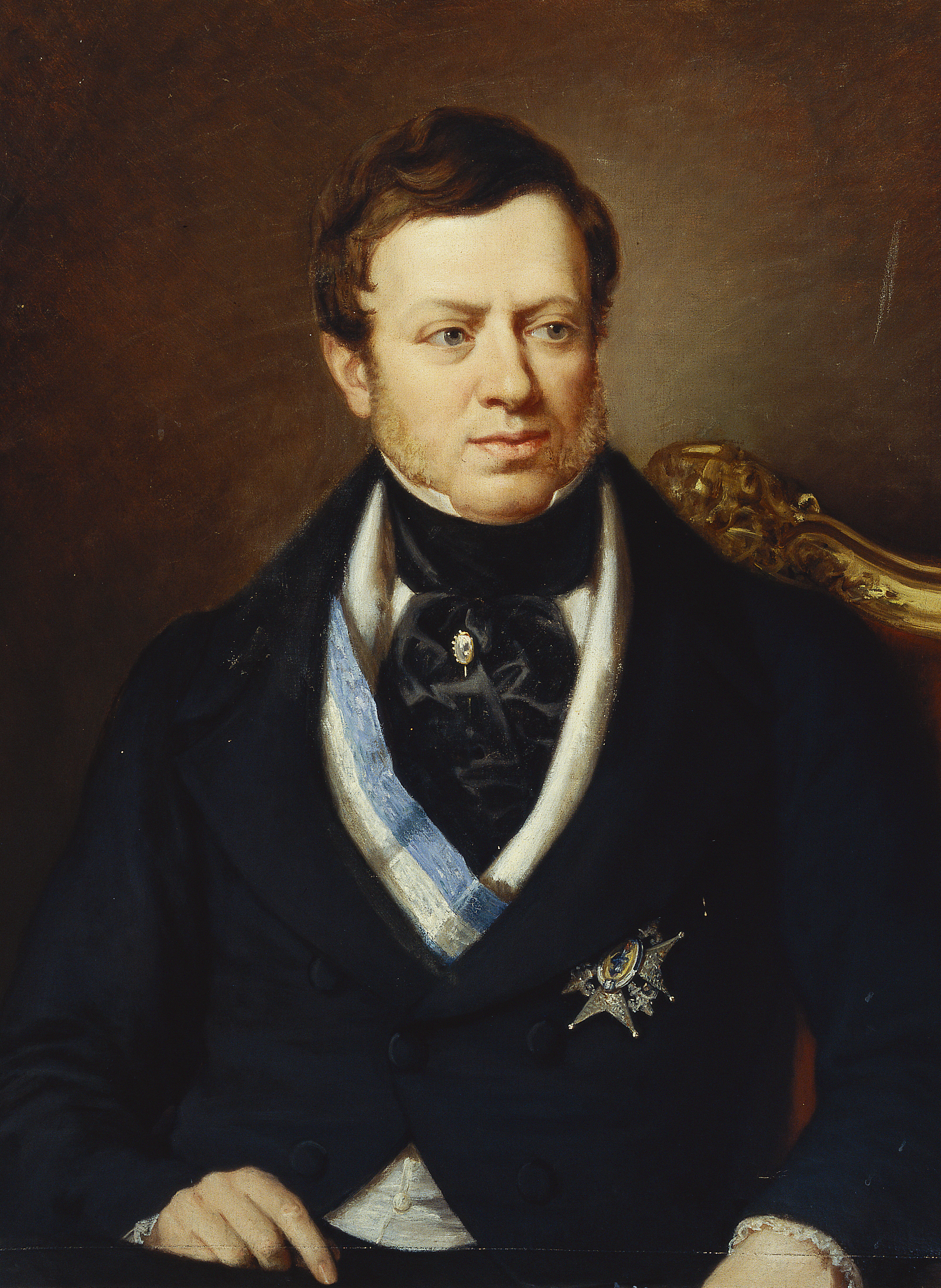
José María Queipo de Llano, más conocido por su título de conde de Toreno, fue un «doceañista» y uno de los liberales moderados más destacados.

Los moderados y los exaltados compartían el mismo proyecto político, iniciado por las Cortes de Cádiz, de poner fin a la monarquía absoluta y al Antiguo Régimen y sustituirlos por un nuevo régimen liberal, tanto en lo político como en lo económico. En lo que se diferenciaban era en la «estrategia» a seguir para alcanzar ese objetivo común. Así lo reconoció el moderado José Canga Argüelles en sus memorias: «la diferencia entre los que se llamaban exaltados y moderados en las cortes no estaba en los principios constitutivos del orden establecido, sino en la elección de los medios para sostenerle». Los moderados (también llamados «doceañistas» porque sus miembros más destacados ya habían sido diputados en las Cortes de Cádiz de 1812) consideraban que la «revolución» ya estaba terminada y que lo que había que garantizar era el «orden» y la «estabilidad», intentando integrar en él a las viejas clases dominantes, como la nobleza (mediante compromisos con ellas); los exaltados, por el contrario, pensaban que había que seguir desarrollando la «revolución» con medidas que buscaran el apoyo de las clases populares. El liberal moderado (y doceañista) conde de Toreno, por ejemplo, defendía que la revolución había «quitado casi todas las trabas que se oponían a la propiedad y a las libertades públicas» y que fuera de esto no había más que «los horrores de la anarquía y el desorden» y la disolución de «todos los vínculos sociales». Según los moderados, «los exaltados eran responsables de la agitación, excesos y desórdenes de los núcleos urbanos, protagonizados por las sociedades patrióticas, en una actitud radical que fomentaba la oposición absolutista y la amenaza de la revolución social». En definitiva, los moderados querían «estrechar el margen de participación popular para evitar derivas del régimen hacia posiciones más avanzadas», mientras que los exaltados eran partidarios de «profundizar socialmente el régimen y abrir los espacios de participación».
Sin embargo, también se diferenciaban en cuanto a la propia Constitución de 1812 que los moderados querían reformar en un sentido conservador y los exaltados mantenerla tal como había sido aprobada por las Cortes de Cádiz. Los moderados, especialmente su sector más conservador constituido por los llamados «anilleros» encabezados por Francisco Martínez de la Rosa, querían introducir el sufragio censitario, es decir, que solo tuvieran derecho al voto los varones que dispusieran de un determinado nivel de renta (en lugar del sufragio universal indirecto en tres grados de la Constitución), y una segunda cámara, en la que estuviera representada la aristocracia territorial, como contrapeso al Congreso de los Diputados. También querían una menor limitación del poder del rey para de esa forma dar más capacidad de actuación al ejecutivo. Como ha destacado Ignacio Fernández Sarasola, «el bicameralismo llegaría a convertirse en uno de los grandes caballos de batalla entre exaltados y moderados durante el Trienio. Los primeros consideraban que cualquier mención a una Cámara alta era un síntoma de conservadurismo inaceptable, en tanto que los segundos entendían que la Cámara Alta resultaba imprescindible para calmar las acometidas “democráticas” de la Cámara popular». Lo paradójico era que el plan de cámaras, como lo conocieron los exaltados, fuera defendido por políticos liberales que habían participado activamente en las Cortes de Cádiz, que habían elaborado y aprobado la Constitución de 1812.
Este cambio de posición respecto de la Constitución de 1812 contaba con antecedentes entre el exilio liberal en Francia: el llamado «plan Beitia», fechado en 1819 en Bayona, cuyo objetivo era la instauración de un Acta constitucional de los españoles de ambos hemisferios que sustituiría a la «radical» Constitución de 1812. Entre otros cambios el Acta restringía el sufragio que pasaba a ser censitario y creaba una segunda cámara parlamentaria (una Cámara perpetua que actuase como «poder moderador», siguiendo el modelo británico de la Cámara de los Lores y el francés de la Carta Otorgada de 1814). En el estudio sobre el «plan Beitia» del hispanista francés Claude Morange, que fue quien en 2006 halló en el Archivo Histórico Nacional toda la documentación del «plan» que había sido incautada por agentes de Fernando VII, destacó que el Acta estaba muy influida por el liberalismo doctrinario francés, más concretamente por las ideas de Benjamin Constant y de Antoine Destutt de Tracy.
Finalmente el plan de Cámaras no salió adelante, según Juan Francisco Fuentes, «porque a los moderados les faltó la ocasión o la determinación de llevarlo a cabo, pero también por la oposición de los exaltados, que hicieron de la defensa de la Constitución el objetivo primordial de su actuación». Sin embargo, hay que tener presente que el artículo 375 de la Constitución impedía su reforma «hasta pasados ocho años después de hallarse puesta en vigor», por lo que ante la imposibilidad de que las Cortes aprobaran la segunda Cámara «los moderados llegaron a interpretar el Consejo de Estado como un Senado, basándose en su composición estamental y en las tareas de control regio que ejercía». Los moderados buscaron el apoyo del rey Fernando VII pero no lo obtuvieron porque este era incapaz de diferenciar unas Cortes liberales con una o con dos cámaras — parece que le dijo a un secretario del Despacho: «¡No podéis con una cámara y queréis dos!»— y porque su alternativa era volver a la monarquía absoluta.
El primer conflicto entre moderados y exaltados se produjo el 4 de agosto de 1820 cuando el gobierno decidió disolver el «Ejército de la Isla», es decir, el ejército que había llevado a cabo el pronunciamiento que había puesto fin al absolutismo —«disolverlo equivalía a dejar a la revolución absolutamente inerme», ha afirmado Alberto Gil Novales—. La razón era el temor del partido moderado a su intervención en política y la desconfianza hacia la figura de Rafael del Riego, aclamado por los exaltados como el «héroe de las Cabezas» (de San Juan), porque creía que en torno a él se podría articular un amplio frente de oposición al Gobierno. El general Antonio Quiroga, entonces diputado cercano a los moderados y uno de los militares que había encabezado el pronunciamiento de 1820, apoyó la medida, mientras que Riego, comandante en jefe del «Ejército de la Isla» (oficialmente llamado Cuerpo de Observación de Andalucía), fue a Madrid a finales de agosto a intentar que el Gobierno revocara la decisión (presentó un escrito en el que decía que la disolución del «Ejército de la Isla» era «un proyecto que solo pueden oírlo sin horror aquellos hijos bastardos de la Patria, que desean verla sin apoyo para devorarla con el furor que hoy los consume y que no pueden explicar sino disolviendo el ejército que la ha salvado»), y, aunque la orden de disolución se mantuvo (en compensación Riego había sido nombrado capitán general de Galicia), el conflicto se solucionó con la destitución del marqués de las Amarillas, que como Secretario del Despacho de Guerra era quien la había firmado. En uno de los muchos homenajes a Riego que se celebraron en la capital —el periódico El Consitucional lo había llamado el «restaurador de España»—, el que tuvo por escenario el Teatro del Príncipe en la noche el 3 de septiembre, se produjo un incidente que el gobierno aprovechó para destituir a Riego como capitán general de Galicia y ordenarle que se marchara a Oviedo y esperara a allí nuevas órdenes. El gobierno le acusó de haber cantado durante el acto la «subversiva» Trágala. Los exaltados llevaron el asunto a las Cortes y el secretario del Despacho Agustín de Argüelles acusó a Riego de alentar los disturbios populares y a continuación aludió a que existían ciertas páginas de la historia que le implicaban, lo que suponía una acusación velada de haber formado parte de una conjura contra el gobierno de signo republicano. Argüelles nunca mostró el contenido de esas páginas de la historia tan incriminatorias, pero «los moderados parecían haber triunfado en toda línea».

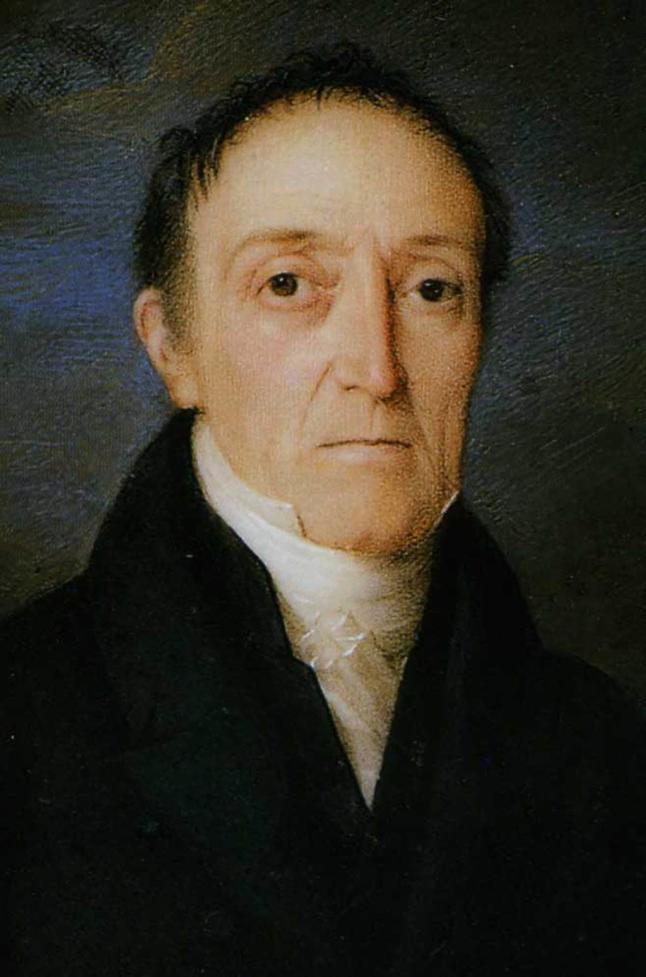
Álvaro Flórez Estrada, miembro destacado de los exaltados, defendió a las sociedades patrióticas en el debate que tuvo lugar en las Cortes sobre la propuesta de los moderados para prohibirlas.

La ruptura definitiva entre moderados y exaltados se produjo al mes siguiente, octubre de 1820, con motivo del debate en las Cortes sobre la propuesta de prohibir las sociedades patrióticas. Desde el verano de 1820, los moderados habían comenzado a ver a las sociedades patrióticas «más como un peligro para el orden público que como un aliado en la defensa del orden constitucional», que era como las veían los exaltados, y también como «una especie de contrapoder ilegítimo que los exaltados utilizaban para contrarrestar su escasa representación en el parlamento» —incompatibles, por tanto, con los cauces constitucionales de representación—. Además temían que se transformaran en los radicales clubs jacobinos de la Revolución Francesa. Como ha destacado Juan Francisco Fuentes, esta visión contrapuesta sobre las sociedades patrióticas respondía a la «diferente concepción que moderados y exaltados tenían de la base social sobre la que debía descansar el liberalismo español. Para los primeros, la solidez del régimen pendía del apoyo que tuviera entre las clases propietarias y medias: burguesía, aristocracia terrateniente, clases medias profesionales... [Y] las sociedades patrióticas podían ser, por su carácter abierto y participativo una vía de entrada de las clases populares en la vida política. [...] Para los diputados exaltados, por el contrario, las sociedades patrióticas eran un instrumento fundamental para crear en España una verdadera opinión pública, la "reina de las naciones", como la calificó el diputado aragonés Romero Alpuente». Finalmente los «moderados» consiguieron que las Cortes aprobaran un decreto promulgado el 21 de octubre de 1820 cuyo primer artículo decía: «No siendo necesarias para el ejercicio de la libertad de hablar de los asuntos políticos las reuniones de individuos constituidos y reglamentados por ellos mismos, bajo los nombres de sociedades, confederaciones, juntas patrióticas o cualquiera otra sin autoridad pública, cesarán desde luego con arreglo a las leyes que prohíben estas corporaciones». Sin embargo, se permitía que continuasen actuando sin constituirse como tales —como tertulias o reuniones patrióticas— y bajo la autoridad superior local que podía suspenderlas en cualquier momento (lo que en el futuro daría lugar a muchos conflictos). De todas formas, el decreto del 21 de octubre, promulgado el 8 de noviembre, supuso en la práctica la desarticulación de las sociedades patrióticas, «al menos en la forma y contenidos iniciales, y sólo recuperarían su situación desde el 7 de julio de 1822, con el período más radical de la revolución».

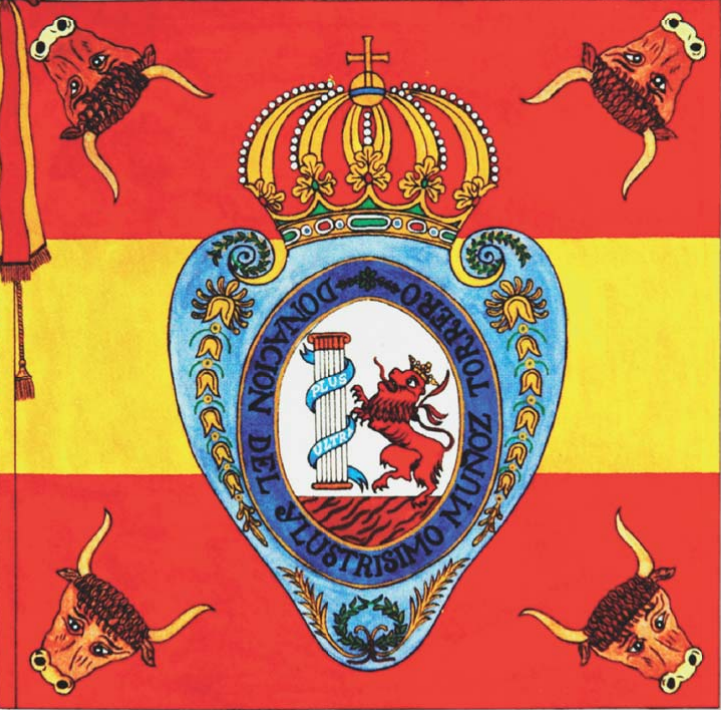
Bandera de la Milicia de Cabeza del Buey, durante el Trienio Liberal. Custodiada en el Palacio de las Cortes.

Justo al día siguiente del decreto sobre las sociedades patrióticas las Cortes aprobaban otro sobre la libertad de imprenta que volvió a ahondar la división entre moderados y exaltados pues estos últimos consideraron que la regulación que hacía de los «abusos» la restringía. Otro de los motivos de enfrentamiento entre moderados y exaltados fue el de la Milicia Nacional, que los segundos quisieron convertir en un instrumento revolucionario («la Patria armada») y los primeros en un garante del orden público y del orden constitucional (entendidos como sinónimos), atajando los frecuentes actos de indisciplina y de insubordinación para que fuera una fuerza organizada y eficaz. La cuestión clave era qué clases sociales podían acceder a la milicia. Los «moderados» lo restringían a los «ciudadanos propietarios» (y la barrera la constituía que sus miembros tenían que costearse el uniforme), mientras que los «exaltados» se propusieron ampliar su base social haciendo posible el acceso de las clases populares urbanas, para lo que idearon diversas fórmulas (subvenciones, suscripciones, mecenazgos, etc.) para pagar los uniformes a quienes no podían costearlos. La consideración de la Milicia Nacional como baluarte del régimen constitucional se pondría en evidencia en el papel decisivo que desempeñó en el fracaso del golpe de Estado absolutista del 7 de julio de 1822.
Además de las Cortes, el ámbito más visible de la confrontación entre moderados y exaltados fue la prensa —se estima que se crearon 680 nuevas cabeceras durante el Trienio—. Entre los periódicos moderados destacaron El Universal (con una tirada cercana a los cinco mil ejemplares) y Miscelánea de comercio, artes y literatura (con una tirada similar a la de El Universal), a los que habría que añadir dos periódicos afrancesados, El Censor y El Imparcial, que también defendían las propuestas del moderantismo. Entre los periódicos exaltados destacaron El Conservador (a pesar de su título), El Eco de Padilla, El Amigo del Pueblo, El Espectador, La Tercerola y, muy especialmente, El Zurriago (que llegó a alcanzar una tirada de más de seis mil ejemplares). También era afín a los exaltados el periódico político-satírico (y periódico de periódicos) La Periódico-manía (cuyo antecedente era La Diarrea de las imprentas publicado durante las Cortes de Cádiz). Los exaltados también contaban con periódicos de esta tendencia editados fuera de Madrid.
La división entre moderados y exaltados también se produjo en el seno de la masonería —la única sociedad secreta existente en España— a la que estaban afiliados muchos políticos liberales «para poder trabajar con mayor seguridad a favor de la causa constitucional, desde la eficaz trama clandestina que constituían las logias». En enero de 1821 un grupo de masones afines a los exaltados rompió con la masonería oficial, dominada por los moderados, y fundó la sociedad secreta de la Comunería, cuyos miembros serán conocidos como los comuneros o los hijos de Padilla. La elección del nombre ya indica, según Juan Francisco Fuentes, «la voluntad de crear una especie de masonería nacional, libre de los vínculos internacionales y del conservadurismo político que ellos atribuían a las logias». Por eso se organizaron en torres en lugar de en loggie. Según el moderado Antonio Alcalá Galiano, la Carbonería «sustentaba las doctrinas y el interés de la parcialidad exaltada». En sus estatutos se decía que «la confederación [de comuneros españoles] tiene por objeto promover y conservar, por cuantos medios a su alcance, la libertad del género humano; sostener con todas sus fuerzas los derechos del pueblo español contra los desafueros del poder arbitrario, y socorrer a los hombres menesterosos, particularmente si son confederados». Su órgano oficioso de prensa era el periódico que tenía el significativo título de El Eco de Padilla y su símbolo el color morado del pendón de Castilla enarbolado durante la Revuelta de las Comunidades, que era su referente histórico. A partir del caso de José Manuel del Regato, uno de los miembros más radicales de la Carbonería que tras la caída del régimen constitucional Fernando VII lo nombró jefe de su policía secreta, se ha especulado sobre la existencia de agentes provocadores infiltrados en su seno. Tal vez ese fuera el origen de algunos supuestos complots republicanos como el del francés Bessières en Barcelona, quien tras huir a Francia volvió a España en 1823 como mariscal realista que acompañaba a los Cien Mil Hijos de San Luis. La organización de La Comunería, cuyo número de miembros se desconoce, «parece haber sido rudimentaria, y desde el principio fue muy sencillo para los enemigos introducirse en sus filas».

### La abolición del Antiguo Régimen: la desvinculación y la desamortización

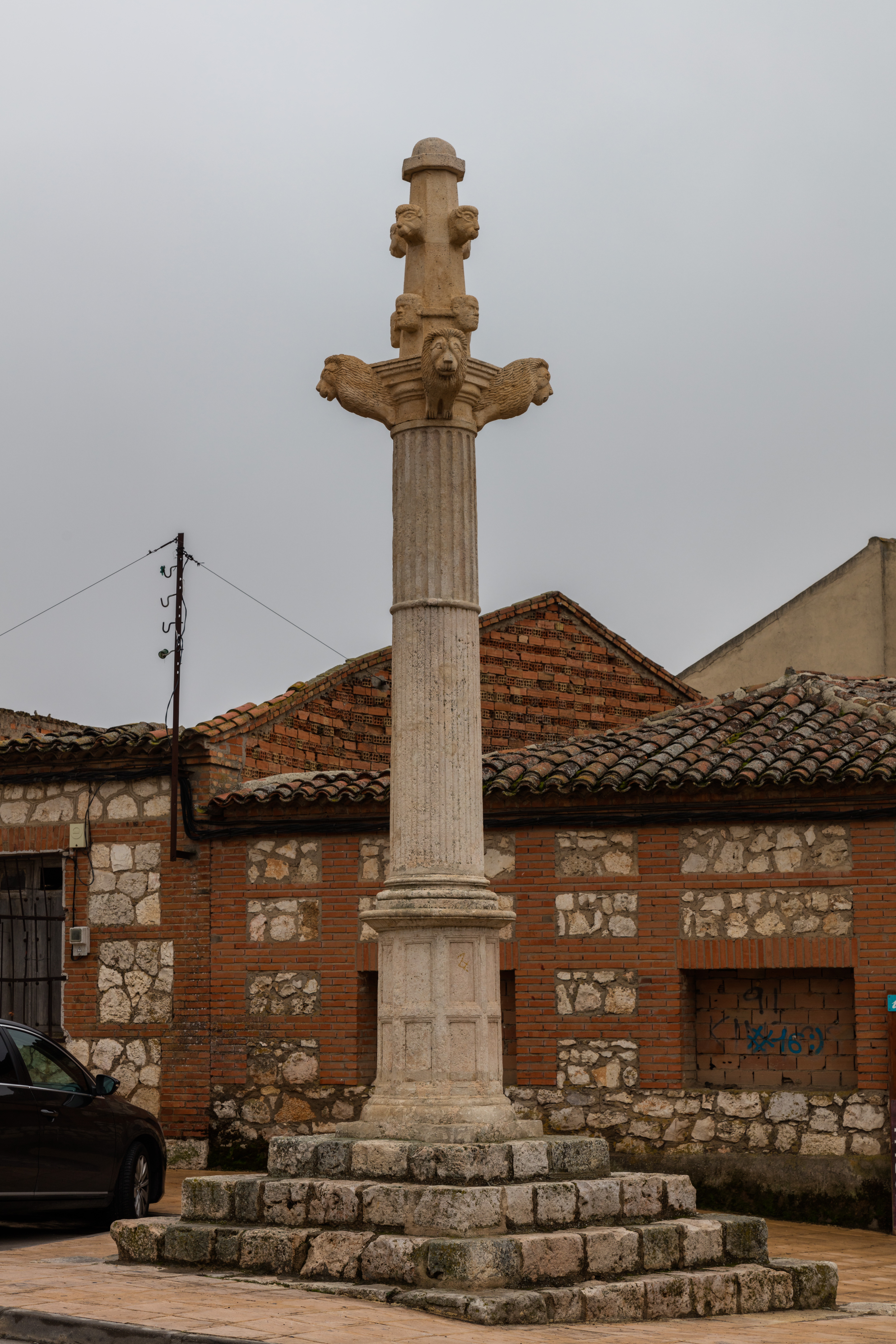
Picota de Torija (provincia de Guadalajara). El uso de este instrumento y símbolo del vasallaje fue abolido por la Junta Provisional Consultiva.

En cuanto triunfó la revolución muchos campesinos dejaron de pagar los diezmos y las «cargas feudales», de lo que se quejaron los nobles y el clero a las Cortes. En agosto de 1820 la diputación de Córdoba presentó a las Cortes «siete peticiones» que retomaban las reformas aprobadas por las Cortes de Cádiz y que suponían en la práctica la abolición del Antiguo Régimen en España:

Que se limitase el clero secular y regular a un número determinado; que se suprimiesen los conventos superfluos; que se estinguiese [sic] la amortización eclesiástica y civil; que los dueños de los señoríos presentasen en un plazo determinado los títulos de sus propiedades y privilegios; que se diese un curso pronto a los pleitos de reversión [a la Corona]; que se estinguiesen [sic] los diezmos y, últimamente, que se abriesen dos canales entre los ríos Guadalquivir, Guadajoz, Genil y Guadalimar.

La Junta Provisional Consultiva ya había aprobado algunos decretos conducentes al desmantelamiento del Antiguo Régimen, como la incorporación a la nación de los señoríos jurisdiccionales, la abolición de los privilegios exclusivos, privativos y prohibitivos, la demolición de los signos de vasallaje (como la picota) o el establecimiento de la libertad de industria. Las Cortes continuaron con esa labor y la primera medida importante que aprobaron fue la desvinculación de los patrimonios al suprimir mediante un decreto publicado el 27 de septiembre de 1820 «todos los mayorazgos, fideicomisos, patronatos y cualquiera otra especie de vinculaciones de bienes raíces, muebles, semovientes, censos, juros, foros o de cualquier otra naturaleza, los cuales se restituyen desde ahora a la clase de absolutamente libres» (un asunto que no había sido abordado por las Cortes de Cádiz). Con la abolición del mayorazgo las «propiedades» de una casa nobiliaria incluidas en él (que eran heredadas en exclusiva por el primogénito, de ahí el nombre, con la obligación de mantenerlas intactas) ya pudieron ser enajenadas (vendidas, hipotecadas o embargadas, al ser reclamadas por los acreedores). Se convirtieron en propiedades «libres». La desvinculación, junto con la desamortización y la abolición de los señoríos, formaba parte del proyecto liberal, que hundía sus raíces en la Ilustración española (con su crítica a las «manos muertas»), de «limpiar de trabas el campo español y fomentar su producción y desarrollo».
Al mes siguiente, el 25 de octubre de 1820, las Cortes aprobaron la reforma del clero regular —cuyo objetivo principal era reducir su excesivo número, ya que los liberales consideraban a los clérigos regulares como básicamente inútiles en la nueva sociedad, muy diferente a la valoración tan positiva que hacían de los párrocos, «primer apoyo de las nuevas instituciones»— que incluía la supresión de las órdenes monacales y de las órdenes militares y la eliminación de muchos conventos de las órdenes mendicantes —en 1822 cerca de la mitad de los conventos españoles habían sido cerrados—, cuyas comunidades en adelante dependerían de los obispos, nombrados a propuesta del gobierno, y no de los superiores de cada orden, y de las que no podría haber más de un convento de una misma orden por cada población, y siempre que contara con al menos 12 religiosos ordenados in sacris, quedando excluidos de la medida los escolapios. Asimismo se facilitaba a los monjes y a los frailes la secularización, es decir, el pase al clero secular. Previamente, siguiendo la herencia ilustrada habían suprimido la orden de los jesuitas (27 de septiembre).

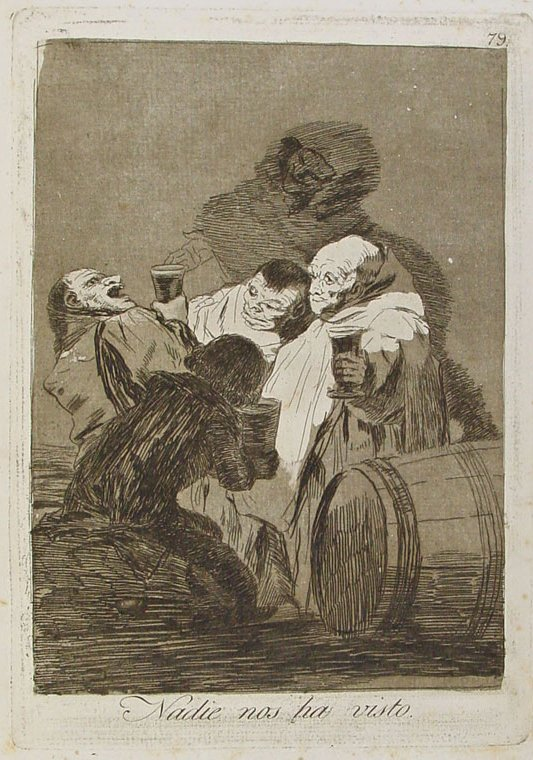
Nadie nos ha visto. Grabado nº 79 de la serie Los Caprichos (1799) de Francisco de Goya. En él aparecen cuatro frailes bebiendo. Responde a la crítica que hicieron los ilustrados al clero regular (que los liberales compartieron). «El fraile goyesco es espantoso, risible, chabacano, palurdo», ha afirmado Julio Caro Baroja.

Lo que pretendían los liberales al aprobar la ley del 25 de octubre era aplicar el artículo 12 de la Constitución en el que tras proclamar la confesionalidad del Estado («La religión de la Nación española es y será perpetuamente la católica, apostólica, romana, única verdadera») se decía que «la Nación la protege por leyes sabias y justas, y prohíbe el ejercicio de cualquier otra», lo que era interpretado por ellos como que solamente la Nación representada en las Cortes estaba legitimada para determinar la política religiosa —en lo que los liberales enlazaban con el regalismo borbónico del siglo anterior—, mientras que la jerarquía eclesiástica española y el Papa hacían la lectura contraria del artículo 12 ya que consideraban que el mismo obligaba al poder civil a salvaguardar los «derechos de la Iglesia». Y esa fue la raíz del conflicto que enfrentó a una parte importante del clero, especialmente a los obispos apoyados por el Papa, con el régimen liberal, cuya política religiosa, que en gran medida estaba inspirada en las propuestas ilustradas, era calificada por ellos como jansenista. Como han destacado Ángel Bahamonde y Jesús A. Martínez la reforma eclesiástica llevada a cabo por los liberales «estuvo guiada más que por pautas anticlericales, presentes en algunos sectores del liberalismo exaltado, por un deseo de integración del clero en el marco constitucional... Al fin y al cabo, la Constitución por su naturaleza confesional era perfectamente compatible con la religión católica». Pero los liberales no lograron crear una jerarquía eclesiástica constitucional porque la Santa Sede (apoyada por la mayoría de los obispos) se negó a nombrar a los candidatos a los obispados vacantes —en su mayoría, a causa del destierro o la huida de sus titulares— que proponía el Gobierno (los calificó como jansenistas) y amenazó al clérigo que aceptara ser designado exclusivamente por el poder político con ser considerado «un intruso, cismático, homicida de las almas, perturbador de la paz». Entre julio de 1820 y octubre de 1822 el Gobierno eligió candidatos para quince obispados y sólo tres fueron confirmados por Roma.
Los bienes de los monasterios y de los conventos suprimidos, y los de la Inquisición y los de los jesuitas, fueron «desamortizados» (pasaron al Estado y fueron vendidos en pública subasta). La desamortización afectó a 25 000 fincas, con un importe global de entre quinientos y mil millones de reales aportados por unos 7500 compradores, a los que se permitió pagar con títulos de la deuda, «con lo que, dada su depreciación, el valor real de las compras estaba por debajo de los altos remates alcanzados en las subastas». Nada se hizo para facilitar el acceso de los campesinos a la propiedad de estos bienes «desamortizados», que fueron comprados en su mayoría por los propietarios más ricos. E incluso la situación de muchos campesinos empeoró cuando los nuevos propietarios exigieron el aumento de la renta que pagaban los campesinos que tenían arrendadas las parcelas (en virtud de la «libertad de arrendamientos» que decretaron las Cortes) o incluso los desalojaron de las mismas, en virtud del «derecho de propiedad» que habían adquirido. Diego González Alonso, agrarista que fue diputado de las Cortes, escribió años después en su libro La nueva ley agraria:

Millones de habitantes, miles de pueblos, quedaron a merced de un propietario cruel, a quien poco importa, como hemos visto en 1820 y siguientes, que familias enteras, que descansaban en los hogares de sus mayores... vagasen huérfanos, buscando relaciones para encontrar techado para sus personas y abrigo y local para sus ganados dispersos y flacos. [...] Si la propiedad se hubiese dividido con regularidad... no sería tanto el número de los siervos. La revolución en Francia aumentó en millones el número de los propietarios, y la nuestra, en 1822... no pasaba de cuatro mil creados nuevos.

La desamortización de los bienes de las órdenes monacales y de una parte importante de los de las órdenes mendicantes fue uno de los motivos, si no el principal, para que la mayoría del clero (en especial el regular, el gran perjudicado por la política liberal) se sumara al campo de la contrarrevolución formando con una parte del campesinado «la gran alianza antiliberal» (cuya máxima expresión serán las partidas realistas, que empezaron a actuar sobre todo a partir de 1821).
Por otro lado, la desamortización estuvo estrechamente ligada a la quiebra de la Hacienda heredada de la Guerra de Independencia y del sexenio absolutista —la deuda pública superaba los 14 000 millones de reales— ya que los liberales del Trienio le hicieron frente mediante el recurso a los empréstitos exteriores —«una solución tangencial, aparentemente ingeniosa»—, «utilizando los bienes desamortizados como hipoteca, primero, y como fondo de amortización, después, de la nueva deuda contraída». En este sentido los gobiernos del Trienio adoptaron «una perspectiva hasta cierto punto cortoplacista», acuciados por los graves problemas financieros del Estado. El recurso a los empréstitos negociados con los grandes grupos financieros europeos, entre ellos la banca Rothchild, «era la forma más rápida de llenar las arcas del Estado, pero también la más costosa, hasta el punto de que el Consejo de Estado... calificó de "escandalosas e inadmisibles" las condiciones impuestas por el grupo Laffitte en el empréstito de 300 millones de reales firmado por el gobierno liberal en noviembre de 1820».

### La «cuestión americana»

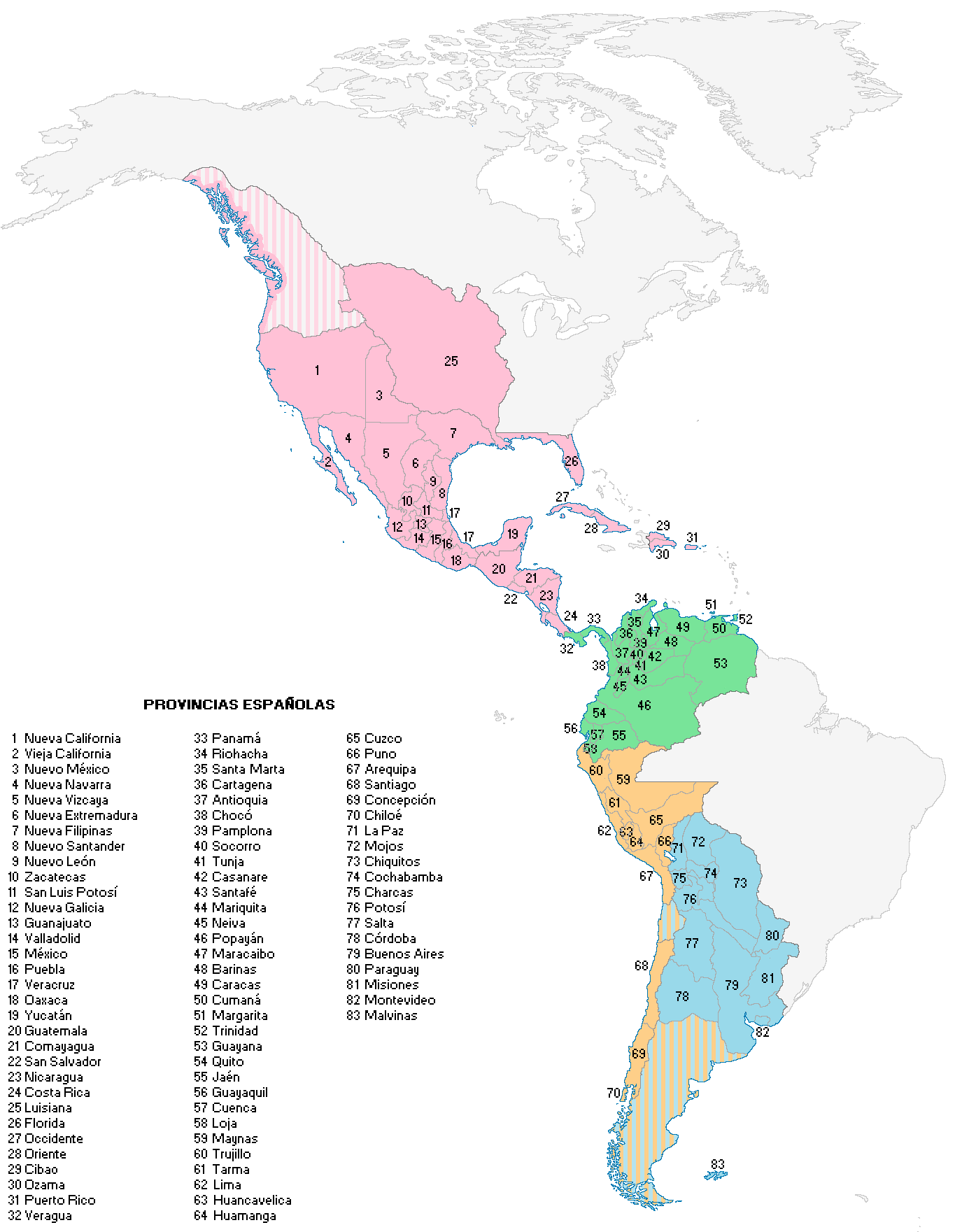
Virreinatos y provincias españolas en América hacia 1800:
Virreinato de Nueva España
Virreinato de Nueva Granada
Virreinato del Perú
Virreinato del Río de La Plata.

Cuando el 9 de marzo de 1820 Fernando VII juró la Constitución el virreinato de Nueva España, la joya de la Corona, pues de allí procedían la mayor parte de las remesas de metales preciosos para la Corona, y el virreinato de Perú continuaban fieles a la monarquía, aunque persistían algunos focos insurgentes, pero en aquel momento ya se habían independizado el Virreinato del Río de la Plata, autoproclamado como Provincias Unidas del Río de la Plata, y la mayor parte del virreinato de Nueva Granada, autoproclamada República de la Gran Colombia, bajo la presidencia de Simón Bolívar. En general, la noticia de la restauración de la Constitución de 1812 fue recibida con júbilo por las poblaciones de los territorios americanos que seguían bajo la autoridad de la monarquía española y, tras jurar la Constitución las autoridades civiles y militares —no sin oponer a menudo una fuerte resistencia—, se procedió a constituir los ayuntamientos y las diputaciones provinciales y a elegir a los diputados a Cortes. En cuanto a los rebeldes la Junta Provisional Consultiva de Madrid había ordenado a los oficiales de los ejércitos realistas que llegaran a acuerdos de armisticio con aquellos y, así, Joaquín de la Pezuela en el Perú y Pablo Morillo en Venezuela se entrevistaron con José de San Martín y con Simón Bolívar, respectivamente.
En la metrópoli, donde las sublevaciones de las colonias de América y la situación de la América española en general estaban siendo seguidas con enorme expectación tanto por el Gobierno y las Cortes como por la opinión pública, se había extendido la idea de que proclamación de la Constitución de 1812 acabaría con las insurrecciones y los movimientos independentistas, poniéndose fin a la guerra ―«la pacificación de la América es ya más una obra de política que de la fuerza y… solo la Constitución puede restablecer los lazos fraternales que la unían con la madre patria», decía una declaración de la Junta Provisional Consultiva―. Lo cierto era que tras la entrada en vigor de la Constitución «los territorios americanos pasaban de ser Virreinatos y Capitanías Generales dependientes del rey a integrarse como provincias en igualdad de derechos con las peninsulares, y sus habitantes pasaron de la categoría de súbditos del rey a ciudadanos de la nación española. Así, el liberalismo doceañista convirtió al imperio en un Estado-nación de "ambos hemisferios"». Pero el problema que se planteó fue que, «a pesar de los intentos de conciliación y de los proyectos alternativos que se barajaron durante los liberales del Trienio», «la política ultramarina la marcó siempre el deseo del rey de no renunciar a sus derechos sobre el territorio americano».
La Junta Provisional Consultiva se ocupó enseguida de la «cuestión americana» y cuando el 22 de marzo de 1820 convocó las elecciones a Cortes reservó treinta puestos a los diputados de América, que serían elegidos entre los residentes en la Península hasta que se pudieran celebrar allí las elecciones. Enseguida hubo protestas de los americanos por el escaso número de escaños que se le asignaban a América ya que la Constitución establecía que hubiera un diputado por cada setenta mil almas y reconocía en su artículo 1 como miembros de la «Nación española» a «todos los españoles de ambos hemisferios». La Junta respondió amenazando con que no tuvieran ninguna representación y mantuvo el número de treinta. Poco después de que  se abrieran las Cortes el 9 de julio los treinta diputados americanos volverán a insistir en que debía aumentarse su representación. En la segunda mitad de 1820 tuvieron lugar las elecciones de los diputados a Cortes en los territorios americanos pero de los 168 escaños que les correspondían solo pudieron ser elegidos 85 debido al proceso independentista que se estaba viviendo en América. Los diputados americanos llegaron a Madrid en los primeros meses de 1821 y finalmente fueron 77 entre suplentes y electos. La representación más numerosa era la de Nueva España.
El 31 de marzo de 1820 una proclama del rey Fernando VII a los habitantes de Ultramar fijaba la posición oficial sobre la «cuestión americana» una vez que la Constitución les garantizaba sus derechos: que los insurrectos depusieran las armas y a cambio obtendrían el perdón real; en caso contrario la guerra continuaría («aunque sin el encarnizamiento y barbarie que hasta ahora, sino conforme al derecho de gentes», decía el dictamen del Consejo de Estado). El secretario del Despacho de Ultramar, Antonio Porcel ―«que confiaba en que la plena ejecución de la Constitución sería suficiente para allanar los inconvenientes y calmar los resentimientos que albergaban los americanos respecto de la metrópoli»― dispuso el envío a América de unos «comisionados» con Instrucciones para procurar la pacificación de los territorios. «Era un detallado plan político para convencer a los territorios en guerra de su regreso al seno de la monarquía, pero llegaba tarde. Después de casi diez años de lucha contra las armas del rey, no parecía que estas medidas conciliatorias pudieran surtir efecto. Sobre todo, porque Fernando VII no tenía ninguna credibilidad para ser el garante de una Constitución que había abolido seis años atrás, por la que había perseguido a sus defensores ―incluidos los americanos― y cuya derogación había dado paso a la “guerra a muerte” desde 1814», ha afirmado Ivana Frasquet. Pedro Rújula y Manuel Chust han sostenido una tesis similar: la propuesta llegaba tarde porque «el golpe de Estado del 4 de mayo de 1814 [que] vino a restaurar el absolutismo y, con él, el colonialismo... supuso para muchos americanos el arrumbamiento de una tercera vía entre el colonialismo absolutista y la insurgencia, que representaba la opción autonomista doceañista». De hecho entre los liberales peninsulares hubo algunos, como los exaltado Antonio Alcalá Galiano, Moreno Guerra y Romero Alpuente, que consideraron que la independencia de los territorios americanos era un hecho irreversible (Alcalá Galiano llegó a ser retado en duelo por haber defendido esa postura, aunque no llegó a materializarse por la intervención de un oficial real de Cádiz).

### El inicio de la contrarrevolución, el doble juego de Fernando VII y la destitución del gobierno
La «contrarrevolución», «entendida como el conjunto de estrategias políticas puestas en marcha por las viejas élites reaccionarias para acabar con la revolución y el liberalismo», comenzó desde el mismo momento en que Fernando VII juró el 9 de marzo de 1820 por primera vez la Constitución de 1812 y quien la encabezó fue el propio rey. El marqués de las Amarillas así lo reconoció en sus memorias: «ninguno [de los ministros] podía ignorar que el Rey protegía ocultamente los levantamientos contra la Constitución que le habían obligado a jurar». En realidad Fernando VII nunca llegó a aceptar el régimen constitucional, aunque nunca rompió con él, y desde el primer momento, contando con la complicidad de los miembros de la corte y de altos cargos del Estado también contrarios a la causa liberal, conspiró para derribarlo. «Fernando VII se colocó en el centro de las actuaciones contra el constitucionalismo, no sólo porque los comprometidos en ellas tomaron como bandera su nombre, junto a la religión, sino también porque el rey dirigió personal y directamente las acciones más relevantes encaminadas a propiciar el cambio de régimen», ha afirmado Emilio La Parra López. «El centro operativo radicó en el Palacio Real de Madrid. Lo creó el rey con el consejo de varios miembros de su familia, sobre todo, el infante don Carlos y su esposa, María Francisca, y de destacados absolutistas, entre ellos el duque del Infantado. No obstante, los auxiliares directos y más eficaces del monarca fueron su discreto y fiel secretario particular Antonio Martínez Salcedo y el ya conocido Antonio Ugarte».

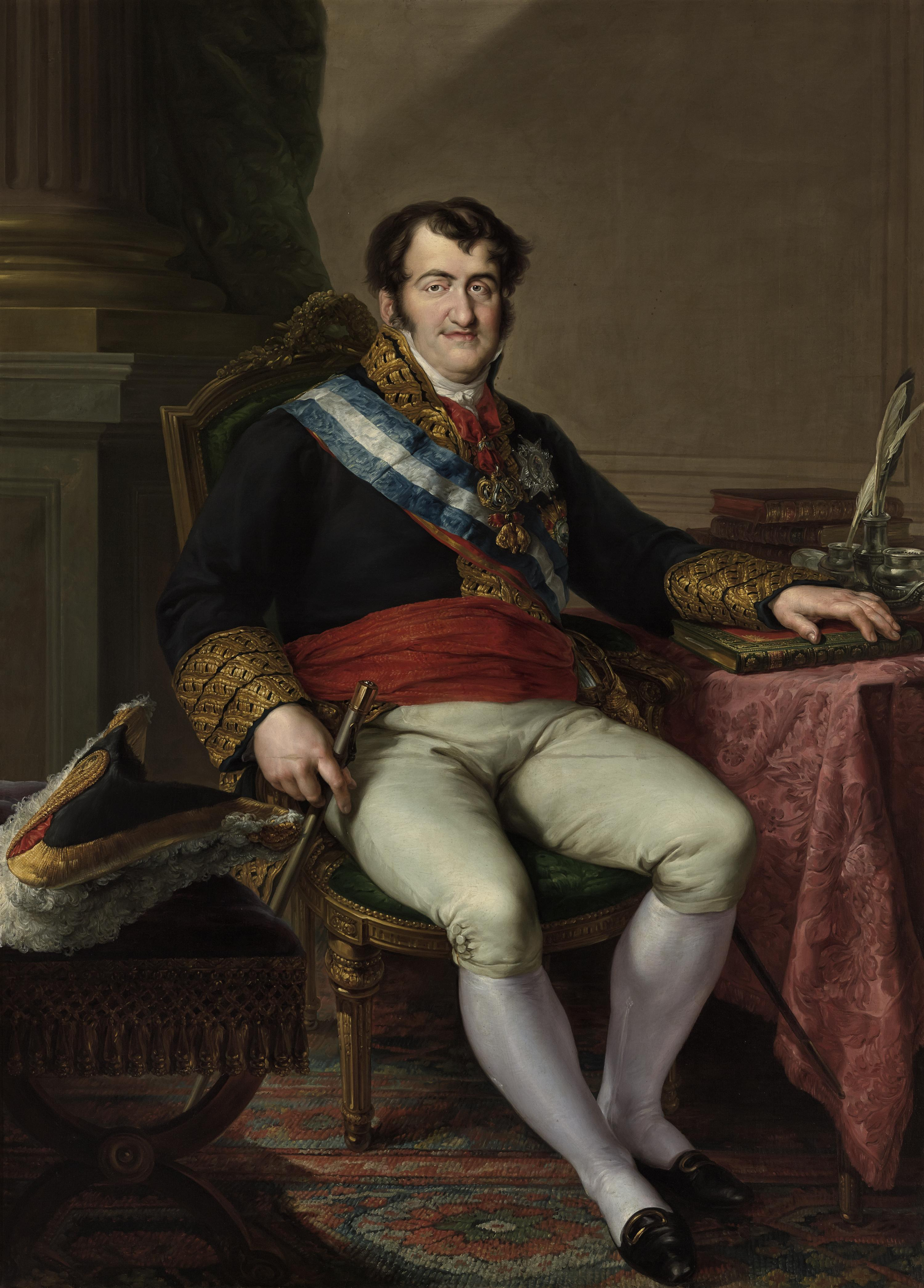
Retrato del rey Fernando VII, por Vicente López.

Muy pronto comenzaron a actuar las partidas realistas —las primeras de las que se tiene noticia aparecieron en Galicia en una fecha tan temprana como abril de 1820—, organizadas por absolutistas exiliados en Francia y conectados con el Palacio Real. Los métodos y la forma de operar de las partidas eran muy semejantes a los que había utilizado la guerrilla durante la "Guerra de la Independencia" (precisamente alguno de aquellos guerrilleros militarán en el bando realista). Los jefes de las partidas serán en su mayoría eclesiásticos (en Navarra el 50 %), nobles (en Galicia el 45 %), propietarios y campesinos (en Cataluña también hay que incluir a los Mozos de Escuadra). En cuanto a sus integrantes, Ramon Arnabat ha destacado «que la inmensa mayoría de los enrolados en las partidas realistas no tenían ninguna propiedad, pertenecían a las clases más pobres de la sociedad y se ganaban la vida trabajando para otros ya fuera a jornal o en aparcería, con la matizada presencia de artesanos y menestrales, y tejedores, en algunas ciudades medianas. [...] En resumen, los pequeños campesinos y los jornaleros, los tejedores y los artesanos y menestrales conforman la base social del realismo».
Además durante esos meses tuvieron lugar varios incidentes contrarrevolucionarios. En mayo se produjo un motín absolutista en Zaragoza para «salvar al Rey» y a «la Patria» con motivo de la sustitución del capitán general realista por uno liberal. La lápida constitucional fue asaltada y tuvo que intervenir la milicia para restablecer el orden. Hubo dos muertos y cuarenta detenidos. Al mes siguiente estallaron motines en Madrid y en Burgos al grito de «¡Muera la Constitución!» y el 8 de julio los guardias reales fracasaron en su intento de impedir que las Cortes se abrieran al día siguiente como estaba previsto para que el rey no se viera obligado a jurar de nuevo, esta vez solemnemente, la Constitución. Posiblemente esta última fue «la primera acción organizada que pretendía echar abajo el régimen [constitucional]». Hubo otros conatos contrarrevolucionarios en Pamplona, Zaragoza y Oviedo y a principios de noviembre un grupo de soldados de caballería desertaban en Talavera de la Reina para unirse a la partida realista de Gregorio Morales en Ávila. «Se trataba de la primera intentona realista en la cual estaba directamente implicado el rey», afirma Ramon Arnabat. Sus promotores pretendían aprovechar la estancia de Fernando VII en El Escorial y el cierre de las sesiones de las Cortes para proclamarlo rey absoluto en Ávila, pero la trama fue descubierta. Los absolutistas también actuaron por medio de sociedades secretas como El Ángel Exterminador o la Junta Apostólica. A finales de 1820 habían aparecido partidas realistas en Castilla la Vieja, Galicia, Asturias y Andalucía.

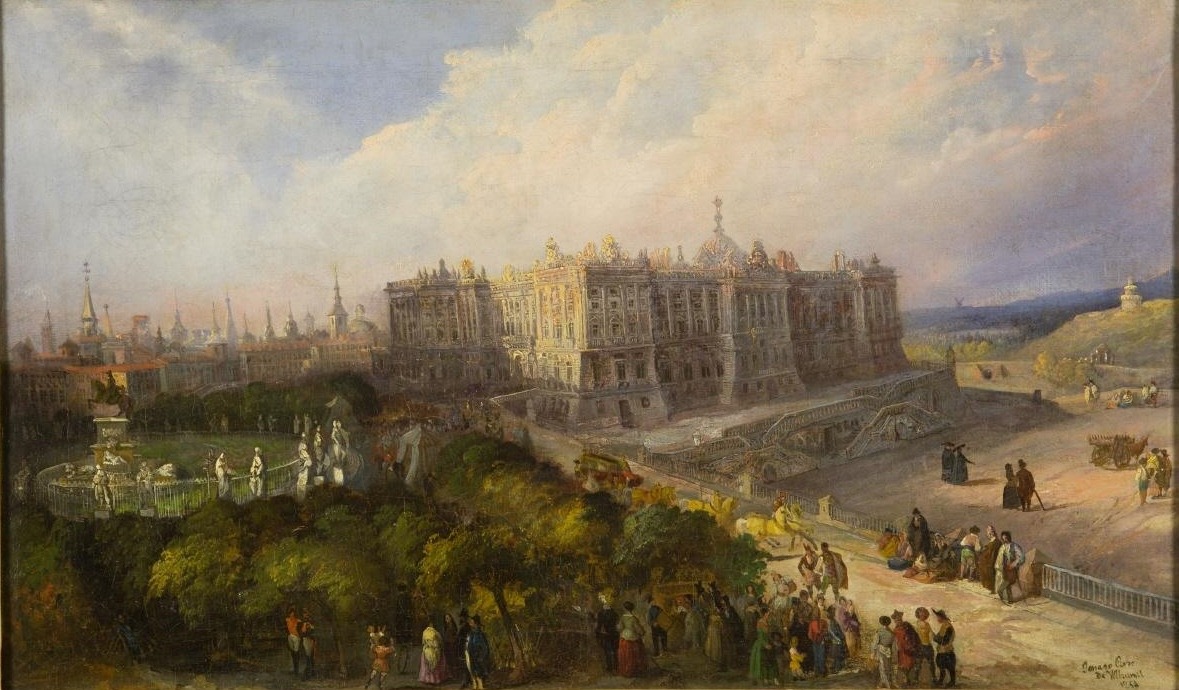
Vista del Palacio Real por Genaro Pérez Villamil (1854).

Por su parte Fernando VII usó sus poderes constitucionales (el derecho de veto suspensivo de las leyes hasta dos veces) para obstaculizar, retrasar o, en algún caso, impedir la promulgación de determinadas leyes aprobadas por las Cortes Fue lo que pasó con la Ley de monacales y reforma de regulares que el rey se negó a sancionar alegando problemas de conciencia —algunos monasterios lo aprovecharon para vender bienes antes de la entrada en vigor de la ley—, aunque finalmente la acabó firmando tras producirse una gran agitación callejera en Madrid. La respuesta del rey fue recluirse en El Escorial por lo que no pudo presidir la ceremonia de clausura del periodo de sesiones de las Cortes. Por otro lado, allí, «alejado de la vigilancia sobre sus movimientos y actividades que tenía la vida en palacio», «pudo intensificar sus actividades conspiratorias».
Además Fernando VII mantuvo frecuentes enfrentamientos con los miembros del gobierno —que cuando volvían la espalda les llamaba «presidiarios»—, como cuando se produjo la dimisión forzada del marqués de las Amarillas, el único miembro del Gobierno que gozaba de su confianza porque procedía del absolutismo, en que les llamó «cobardes». «Ustedes son los únicos defensores que me da la constitución y me abandonan... Ustedes consienten esas sociedades patrióticas y otros desórdenes, con los cuales es imposible gobernar y, en una palabra, me dejan solo, siendo yo el único que sigo puntualmente la constitución». Josep Fontana apostilla: «mentía, por supuesto, ya que conspiraba a espaldas de su gobierno, alentando las partidas realistas, procurando crear regencias en el extranjero y suplicando a los monarcas de la Santa Alianza que vinieran a librarle de tan horrible cautiverio. El Fernando que hace protestas de su respeto a la constitución es el mismo que mantenía una correspondencia en secreto con Luis XVIII de Francia y con el zar de Rusia». En realidad, «sus esperanzas estaban depositadas en una acción que, desde dentro o desde fuera del país, pusiera fin a aquella experiencia revolucionaria», ha afirmado Juan Francisco Fuentes. De hecho, el Palacio Real se convirtió en el centro de la conspiración contrarrevolucionaria y desde allí se fomentó el rumor y la provocación, especialmente en la capital, con el objetivo de demostrar «el desgobierno existente, e insistir en la amenaza de la revolución social» —se lanzaban continuos mensajes, también a través de la imprenta, que «asociaban liberalismo, desorden e inseguridad»—. En consecuencia, «la contradicción para los liberales era evidente: respetar la legalidad constitucional y con ello al Rey y su dinastía, pero la persona de Fernando VII no era liberal ni era fácil su conversión».
Durante su reclusión voluntaria en El Escorial —y de la familia real— se produjo un grave conflicto cuando Fernando VII, aprovechando que las Cortes acababan de cerrar su periodo de sesiones, nombró capitán general de Castilla la Nueva (con jurisdicción sobre la capital) al general José de Carvajal, un militar identificado con el absolutismo, sin la preceptiva firma del secretario del Despacho correspondiente, un acto abiertamente anticonstitucional. El general que iba a ser sustituido se negó a entregar el cargo y en las calles de Madrid se extendieron las protestas pidiendo la convocatoria de Cortes extraordinarias y que el rey volviese a Madrid. «A muchos les pareció ver el fantasma del golpe de 1814 con el nombramiento del general Eguía como capitán general de Castilla», señala Pedro Rújula. Las sociedades patrióticas fueron de nuevo abiertas y en la de La Fontana de Oro se llegó a pedir por primera vez la destitución de Fernando VII y su sustitución por una Regencia. Finalmente la Diputación Permanente de las Cortes consiguió que el rey retirara el nombramiento y prometiera volver a Madrid «tan pronto los ánimos se [hubieran] tranquilizado». Además Fernando VII destituyó a su confesor Víctor Damián Sáez y a su mayordomo mayor, el marqués de Miranda, «víctimas propiciatorias de esta crisis», comenta Pedro Rújula, quien por otro lado considera que «hay margen para interpretar que las acciones llevadas adelante estos días por Fernando VII constituyen un verdadero intento de golpe de Estado». Cuando Fernando VII hizo su entrada en Madrid el 21 de noviembre de 1820 tuvo que oír gritos provocadores como «¡Viva el rey constitucional!» y algunas «canciones indecentes» hacia su persona.

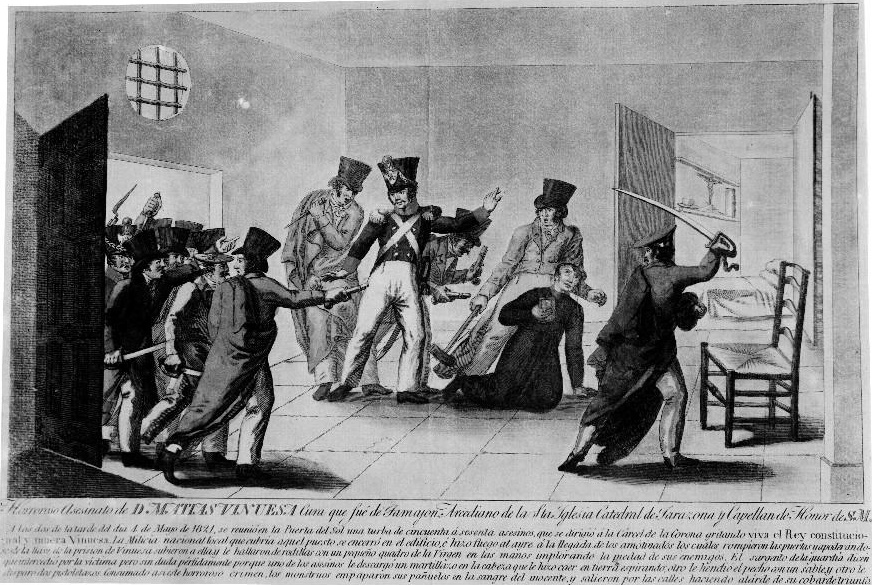
Grabado que muestra el asesinato en la cárcel del cura Matías Vinuesa.

Existen pocas dudas de la implicación de Fernando VII en la conjura planeada por el sacerdote Matías Vinuesa, cura del pueblo de Tamajón y capellán de honor del rey, que pretendía secuestrar en el Palacio Real a los secretarios del Despacho, al Consejo de Estado y a otras autoridades y a continuación el infante don Carlos, el duque del Infantado y el marqués de Castelar sublevarían varios regimientos de Madrid y a la Guardia Real, lo que iría acompañado de un motín popular al grito de «¡Viva la religión, el Rey y la Patria!» y de «¡Muera la Constitución!». Así se restablecería la monarquía absoluta, devolviendo «las cosas al ser y estado que tenían el 6 de marzo [de 1820]». El cura Vinuesa fue detenido en enero de 1821 y condenado a diez años de prisión. Cuando se hizo pública la sentencia el 4 de mayo, séptimo aniversario del golpe de Estado que restauró el absolutismo, un supuesto grupo de liberales "exaltados", que consideraron muy benévola la pena —«se esperaba una sentencia justiciera y salvadora de la libertad», comenta Alberto Gil Novales—, asaltaron la cárcel donde estaba preso y lo asesinaron a martillazos. Emilio La Parra López ha señalado que «el suceso afectó a la credibilidad del régimen constitucional, tanto por su crueldad, como porque el Gobierno no fue capaz de garantizar la seguridad de un prisionero sometido a un procedimiento judicial. Mucho tuvo que ver, asimismo, la condición de clérigo de Vinuesa y su proximidad al rey».
En febrero de 1821, al mes siguiente de la detención de Vinuesa, la Guardia Real había protagonizado un conato de rebelión (los guardias habían desenvainado sus sables contra paisanos desarmados que habían increpado al rey). La respuesta de las Cortes fue disolver solo la sección de Caballería, dejando intactas las dos restantes, con lo que, según Alberto Gil Novales se les invitaba a realizar «una nueva insurrección» (lo que ocurrirá solo quince meses después). Por esas mismas fechas se tienen noticias de que se han avistado partidas realistas cerca de la capital.
Finalmente Fernando VII, que «había tomado ya la decisión de hacer visibles sus discrepancias con el régimen liberal», decidió deshacerse del gobierno y nombrar uno más afín y en la apertura del segundo periodo de sesiones de las Cortes el 1 de marzo de 1821, el día que establecía la Constitución, añadió al discurso de la Corona, redactado por el gobierno, una «coletilla» en la que expuso todos los «agravios» que había acumulado contra el ejecutivo:

Me es preciso, sin embargo, hacer presente, aunque con dolor, a este sabio congreso que no se me ocultan las ideas de algunos mal intencionados que procuran seducir a los incautos, persuadiéndoles que mi corazón abriga miras opuestas al sistema que nos rige [...]. He jurado la constitución y he procurado siempre observarla en cuanto a estado de mi parte. ¡Ojala que todos hicieran lo mismo! Han sido públicos los ultrages [sic] contra mi dignidad y decoro [...]. Aquellos insultos no se hubieran repetido por segunda vez, si el poder ejecutivo tuviese toda la energía y vigor que la constitución previene y las cortes desean [...]. Cooperemos, pues, unidos el poder legislativo y Yo, como a la faz de la nación lo prometo, en consolidar el sistema que se ha propuesto y adquirido para su bien y completa felicidad.

El nuevo gabinete que finalmente nombró el 4 de marzo tenía un perfil algo más bajo que el anterior aunque sus miembros seguían siendo liberales moderados. «Sin embargo, el mensaje que aquella crisis dejó para la opinión liberal no podía ser más alarmante: Fernando VII estaba dispuesto a emplear a fondo las prerrogativas que la Constitución le otorgaba para intervenir directamente en la vida política», ha indicado Juan Francisco Fuentes. «El taimado de Fernando VII había logrado introducir otra división entre los liberales, pues a todas las existentes se añadirá ahora la de los partidarios del Gobierno caído», ha subrayado Alberto Gil Novales.

## El segundo y tercer gobiernos liberales (marzo de 1821-julio de 1822)
El segundo gobierno liberal, en el que la Secretaría del Despacho de Estado estuvo ocupada por Eusebio Bardají Azara, pero cuyo hombre fuerte era Ramón Olaguer Feliú al frente inicialmente de la cartera de Ultramar, se formó en marzo de 1821 y estuvo en el poder un año. En marzo de 1822 le sucedió el tercer gobierno liberal, con Francisco Martínez de la Rosa en la Secretaría del Despacho de Estado, que solo duró cuatro meses, hasta que, a principios de julio, se produjo un intento de golpe de Estado absolutista por parte de la Guardia Real en connivencia con el propio rey Fernando VII, que fue neutralizado por la Milicia Nacional y por paisanos armados. Según Josep Fontana, el periodo que abarca de marzo de 1821 a julio de 1822 «es la etapa en que se debilita mayormente el régimen, que frena constantemente a los exaltados» y en la que «las fuerzas de la contrarrevolución actúan en una escalada progresiva». Para Ángel Bahamonde y Jesús Antonio Martínez, la dinámica política de este «periodo central» del Trienio «contemplará cada vez mayores divergencias entre moderados y exaltados, que ya han optado por estrategias de entendimiento distintas —con las elites del Antiguo Régimen, los primeros, con el pueblo urbano, los segundos— y actitudes contrapuestas: temor al desorden y la revolución espontánea de los primeros, mientras los segundos reclamaban mayores dosis de actividad para frenar la contrarrevolución, que en estas fechas ya había adquirido notables dimensiones».

### El segundo gobierno liberal
Además de Eusebio Bardají, al frente de la Secretaría del Despacho de Estado, componían el segundo gobierno liberal: Mateo Valdemoros, sustituido después por Ramón Olaguer Feliú, en Gobernación de la Península e islas adyacentes; Tomás Moreno Daoíz, en Guerra; Antonio Barata Barata, sustituido en octubre por Ángel Vallejo, en Hacienda; Vicente Cano Manuel Ramírez de Arellano, en Gracia y Justicia; Francisco Escudero, en Marina; y Ramón Olaguer Feliú, en Gobernación de Ultramar (pero al pasar este a Gobernación de la Península e islas adyacentes le sustituyó Ramón López Pelegrín). El hombre fuerte del Gobierno Feliú procedía de la reaccionaria Junta Provisional de Aragón y López Pelegrín «será el ministro de confianza del rey, su paño de lágrimas». Pedro Rújula ha destacado que el nuevo Gobierno estaba «compuesto por hombres que no habían sufrido la persecución de 1814, lo que podía facilitar su relación con el rey. Pero las cosas no fueron mejor, pues ni el rey cambió de actitud, ni las Cortes se comprometieron con un ministerio que no contaba con su confianza». Poco después de la constitución del nuevo Gobierno llegaba la noticia de que las tropas austríacas habían acabado con la revolución de Nápoles, lo que infundió ánimos a las partidas realistas que intensificaron sus acciones a partir de esa misma primavera de 1821. En ese contexto se produjo el asesinato en la prisión del cura Matías Vinuesa.

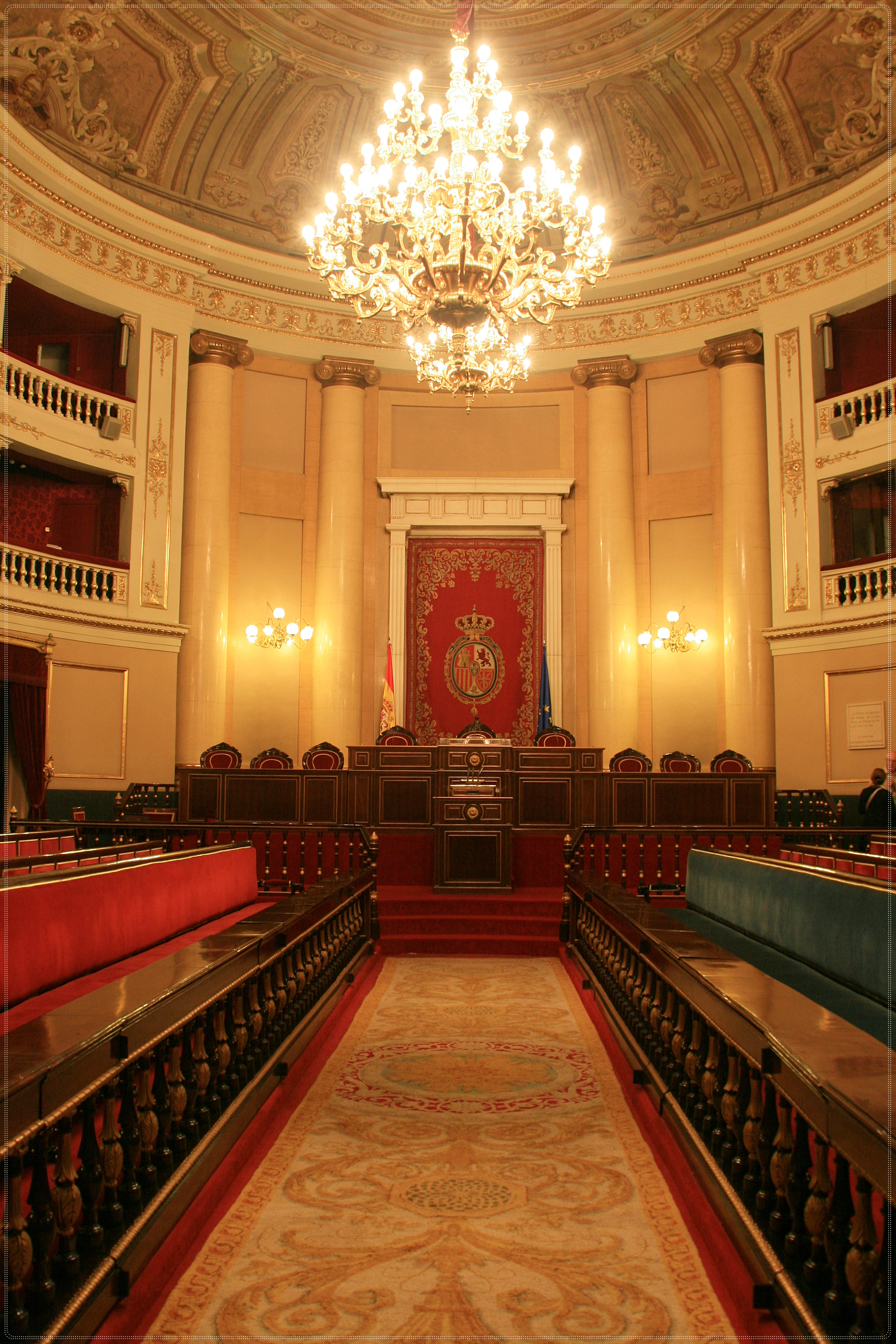
Salón del Colegio de doña María de Aragón (parte del complejo del Real Monasterio de la Encarnación) donde se reunían las Cortes. A partir de 1835-1837 fue la sede del Senado, como continúa siéndolo en la actualidad.

Durante el segundo periodo de sesiones iniciado el 1 de marzo de 1821 —al día siguiente tuvieron lugar los sucesos de Alcoy, el primer acto ludita de la historia de España— y que concluirá el 30 de junio (tal como lo establecía la Constitución) las Cortes legislaron sobre diversos asuntos como el monetario, unificando la moneda circulante en España y en ultramar y prohibiéndose por fin hacer transacciones con dinero francés, como venía ocurriendo desde la Guerra de la Independencia; el religioso, prohibiendo que se continuara enviando dinero a Roma en concepto de bulas, dispensas matrimoniales u otras causas, aunque también acordaron que por ahora se haga una ofrenda voluntaria de nueve mil duros anuales («típicamente no se atreven a cortar por lo sano», apostilla Gil Novales); el militar, con la aprobación de la Ley Constitutiva del Ejército del 9 de junio, que pone a este al servicio de la nación y abole su carácter estamental propio del Antiguo Régimen («la nación en armas»); o el educativo, con la aprobación del Reglamento general de Instrucción Pública (que divide la enseñanza en tres grados, siendo el primero gratuito y universal). El predominio "moderado" en las Cortes se puso especialmente en evidencia cuando estas aprobaron el 14 de abril de 1821 un decreto que recomendaba al Gobierno la formación de una lista de libros «que no deban correr», una especie de Índice de Libros Prohibidos laico. Tres días después aprobaban otro decreto que establecía penas muy severas a los que se propusieran acabar con la Constitución, pero con un enunciado tan vago que, como ha destacado Gil Novales, era «susceptible  de convertirse en una palanca poderosa contra la libertad de pensamiento, que es lo que en gran parte ocurrió, aunque justo es reconocer que los escritores y periodistas de aquel momento demostraron tener una valentía sin límites». Por otro lado, este decreto de 17 de abril de 1821 permitía a los militares desobedecer órdenes que fueran contrarias a la Constitución y a su normal funcionamiento y también extendía la jurisdicción militar a los civiles que cometieran determinados delitos (como la resistencia a las tropas cuando estas actuaran para restablecer el orden). En el artículo 1 del decreto se decía:

Cualquier persona, de cualquier clase y condición que sea, que conspirarse directamente y de hecho a trastornar, o destruir, o alterar la Constitución política de la monarquía española, o el Gobierno monárquico moderado hereditario que la propia Constitución establece... será perseguida como traidor y condenada a muerte.

Debido a la cantidad de asuntos que debían tratar las Cortes se consiguió persuadir al rey para que convocara Cortes extraordinarias cuya sesión de apertura se celebró el 24 de septiembre de 1821, undécimo aniversario de la proclamación por las Cortes de Cádiz de que en ellas residía la soberanía nacional. En este periodo de sesiones extraordinario las Cortes aprobaron la división provincial —que serviría de base para la aprobada en 1833—, la Ley Orgánica de la Marina, el Reglamento de Beneficencia —del que derivará toda la legislación decimonónica sobre el particular— y el primer Código Penal español, todavía en parte deudor de la concepción de la justicia del Antiguo Régimen, «pero que por su misma existencia marcaba un avance extraordinario con las realidades anteriores». Influido por las teorías jurídicas de Beccaria, Filangieri, Bexon y, sobre todo, de Bentham, además del Código Penal francés, establecía el principio de la igualdad ante la ley y pretendía, en palabras de Francisco Tomás y Valiente, acabar «con la bárbara legislación punitiva del Antiguo Régimen», aplicando el principio de proporcionalidad en la aplicación de las penas y limitando la función judicial a la aplicación de la ley (poniendo fin a la arbitrariedad de los jueces).

### La política tributaria y la cuestión del medio diezmo

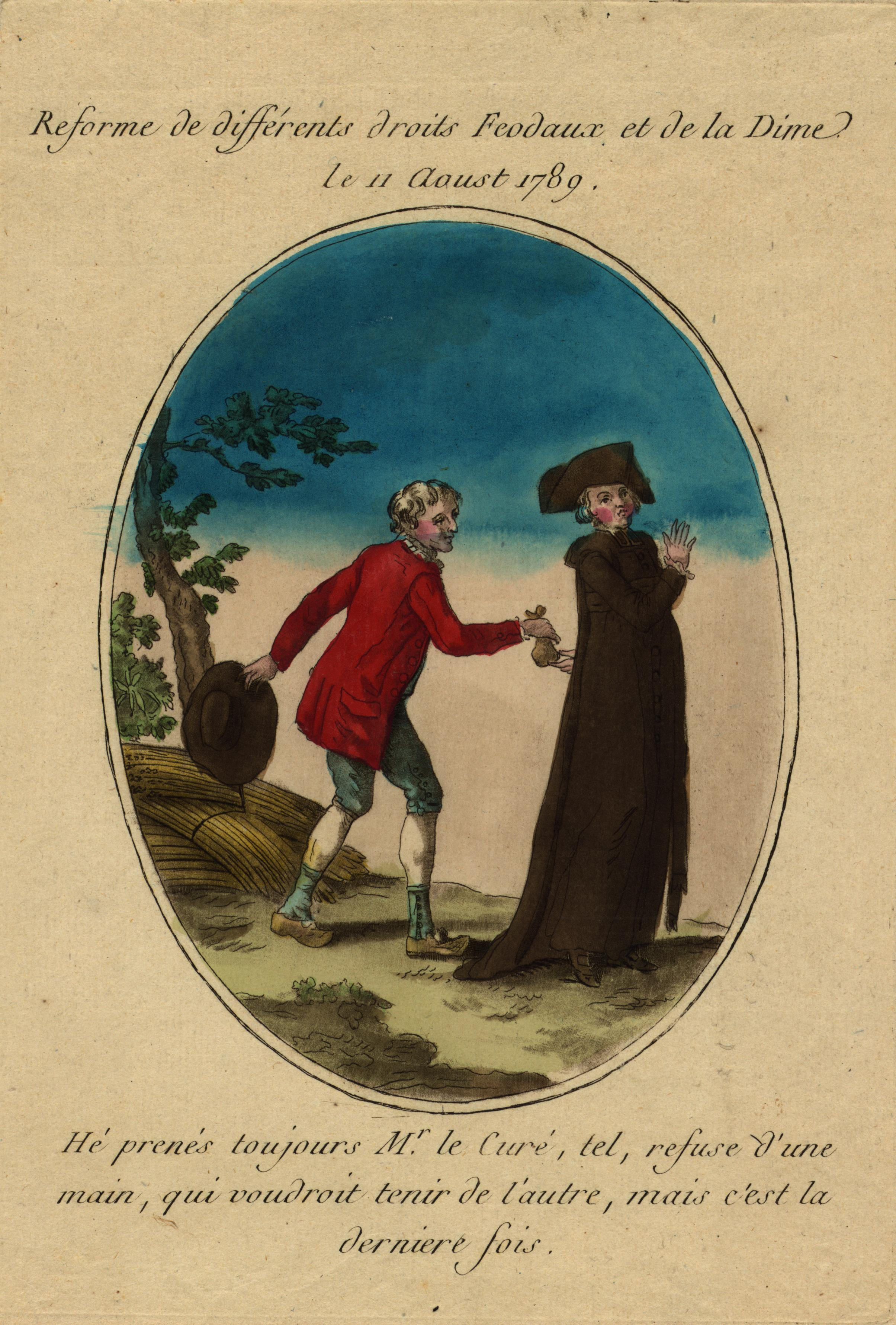
Grabado coloreado a mano que hace referencia al decreto de 11 de agosto de 1789 de la Revolución Francesa que abolió los derechos feudales y el diezmo. Muestra a un campesino que entrega una bolsa con dinero a un cura que la recoge por la espalda con la mano izquierda después de rechazarla con la mano derecha. Pero el texto dice que «es la última vez».

Los liberales aprobaron una política fiscal basada en el tributo en metálico con preferencia sobre el tributo en especie para, entre otros objetivos, «dinamizar la economía nacional mediante la monetarización de su sector más tradicional —la agricultura—». Pero este cambio supuso un duro golpe para los campesinos en un momento de caída de los precios. Según Josep Fontana, «eso dio lugar a dos consecuencias, de gravedad semejante. En primer lugar, al enfrentamiento de los campesinos al liberalismo, del que resultó su aproximación a un clero igualmente descontento, que dio coherencia a esta oposición, la legitimó ideológicamente y la organizó. La segunda, que la recaudación tributaria fracasó y el régimen hubo de luchar con graves dificultades financieras», uno de los motivos de su derrota frente a la invasión francesa de los Cien Mil Hijos de San Luis. El embajador francés marqués de Talaru que acompañó a estas tropas así lo reconoció en una carta enviada al conde de Villèle en octubre de 1823, cuando ya se había restaurado la monarquía absoluta: «Es por esta razón que el gobierno de las cortes acaba de caer; el desorden de las finanzas y la falta total de medios le han impedido organizar algún medio de defensa contra Francia».
La exigencia del pago en metálico es lo que explica la paradoja de que la reducción del diezmo a la mitad (decretada el 29 de junio de 1821), y no su abolición completa («con ello las Cortes contrariaban la revolución espontánea de los campesinos, que en muchas partes de España estaban negándose al pago de diezmos y primicias»), no sólo no alivió las cargas de los campesinos sino que las agravó. Los gobiernos liberales hicieron un razonamiento erróneo, pues pensaron que al reducir el diezmo a la mitad los campesinos acumularían más excedentes que podrían vender en el mercado, y con el dinero obtenido podrían atender los nuevos impuestos del Estado (que sobre el papel serían inferiores a la mitad del diezmo que antes entregaban en especie), el cual de esta manera aumentaría sus ingresos. Pero para los campesinos, como ha señalado Josep Fontana, «la supresión del medio diezmo tal vez significó más grano para su propia consumo, pero no más dinero ―el aumento de la oferta era contrarrestado inmediatamente en estos mercados locales [dominados por la especulación de los grandes propietarios] por la caída de los precios―; cuando llegó el recaudador de contribuciones con nuevas exigencias, se encontraron sin tener con qué pagar e identificaron el nuevo régimen con una opresión fiscal mayor». Además el pago del diezmo en especie ofrecía a los campesinos más posibilidades para la evasión y el fraude que el pago en metálico exigido de forma implacable por la administración liberal. El embajador francés marqués de Talaru así lo constató también en la carta que escribió al conde de Villèle en octubre de 1823: «El impuesto en especies no es nada aquí; lo que pesa es el impuesto en dinero. Uno de los mayores errores del gobierno de las cortes es el de haber querido establecerlo, a la vez que una de las principales causas del odio que la masa de la nación siente hacia este gobierno». En efecto, el descontento campesino fue aprovechado por la contrarrevolución. En una proclama realista de agosto de 1821 dirigida a los labradores de Zaragoza se decía: «Me diréis: "Nos han rebajado a la mitad los diezmos", pero a esto os responderé que también os han impuesto mayores contribuciones».

### La fallida abolición de los señoríos
Las Cortes restablecieron el decreto de 6 de agosto de 1811 de abolición de los señoríos de las Cortes de Cádiz, pero tuvieron que enfrentarse a la compleja aplicación del mismo y para ello aprobaron en junio de 1821 una ley «aclaratoria». El asunto clave continuaba siendo el de la presentación de los títulos: si los señores podían presentar el título de «concesión» del señorío y en él se confirmaba que no era «jurisdiccional» el señorío se convertía en su propiedad; de lo contrario la propiedad revertía a los campesinos. Sin embargo, la ley «aclaratoria» fue bloqueada por el rey que la devolvió por dos veces sin firmar (en uso de la prerrogativa que le otorgaba la Constitución de 1812 de negarse a sancionar una ley hasta dos veces) y cuando por fin en mayo de 1823 se «publicó como ley» (el rey no podía negar la sanción una tercera vez) fue demasiado tarde porque ya se había iniciado la invasión de los Cien Mil hijos de San Luis que pondría fin al régimen constitucional.
Junto con la desamortización de los bienes de los conventos suprimidos, la fallida abolición de los señoríos fue otra gran oportunidad perdida para haber sumado al campesinado a la causa de la Revolución, como pasó en Francia. Así lo reconoció un diputado de las Cortes de 1839 al comparar la situación de Francia con la de España: «Ahí está, ahí la riqueza de Francia ['que hay pocos que no tengan casa y un pequeño campo que labrar']: de ahí sale el poder, la fuerza que la Francia tiene hoy día; de que se ha sustituido a la amortización y al amontonamiento de la propiedad en pocas manos la división de ella en muchas».

### La política americana: ¿una última oportunidad perdida?
Poco después de iniciado el 1 de marzo de 1821 el segundo período de sesiones de las Cortes los diputados americanos presentaron la propuesta de establecer una diputación provincial en cada una de las intendencias americanas, lo que formaba parte de su estrategia de conseguir desplegar todas las posibilidades de autonomía que ofrecía la Constitución para conseguir con ello un mayor autogobierno. Mientras no se estableciera la diputación provincial «no se tranquilizarían los disidentes», advirtió un diputado por Guatemala. La proposición fue aprobada y promulgada mediante un decreto con fecha 8 de mayo. Sin embargo, otras propuestas de los diputados americanos fueron rechazadas tildadas de «federalistas» (lo que en aquella época era sinónimo de «republicanismo») como que el jefe político superior no fuera nombrado por el Gobierno sino por las diputaciones provinciales o que estas tuvieran la facultad de recaudar y gestionar todos los impuestos. También plantearon varias reivindicaciones no recogidas en la Constitución como la ciudadanía de los negros y mulatos (excluidos por el artículo 22) o la abolición del tributo indígena (según ellos, propio de la época colonial y no de la nueva etapa que se había abierto con la restauración de la Constitución). Pero todo cambió cuando se conoció la proclamación del Plan de Iguala por Agustín de Iturbide realizada en febrero por el que declaraba la independencia de Nueva España (ahora México). Según Ivana Frasquet, la noticia llegó a Madrid el 18 de mayo y, según Pedro Rújula y Manuel Chust, llegó el 4 de junio.

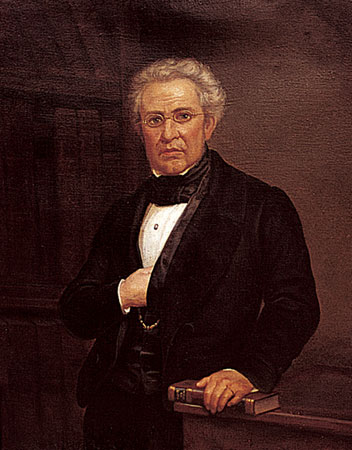
Lucas Alamán, diputado americano de las Cortes, que encabezó la propuesta (rechazada) de estructurar la monarquía española en forma de federación.

Por esas mismas fechas, concretamente el 14 de mayo, habían llegado a Cádiz los dos comisionados de la autoproclamada República de la Gran Colombia enviados por su presidente y fundador Simón Bolívar. Llevaban una carta de este para Fernando VII en la que le pedía entablar negociaciones partiendo del reconocimiento de la independencia. Se reunieron en Madrid a principios de junio con el Secretario del Despacho de Estado Bardají (a Madrid llegó también Francisco Antonio Zea con su Plan de reconciliación y proyecto de confederación hispánica entre Colombia y España, única manera, a su juicio, de mantener unida a aquella a la monarquía española). Pero las conversaciones no llegaron a realizarse porque llegó noticia a Madrid de que Bolívar había roto el armisticio y había derrotado a las tropas realistas en la batalla de Carabobo (24 de junio). Los dos comisionados y Francisco Antonio Zea entonces fueron invitados a marcharse.
El 25 de junio de 1821, cuando solo faltaban tres días para que terminara el segundo período de sesiones, cincuenta y un diputados americanos encabezados por los de Nueva España, con José Mariano Michelena y Lucas Alamán al frente, presentaron una propuesta de estructuración de la monarquía en forma de federación. Consistía en crear tres secciones de las Cortes, del Gobierno, del Tribunal Supremo y del Consejo de Estado en México, Santa Fe de Bogotá y Lima (las «secciones» de todas estas instituciones tendrían las mismas facultades que las centrales, excepto la política exterior que quedaría reservada a las Cortes de Madrid). Y al frente de cada uno de los tres poderes ejecutivos habría un príncipe de la familia borbón o «un sujeto nombrado libremente por su majestad entre los más distinguidos por sus cualidades», con lo que se formarían tres monarquías americanas bajo la autoridad de Fernando VII. Además se declararía el comercio interior como libre, con lo que no estaría sujeto al pago de aduanas, y los territorios americanos asumirían la carga de la deuda de la Hacienda que les correspondiese y contribuirían a los gastos de mantenimiento de la Marina común. «La propuesta era algo quimérica, porque no se sabía si a estas alturas los países de América estarían dispuestos a aceptarla... Pero, aún así, la propuesta podría haber servido de base para una negociación amistosa que, salvando las formas y muchos intereses, diese la independencia a las Américas», comenta Alberto Gil Novales. Según Pedro Rújula y Manuel Chust, «a la altura de 1821 ya era una propuesta utópica. Los americanos lo sabían, los liberales peninsulares también. Fernando VII jamás la aceptaría».
Las Cortes rechazaron la propuesta de los diputados americanos —se adujo sobre todo que para aplicarla había que reformar la Constitución— y aprobaron en su lugar la que presentó el conde de Toreno que dejaba en manos del Gobierno las medidas a tomar acerca de la pacificación de América. Según Ivana Frasquet, «la posible solución pactada a la independencia de América mediante el establecimiento de infantes, había sido derrotada. El rey había triunfado... En su discurso de clausura de las Cortes, Fernando VII se mostró contundente: la única alternativa para América pasaba por la indisoluble unidad de la monarquía».

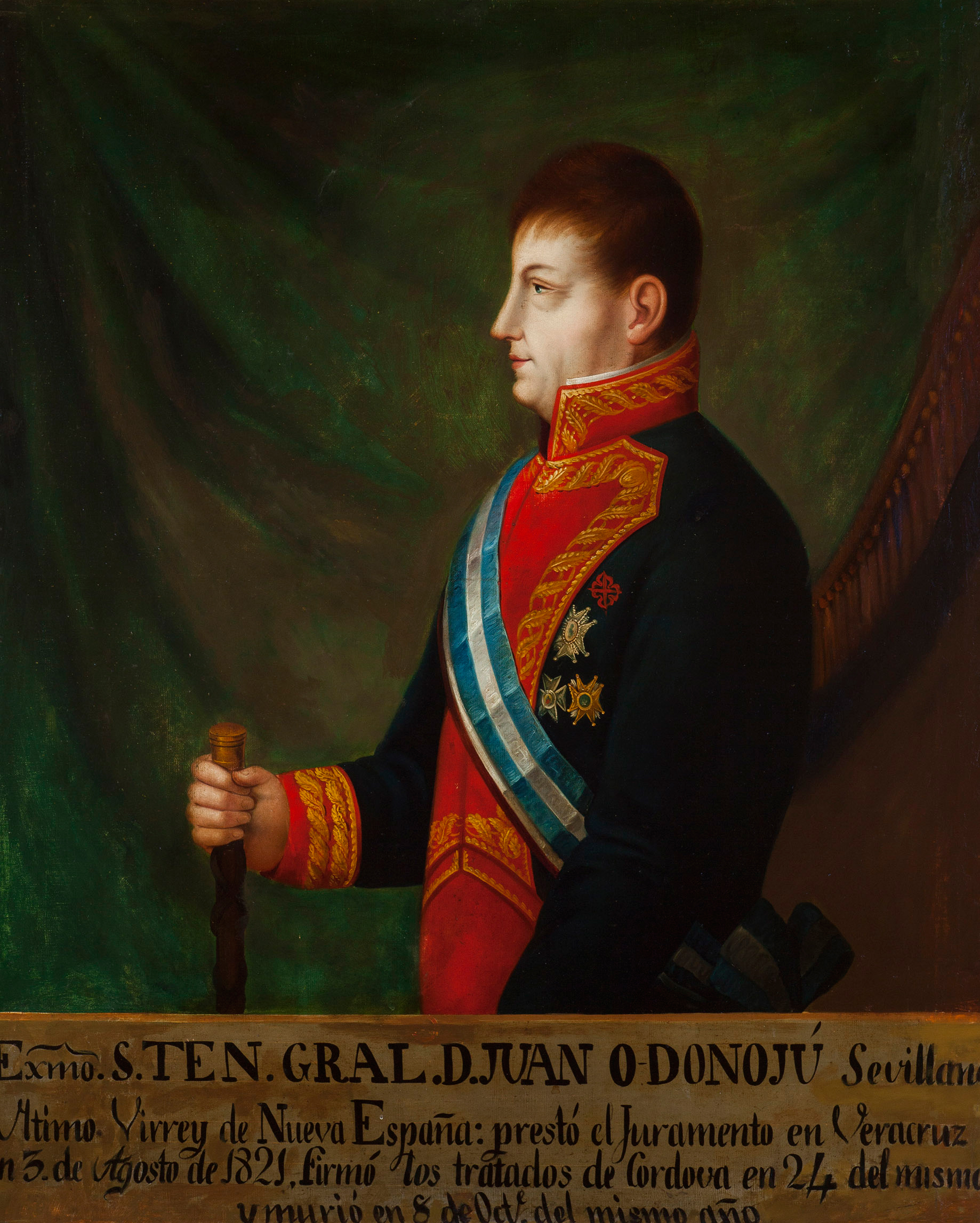
Juan O'Donojú, jefe político de Nueva España nombrado por el Gobierno de Madrid, firmó en agosto de 1821 con Agustín Iturbide, líder de los independentistas novohispanos, el Tratado de Córdoba por el que se reconocía la independencia de México bajo la entronización de un monarca de la familia Borbón.

En el verano de 1821 los acontecimientos en América se precipitaron. El comisionado enviado a Santa Fe de Bogotá informaba de la derrota de las tropas realistas sufrida el 24 de junio en la Batalla de Carabobo frente a las tropas de Simón Bolívar que había roto el armisticio. Más tarde se supo que el 15 de julio el general San Martín había proclamado en Lima la independencia del Perú y que un mes después, el 24 de agosto de 1821, Juan O'Donojú, jefe político nombrado por el Gobierno de Madrid, y Agustín Iturbide, líder de los independentistas novohispanos, habían firmado el Tratado de Córdoba por el que se reconocía la independencia de México bajo la entronización de un monarca de la familia Borbón. «Así pues, en el verano de 1821, América estaba en guerra, de norte a sur». «Las Cortes y el Gobierno español había perdido una buena oportunidad», concluye Alberto Gil Novales. «La solución política que los americanos demandaban no cabía en el universo mental de la mayoría de los liberales», ha apuntado Ivana Frasquet.

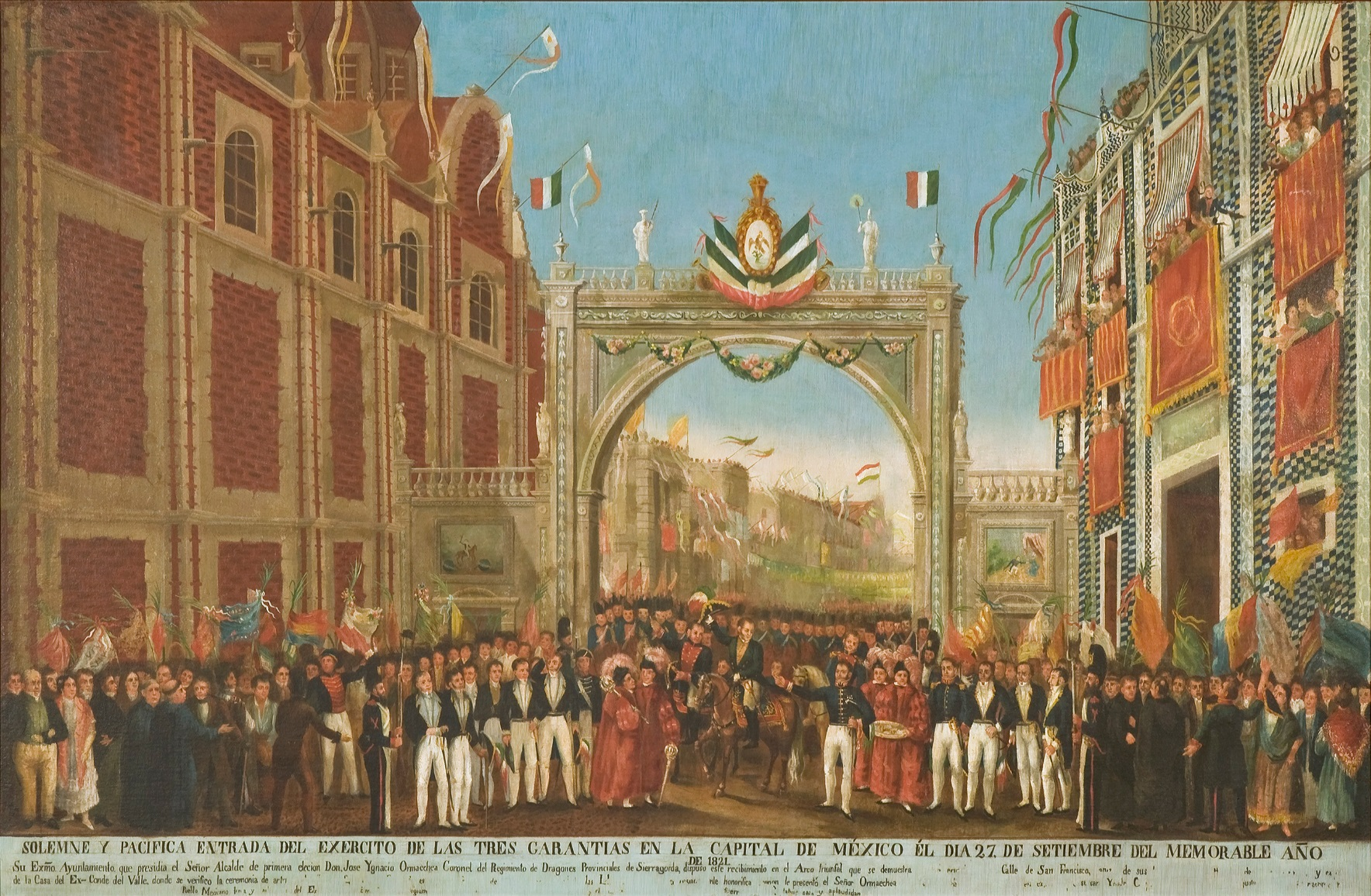
Entrada de Agustín de Iturbide al mando del Ejército Trigarante en la Ciudad de México el 27 de septiembre de 1821.

En noviembre el Consejo de Estado no dejó ningún resquicio a la negociación, tal como deseaba el rey, cuando en su dictamen propuso la rigurosa «observancia de la Constitución sancionada para toda la monarquía española y por tanto la absoluta integridad que ella misma establece». A continuación proponía el envío de fuerzas navales partiendo de una visión muy optimista y deformada de la realidad al otro lado del Atlántico, confiando en que América todavía se podía recuperar para la Corona. Sin embargo, algunos consejeros emitieron votos particulares en los que apostaban por la «solución federal» en la línea de la propuesta de los diputados americanos. El más radical fue el de Gabriel Ciscar que defendía organizar América en «cuatro o más Estados independientes, enlazados entre sí y con la España peninsular por medio de federaciones adaptadas a las circunstancias de cada uno de ellos».
El dictamen del Consejo de Estado fue debatido por las Cortes extraordinarias entre enero y febrero de 1822. El diputado Francisco Fernández Golfín propuso como alternativa la formación de una confederación hispanoamericana en la que cada Estado tendría su propia Constitución y el rey Fernando VII sería la clave de bóveda de toda la estructura, ostentando el título de Protector de la Gran Confederación Hispanoamericana. Una posición radicalmente opuesta a la de Fernández Golfín es la que defendió el conde de Toreno que acusó de traidor a O'Donojú por haber firmado el Tratado de Córdoba, del que exigió que se declarara su nulidad (propuesta que fue aprobada), y conminó al gobierno a que defendiera las provincias americanas que todavía se mantenían fieles a la monarquía. Finalmente solo se acordó el envío de nuevos comisionados a América.
En estos debates ya no participaron la mayoría de los diputados americanos porque habían ido abandonando las Cortes en las semanas anteriores. «Aquí finalizaba, prácticamente, la trayectoria autonomista americana en las Cortes del Trienio», han señalado Pedro Rújula y Manuel Chust.

### Las movilizaciones de los liberales "exaltados" y el tercer gobierno liberal (de los «anilleros»)

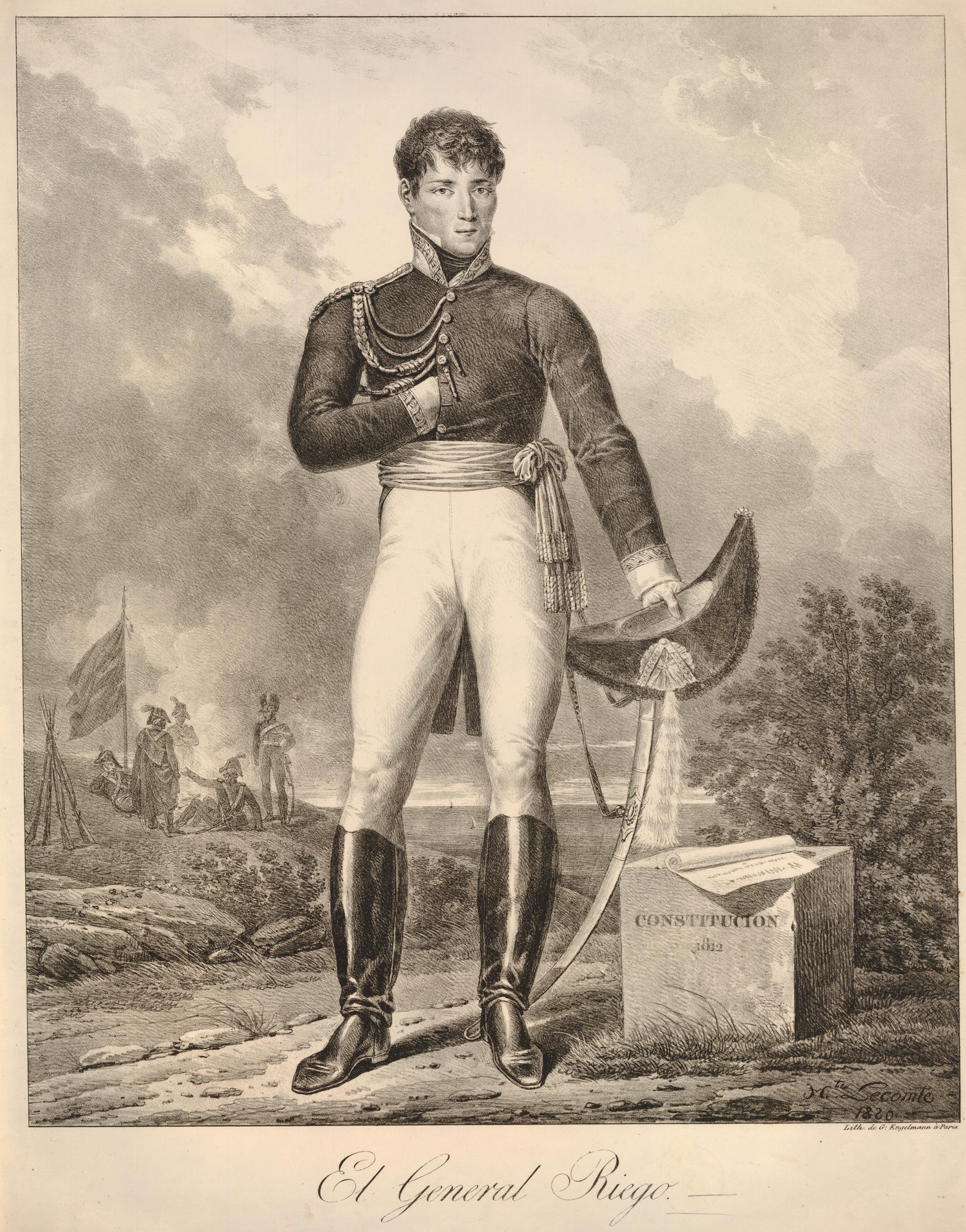
El general Riego (1820), por Hippolyte Lecomte.

El 4 de septiembre de 1821 el gobierno moderado destituyó al general Rafael del Riego del cargo de capitán general de Aragón, que ostentaba desde enero. Su llegada a Zaragoza había supuesto un revulsivo para el fortalecimiento del liberalismo en la región, especialmente en la capital. Riego fue de nuevo acusado falsamente de «republicanismo» —esta vez se habló de que movía los hilos, nueva versión de las páginas del año anterior—, al descubrirse en Zaragoza una trama republicana dirigida por un «atrabiliario» personaje de origen francés llamado Cugnet de Montarlot con la que Riego nada tenía que ver (se hizo circular la patraña de que al frente de un «ejército ruso» Riego iba a entrar «a degüello» en la ciudad y «hacer volar el santuario donde se venera la Virgen del Pilar»). El 8 de septiembre, cuatro días después de la detención de Montarlot y de la destitución de Riego, se arrestó a otro supuesto conspirador, el liberal Francisco Villamor (se le acusó de querer degollar a media Zaragoza para poder proclamar la República). Cuando se conoció la noticia de la destitución de Riego y de que era obligado a trasladarse a Lérida los liberales exaltados se movilizaron. En muchas ciudades hubo manifestaciones de protesta que en Madrid derivaron en graves enfrentamientos el 18 de septiembre (la llamada batalla de las Platerías, por el nombre de la calle donde tuvieron lugar) entre liberales exaltados y la Milicia Nacional enviada por el jefe político de la provincia, el general José Martínez de San Martín, apodado por sus detractores Tintín de Navarra, que había prohibido la procesión cívica con el retrato de Riego junto a una matrona, «alegoría de la verdad», por ser «estas procesiones desusadas en la nación [y] reprobadas por las leyes» y porque con ella «podría comprometerse la tranquilidad pública». Además Martínez de San Martín había ordenado el cierre de la sociedad patriótica La Fontana de Oro de la que partió la idea de la procesión y la detención de sus propietarios. Riego desde Lérida apeló al rey en demanda de justicia pero no obtuvo respuesta.
Las movilizaciones de los liberales exaltados en protesta por la destitución del general Riego fueron el inicio de un movimiento de desobediencia civil que se desarrolló en muchas ciudades, teniendo como centro Cádiz y Sevilla. Afectó además, entre otras, a Córdoba, Cuenca, La Coruña, Barcelona, Valencia, Cartagena, Murcia, Granada y Badajoz. En todos los casos se negó la obediencia al Gobierno central y no se reconocieron a las autoridades civiles y militares nombradas por él. En algunas ciudades, como Cádiz, Sevilla y Zaragoza la agitación se prolongó desde octubre de 1821 hasta enero de 1822 y a veces hasta marzo o abril. El gobierno recurrió a las Cortes, reunidas en período extraordinario, que nombraron una comisión de encuesta cuyo dictamen fue muy negativo para los movimientos de las ciudades, aunque también reprobó al Gobierno. El diputado exaltado Juan Romero Alpuente pronunció una dura diatriba contra el Gobierno:

La debilidad o la ignorancia son defectos o vicios en las personas particulares; pero en los ministros son crímenes, tanto más peligrosos, cuanto son menos notables, más fáciles de cometerse, y de consecuencias más ruinosas al Estado que los verdaderos crímenes de acción. [...] La falta de malicia pod[ría] librarlos de penas criminales, pero la falta de previsión o de fortaleza siempre los arrojará con ignominia de unas sillas destinadas para almas más grandes.

El 8 de enero cuatro secretarios del Despacho (el hombre fuerte del Gobierno Feliú además de Bardají, Salvador y Vallejo) dimitieron siendo sustituidos por Ramón López Pelegrín, en Estado; Vicente Cano Manuel Ramírez de Arellano, Gobernación de la península; Francisco de Paula Escudero, Guerra; y José Imaz, Hacienda. «Pero la condena de las Cortes desinfló rápidamente los movimientos ciudadanos, y el Gobierno, antes y después de la remodelación, pudo dedicarse a una intensa, metódica y concienzuda labor de represión». Por su parte el rey seguía conspirando para poner fin al régimen constitucional. Al diplomático Antonio Vargas Laguna, su hombre en Roma, le escribió: «Te pido que lo hagas saber a los soberanos extranjeros para que vengan a sacarme de la esclavitud en que me hallo y libertarme del peligro que me amenaza».

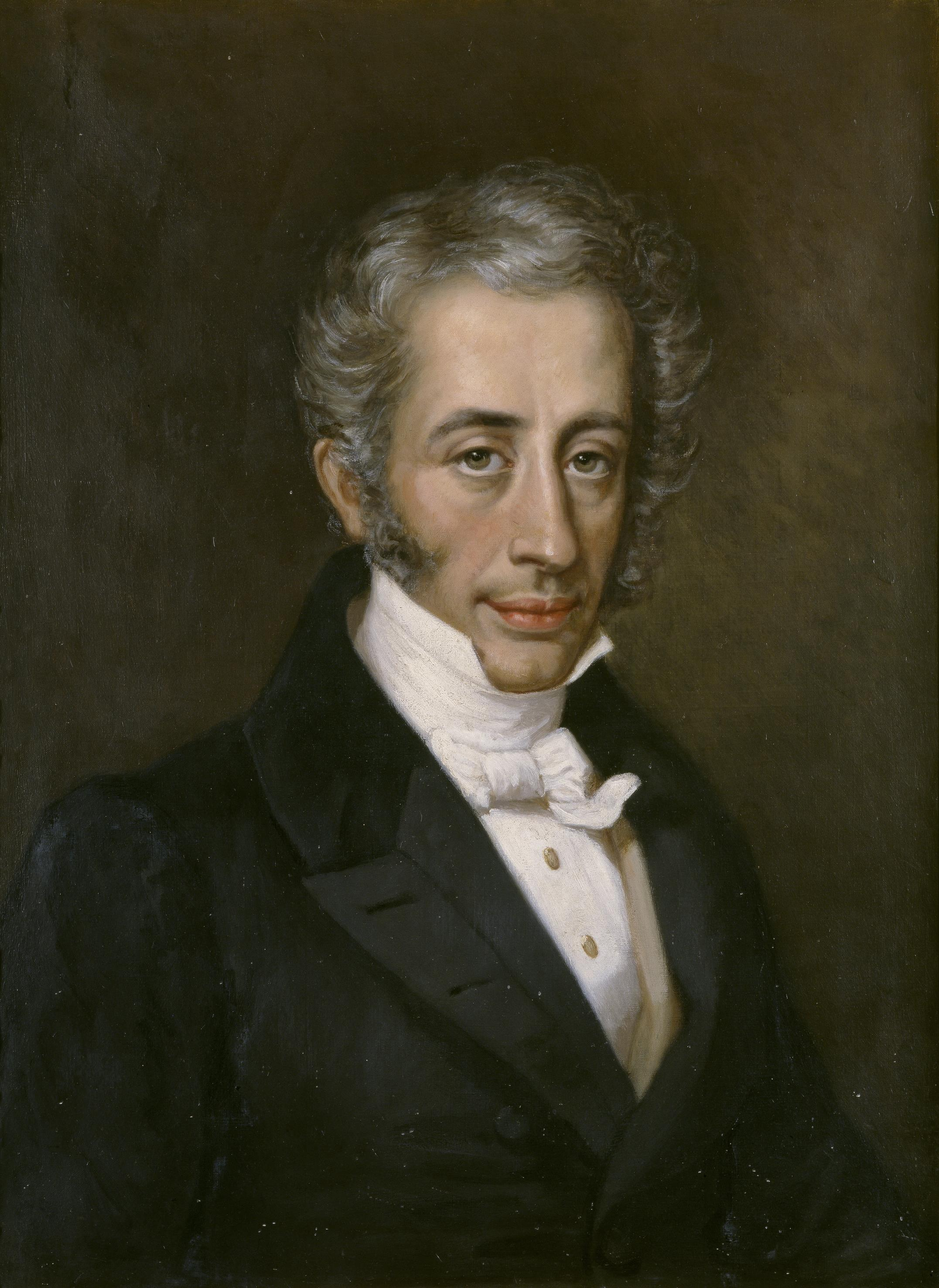
El liberal moderado «anillero» Francisco Martínez de la Rosa, líder del tercer Gobierno del Trienio.

La remodelación del Gobierno del 8 de enero no se consideró suficiente y el 28 de febrero de 1822 el rey Fernando VII nombró el tercer gobierno liberal, que sería conocido como el de los «anilleros» porque todos sus miembros pertenecían a la Sociedad del Anillo, una sociedad secreta que con el nombre oficial de Sociedad Constitucional había sido fundada en 1821 por aristócratas y altos funcionarios y que Alberto Gil Novales califica de «profundamente reaccionaria», aunque a continuación afirma que el gobierno de los «anilleros» «no representa una ruptura con el anterior, sino apenas un cambio de personas», en lo que coinciden Ángel Bahamonde y Jesús A. Martínez que sostienen que «la aplicación de los principios de moderación y orden suponía una práctica gubernamental no muy distinta de la anterior», aunque consideran que «su respuesta a las manifestaciones absolutistas fue más bien tímida, permanente acusación de los exaltados». El hombre fuerte del nuevo gobierno era Francisco Martínez de la Rosa, que ocupaba la Secretaría del Despacho de Estado. Le acompañaban José María Moscoso de Altamira, que ocupaba la secretaría de Gobernación de la Península e islas adyacentes; Felipe Sierra Pambley, Hacienda; Nicolás María Garelli, Gracia y Justicia; Luis Balanzat, Guerra; Jacinto Romarate, Marina; y Manuel de la Bodega, Gobernación de Ultramar. Según Miguel Artola, citado por Bahamonde y Martínez, el nuevo ejecutivo «respondería a la estrategia del Rey frente a la orientación exaltada de las nuevas Cortes».

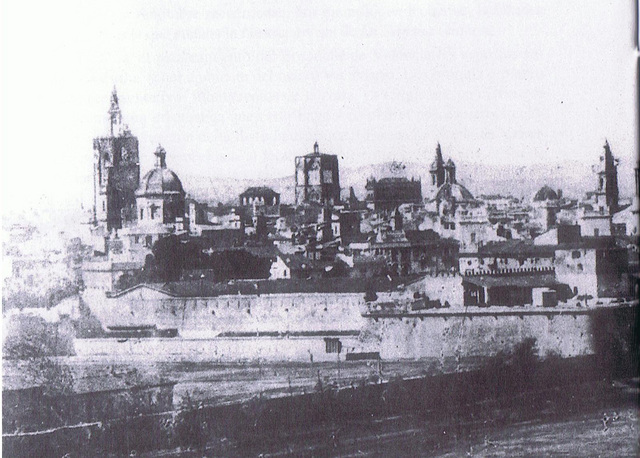
Ciudadela de Valencia, antes de ser demolida. El 30 de mayo de 1822 se sublevó su guarnición en nombre del rey absoluto pero la rebelión fue dominada al día siguiente. El general Elío, en cuyo nombre se hizo la sublevación, fue condenado a muerte y ejecutado a garrote vil el 4 de septiembre.

El 1 de marzo de 1822 se produjo la apertura de las nuevas Cortes salidas de las segundas elecciones del Trienio —solo diez diputados eran de las provincias de ultramar debido a que en los meses anteriores se habían independizado la mayoría de los territorios americanos—. Esa primera sesión estuvo presidida por el general Rafael del Riego, el «héroe de Las Cabezas», que el 25 de febrero, en la última junta preparatoria, había sido elegido para el puesto de presidente de las Cortes durante un mes (según establecía el Reglamento de las Cortes, por lo que cesaría el 30 de marzo). Su elección era una prueba de que en estas Cortes la mayoría la tenían los liberales exaltados, al contrario de lo que había sucedido en las anteriores surgidas de las primeras elecciones dominadas por los liberales moderados. En el discurso inaugural de las Cortes el rey hizo una extraña referencia a la posibilidad de una guerra exterior —las revoluciones de Nápoles y del Piamonte ya habían sido aplastadas por las tropas austríacas—. «La réplica al discurso del rey la dio el presidente de la cámara, el general Riego. La escena fue tensa. El héroe de Las Cabezas de San Juan frente al monarca de vocación absolutista, cara a cara, con el pleno de la cámara como testigo. La respuesta del presidente fue breve pero no decepcionó». Riego se refirió a las «difíciles circunstancias que nos rodean» y a las «maquinaciones repetidas de los enemigos de la libertad» y terminó diciendo que «el poder y grandeza de un monarca consiste únicamente en el exacto cumplimiento de las leyes».
Alberto Gil Novales ha advertido que el predominio de los "exaltados" no significa que estas Cortes tuvieran un carácter radical. «Estas Cortes fueron continuistas y no revolucionarias», ha afirmado. Sí que tomaron decisiones simbólicas como declarar marcha militar de ordenanza al Himno de Riego; declarar beneméritos de la patria a los líderes comuneros Juan Padilla, Juan Bravo y Francisco Maldonado y a los líderes aragoneses Juan de Lanuza, Diego de Heredia y Juan de Luna; conceder pensiones a las viudas de los generales Juan Díaz Porlier y Luis Lacy, que habían sido ajusticiados por haber encabezado sendos pronunciamientos contra el absolutismo de Fernando VII; y ordenar erigir monumentos en homenaje a la revolución de 1820 en Las Cabezas de San Juan y en San Fernando.

### Los avances del realismo
A partir de la primavera de 1821 se produjo un progresivo avance del realismo —crecimiento de las partidas realistas, proliferación de los motines y sublevaciones absolutistas, etc.—. En un informe sobre orden público elaborado por un grupo de diputados y leído en las Cortes en marzo de 1821 se denunciaba la existencia de una «Junta Suprema» que dirigía la contrarrevolución y a la que estaban subordinadas las juntas locales. Además contaba con ramificaciones en Francia. «En París hay una reunión para fomentar el descontento entre nosotros y sublevar las provincias. Tiene su despacho en la calle de Richelieu y se sabe el nombre del emigrado que la preside —posiblemente José Morejón, oficial de la secretaría de Guerra o Antonio Calderón, ex fiscal del Consejo de Indias—. En  Bayona hay otra con el mismo objeto, a cuya cabeza está Mozo de Rosales [marqués de Mataflorida]», se decía en el informe. También se aseguraba que la Junta era la que financiaba las partidas realistas y además se subrayaba que «entre los agentes subalternos ocupan un lugar muy señalado los individuos ricos del clero». El informe concluía que el objetivo de la trama organizada por la Junta Suprema era «el restablecimiento del régimen absoluto».
En efecto, José Morejón se encontraba en París y era uno de los principales enlaces entre Fernando VII y el gobierno francés y la autodenominada Junta de Bayona estaba encabezada por el marqués de Mataflorida y formaban parte de ella otros ilustres realistas exiliados como el militar Carlos O'Donnell y Anhetan, el arzobispo de Tarragona, Jaime Creus, y el obispo de Pamplona, Joaquín Uriz. En junio de 1821 se instalaría también en Bayona el general Francisco de Eguía, uno de los artífices del golpe de Estado de mayo de 1814 que había restaurado la monarquía absoluta a la vuelta de Fernando VII de su cautiverio en Francia, que acabaría colisionando con Mataflorida pues este defendía un absolutismo radical, mientras que Eguía era partidario de moderar el absolutismo siguiendo el modelo francés de la Carta Otorgada. Las discrepancias entre ambos se hicieron patentes cuando Mataflorida publicó en Francia en diciembre de 1821 el Manifiesto que hacen los amantes de la monarquía a la nación española y las demás de la Europa en el que además de abogar por un absolutismo sin concesiones destacaba las coincidencias de la Revolución española con las de Nápoles, Piamonte y Portugal ya que todas ellas se habían propuesto «extinguir la Religión», «establecer la soberanía popular, origen de todos los males», «seducir la tropa», «desmoralizar al pueblo» y «atizar desde sus cavernas la tea de la discordia» y habían ocasionado «millares de muertes y ruinas». Concluía haciendo un llamamiento a los soberanos europeos: «desplegad vuestra energía, y dad a los impíos la humillación que quieren daros».

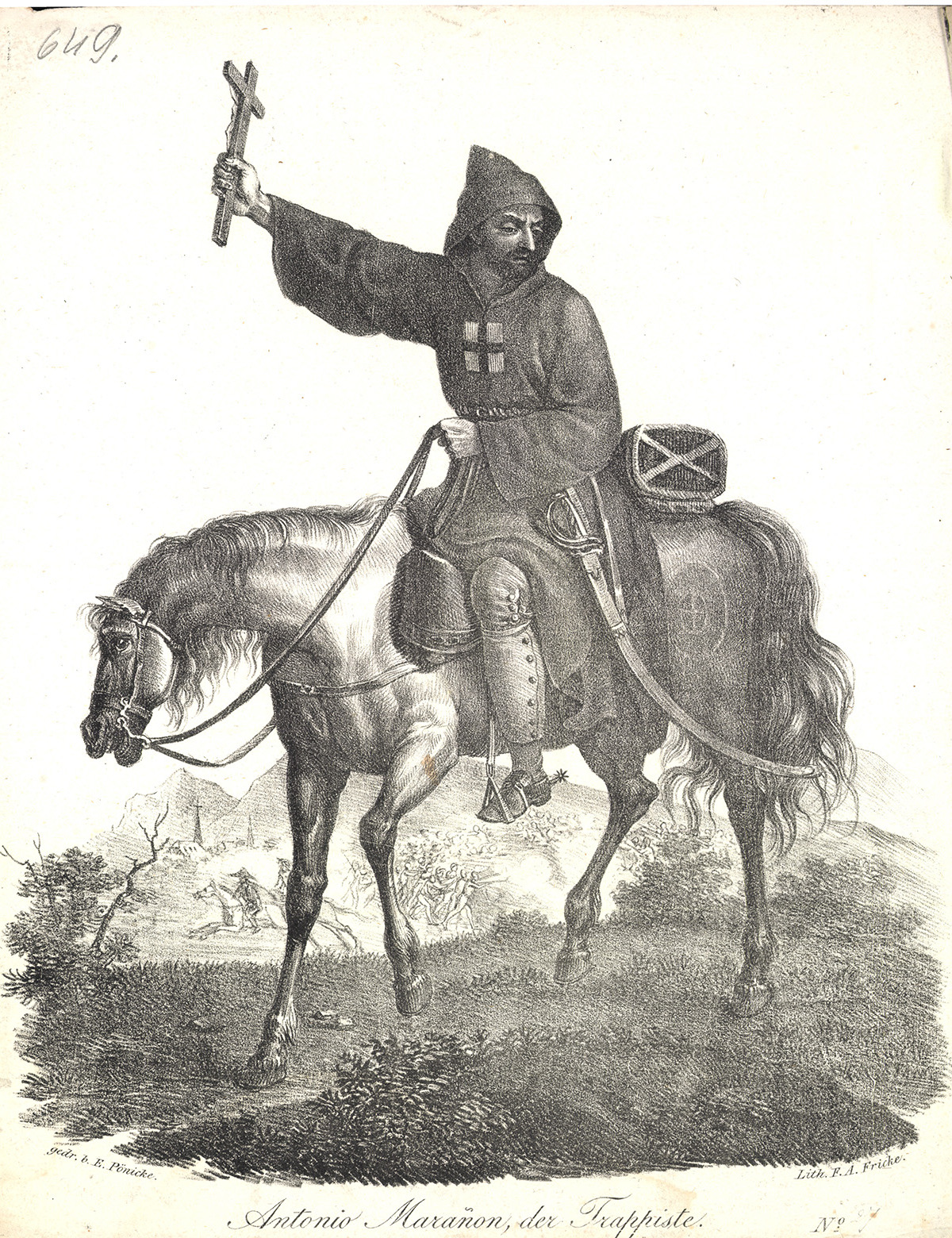
Antonio Marañón, el Trapense, litografía de Friedrich August Fricke (1784-1858). «El Trapense«», fue uno de los jefes de partidas realistas más conocidos. Según el afrancesado Sebastián Miñano su «extravagante» indumentaria («Porta siempre un sayal y una capa idéntica, con una capucha bastante elevada. Tenía la cabeza afeitada. Un crucifijo suspendido sobre su pecho; lleva un gran rosario como cinturón») «ha contribuido singularmente a exaltar a los pueblos en su favor, porque lo miran como a un hombre inspirado por Dios, comparable a aquellos de los se hablan en las escrituras».

Según Ramon Arnabat, el avance del realismo fue la consecuencia de la conexión de la contrarrevolución de las viejas élites reaccionarias, presente desde los inicios del Trienio, con la «antirrevolución», «entendida como el conjunto de respuestas de las clases populares agraviadas cultural y socialmente por la praxis revolucionaria y liberal». «La confluencia entre la contrarrevolución y la antirrevolución bajo la hegemonía de la primera, conformó el bloque que denominamos "realista" porque lo que las unifica es la lucha contra el sistema constitucional y la defensa del poder absoluto del rey y de la hegemonía cultural de la Iglesia católica».
Precisamente será la Iglesia católica, decantada mayoritariamente en contra del régimen liberal a causa de la desamortización, la que desempeñará un papel decisivo en la formación y la consolidación de la alianza entre las élites contrarrevolucionarias y las capas populares «antirrevolucionarias», facilitándola —«el clero local controlaba los principales espacios de sociabilidad formal campesina: las parroquias, las cofradías o las fiestas populares»— y desarrollando «una importante tarea propagandística de descrédito [del régimen constitucional] aprovechando su posición social y los resortes de poder moral que aún conservaba» y canalizando el descontento social hacia el realismo. Además de la participación directa de muchos clérigos en las partidas, en ocasiones comandadas por alguno de ellos como en el caso del famoso cura Merino, la Iglesia, y en especial el clero regular, le proporcionó al bloque realista el soporte ideológico al desarrollar un discurso de guerra religiosa que caló sobre todo en el mundo rural donde, a diferencia de las ciudades, no podía ser contrarrestado por el discurso liberal. Ese discurso contrarrevolucionario también penetró en el mundo de los oficios de algunos núcleos urbanos y entre los desocupados y los desarraigados.
Como ha destacado también Ramon Arnabat, fue «en las villas y ciudades medianas en crisis y con una fuerte presencia eclesiástica, donde primero conectaron la contrarrevolución y la antirrevolución». En ellas se produjeron revueltas que estuvieron precedidas de una intensa campaña antirrevolucionaria orquestada generalmente por el clero y que seguían un patrón parecido. «A partir de alguna decisión de las autoridades locales o nacionales que chocaba con los intereses morales o materiales de las clases populares urbanas, las fuerzas contrarrevolucionarias conseguían movilizar y capitalizar la antirrevolución generada». Y lo que, según Arnabat, explica que el malestar social se tradujera en una acción política contrarrevolucionaria, es decir, que la antirrevolución se integrara en la contrarrevolución, es la existencia de «redes contrarrevolucionarias, integradas por algunos nobles, miembros de la jerarquía eclesiástica, sectores del campesinado acomodado y jefes de partida, que son los que reclutan, arman y pagan las partidas realistas, canalizando necesidades y sentimientos. Y aquí juegan un papel fundamental algunas autoridades locales que ponen los ayuntamientos que controlan al servicio de la contrarrevolución».
Y en la cúspide de la pirámide contrarrevolucionaria se encontraba el rey, aunque esta «tenía una lógica político-social propia». Tras inaugurar las Cortes de la segunda legislatura del Trienio el 1 de marzo de 1822, que contaban con mayoría exaltada, Fernando VII se instaló en el Palacio de Aranjuez donde estableció de forma más discreta que en Madrid —contando con la ayuda de personajes de su entorno más cercano, como Antonio Ugarte— contactos y reuniones con nobles, diplomáticos, altos funcionarios y militares contrarios al régimen constitucional así como con los embajadores de las monarquías europeas y con el nuncio de la Santa Sede. También desde allí encomendó misiones secretas fuera de España a hombres de su confianza como Bernardo Mozo de Rosales, conde de Mataflorida, primer firmante del Manifiesto de los Persas de 1814.
Pedro Rújula ha afirmado respecto al rey que «no puede afirmarse que él fuera la única cabeza de la conspiración. Eso nos lleva a entender la contrarrevolución como una red de complicidades que se articula a partir de diversos focos... Su papel, por encima de todo, es dotar de coherencia a la contrarrevolución aportando el elemento que le diera unidad al movimiento; la de un rey paternal, querido por el pueblo —tanto que toma las armas en su defensa— y despojado de su legítimo trono por una minoría conspiradora y sectaria». Por el contrario, Emilio La Parra López sostiene que «el rey dirigió personal y directamente las acciones más relevantes encaminadas a propiciar el cambio de régimen» y que el «centro operativo» de la contrarrevolución «radicó en el Palacio de Oriente» donde Antonio Ugarte se convirtió «en el principal consejero de Fernando VII en lo concerniente a las maquinaciones contrarrevolucionarias». La Parra López destaca que desde Palacio se creó en 1822 una red de grupos clandestinos absolutistas denominados «confidencias» por el nombre del organismo secreto palaciego del que dependían (Confidencia Central General de la Corte, aunque los implicados también se referían a él como "Confidencia de Corte", "Junta Secreta", "Junta Suprema" o "Junta Principal") y cuyo objetivo específico, según La Parra López, era «organizar y unificar el movimiento contrarrevolucionario» siguiendo el «programa contrarrevolucionario elaborado por el rey». A su frente estaba Ugarte y contaba con Juntas de Confidencia provinciales y locales, financiadas desde Palacio, y que «estaban integradas por párrocos, canónigos, militares retirados, hacendados y, sobre todo, empleados públicos que habían perdido su puesto en 1820 (corregidores, contadores de rentas, abogados...), en definitiva, quienes se consideraron damnificados por el sistema constitucional».

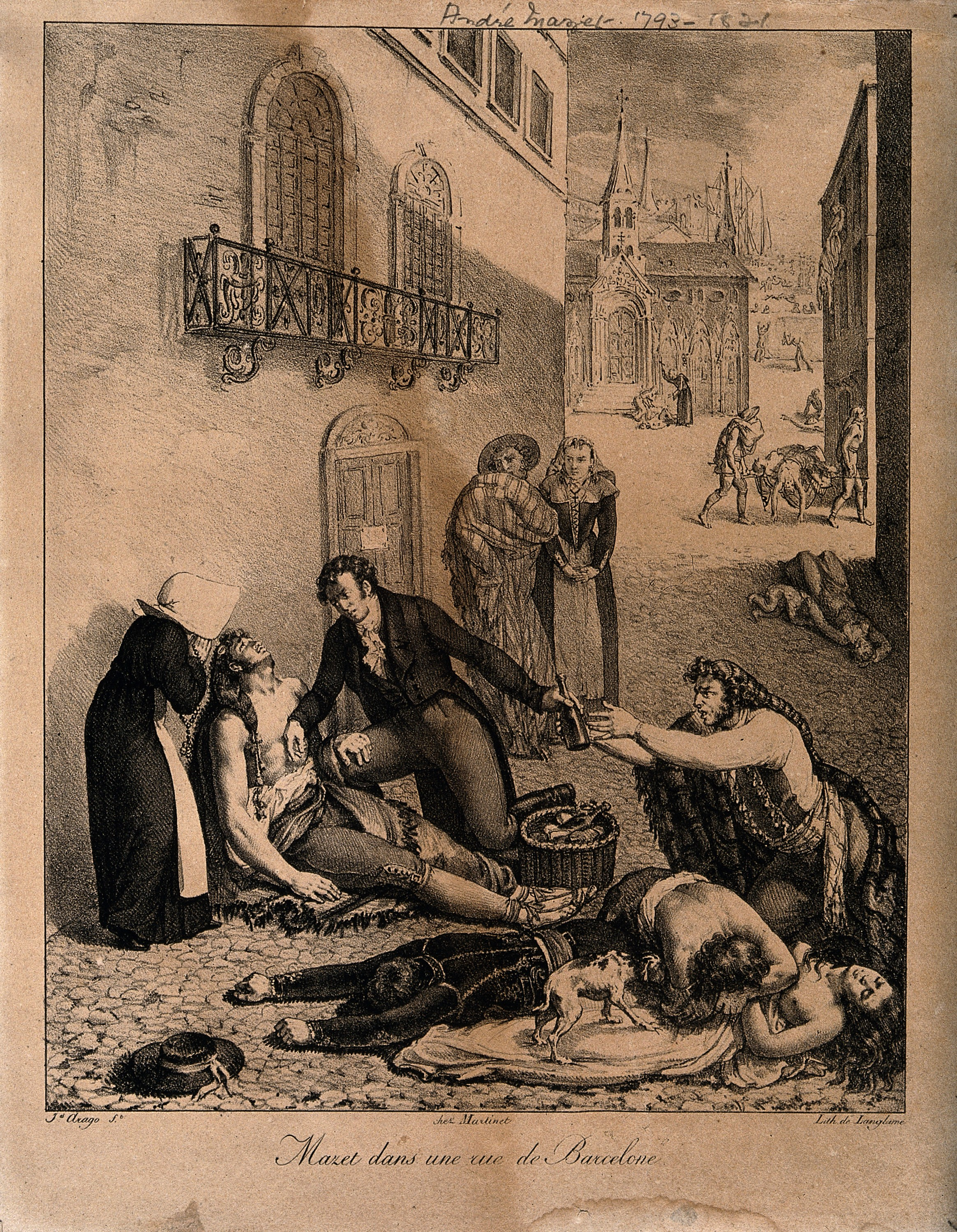
El médico francés André Mazet atendiendo a los enfermos de fiebre amarilla en las calles de Barcelona. La epidemia fue utilizada como pretexto por el gobierno francés para desplegar un ejército en la frontera de los Pirineos.

En el avance del realismo también desempeñó un papel importante el apoyo que recibieron las partidas que actuaban en el norte de la península por parte del ejército francés desplegado desde mediados de 1821 en la frontera de los Pirineos. El motivo oficial había sido contener la epidemia de fiebre amarilla que desde Mallorca se había extendido por Cataluña (el gobierno español estableció un cordón sanitario entre Aragón y Cataluña para impedir su propagación por el resto de España y durante algunos meses quedaron interrumpidos el comercio y los viajes), pero su función fundamental era militar. En principio el gobierno francés no se planteó la invasión porque confiaba en que los realistas españoles serían capaces de acabar con el régimen constitucional y además porque su presencia en la frontera constituía un elemento de presión para el gobierno español que consideraba que sería suficiente para que este introdujera cambios que condujeran al establecimiento de una «monarquía moderada», similar a la propia monarquía francesa de la Carta Otorgada. Paradójicamente, uno de los obstáculos que estaban encontrando los franceses para alcanzar ese objetivo era el propio rey Fernando VII que se negaba al «sacrificio de una parte de la autoridad absoluta de que gozaba en 1814».
Durante la primavera de 1822 se incrementaron notablemente las acciones de las partidas realistas (sobre todo en Cataluña, Navarra, el País Vasco, Galicia, Aragón y Valencia, y de forma más esporádica en Asturias, Castilla la Vieja, León, Extremadura, Murcia, Andalucía y Castilla la Nueva) y hubo varios conatos de rebeliones absolutistas, la más importante de las cuales se produjo en Valencia el 30 de mayo de 1822. En esa fecha se sublevaron los artilleros de la Ciudadela en nombre del rey absoluto y proclamaron como capitán general de Valencia al general Elío, que ya había encabezado el golpe de Estado de 1814 que restauró el absolutismo y que entonces se encontraba preso. La insurrección solo duró un día ya que las fuerzas constitucionalistas tomaron al asalto la Ciudadela. El general Elío, que probablemente no había participado en la conjura, fue juzgado y condenado a muerte por garrote vil, sentencia que fue ejecutada el 4 de septiembre. «Elío pagó con su vida no tanto la sublevación de 1822 cuanto el pronunciamiento de 1814 y la larga represión que había ejercido sobre los liberales», ha señalado Alberto Gil Novales. Ese mismo día 30 de mayo, onomástica del rey, una multitud se congregó en torno al Palacio de Aranjuez para aclamar al rey con gritos de «¡Viva el Rey solo!» y «¡Viva el rey todo absoluto!» y se produjeron momentos de tensión entre miembros de la Guardia Real, convertida en uno de los puntales de la contrarrevolución, y de la Milicia Nacional. «Lo relevante de aquella jornada es que no parecía un movimiento espontáneo sino que fue interpretado casi unánimemente como una acción realista planificada. Llegó a rumorearse que se trataba de un plan para proclamar al rey absoluto».
Al mes siguiente, creyendo que el infante don Carlos iba a encabezar la sublevación, se rebeló en Castro del Río la Brigada de Carabineros que el 1 de julio iba a ser disuelta en cumplimiento de un decreto de las Cortes de 19 de mayo. La Brigada de Carabineros era, junto con la Guardia Real, uno de los dos cuerpos militares más desafectos al régimen constitucional ya que eran exponentes del antiguo ejército estamental del Antiguo Régimen. De la Guardia Real dijo Francisco Fernández de Córdoba que tenía en ella a un hermano: «vivían en estado de permanente conspiración, y ocupábanse... en urdir tramas y fraguar complots para derribar en breve plazo a los restauradores de la Constitución». La rebelión de los carabineros fue el prólogo de la sublevación de la Guardia Real que constituyó el intento de golpe de Estado absolutista más importante de todo el Trienio. Casi coincidió con la toma de la Seo de Urgel el 21 de junio por las partidas realistas. «A partir de ese momento la contrarrevolución contó con un núcleo rebelde en territorio español. Era una de las condiciones que había impuesto Francia para prestar su apoyo al rey. Cuando llegó la noticia a Aranjuez los cortesanos elevaron el ánimo y retomaron con nueva energía la actividad conspirativa».

### El fracasado intento de golpe de Estado absolutista del 7 de julio de 1822
En julio de 1822 se produjo un intento de acabar por la fuerza con el régimen constitucional, siguiendo el mismo modelo que el de la fracasada conspiración del canónigo Matías Vinuesa del año anterior. Según Juan Francisco Fuentes, «fue el intento más serio de golpe de Estado absolutista, que no en vano tuvo su epicentro en el Palacio Real de Madrid», aunque contó con numerosas ramificaciones fuera de la capital, lo que demuestra «la existencia de un plan relativamente amplio y maduro». «Marcó un punto de inflexión en el transcurso del Trienio», han subrayado Ángel Bahamonde y Jesús Martínez. La Guardia Real se sublevó, contando con la connivencia del propio rey Fernando VII, que a punto estuvo «de marcharse con los sublevados para ponerse al frente de la contrarrevolución». El rey lo consultó con el gobierno de Martínez de la Rosa, cuyos miembros pasaron la mayor parte del tiempo en el Palacio Real como virtuales prisioneros (y había órdenes preparadas para su encarcelamiento), y este se lo desaconsejó por ser demasiado arriesgado. «El Gobierno se dejó encerrar en Palacio, junto al Rey, porque en definitiva lo que se estaba haciendo era llevar a la práctica el viejo plan de Vinuesa», ha afirmado Alberto Gil Novales.

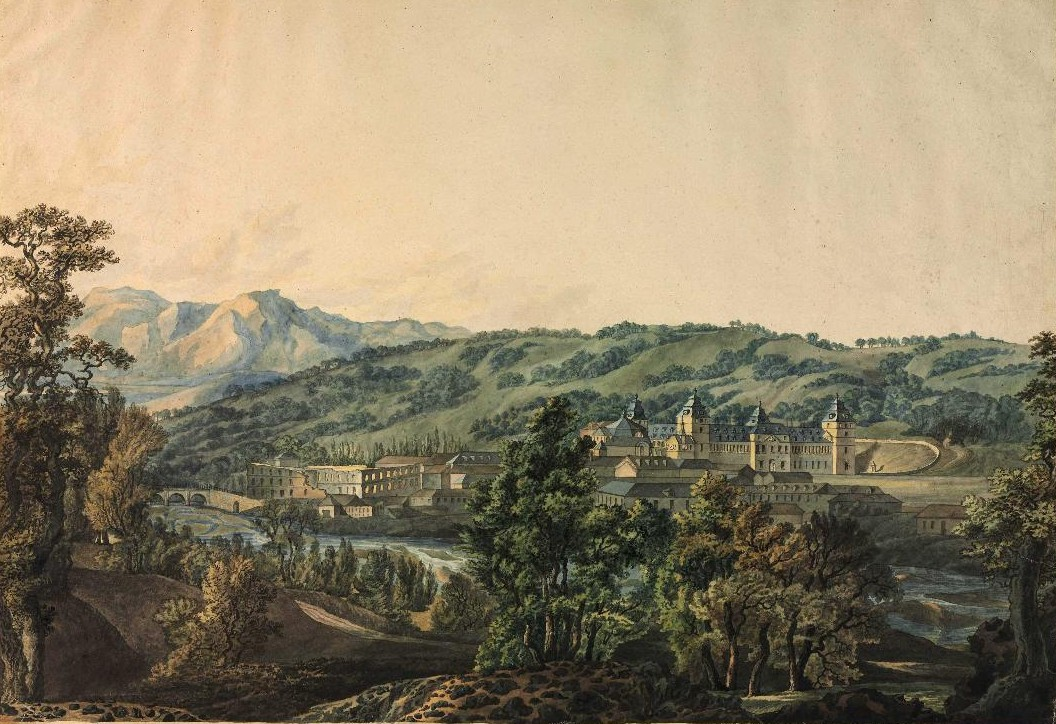
Vista del monte y palacio de El Pardo a donde se dirigieron en la madrugada del 1 al 2 de julio cuatro batallones sublevados de la Guardia Real, iniciando así el golpe.

La sublevación de la Guardia Real comenzó el 30 de junio al volver el rey a Palacio después de clausurar el periodo de sesiones de las Cortes —el monarca había regresado a Madrid tres días antes desde Aranjuez donde estaba residiendo desde marzo—. En las inmediaciones del Palacio Real se cruzaron gritos de «¡Viva el rey absoluto!» de la Guardia Real con los de «¡Viva la Constitución!» de grupos de civiles. Se produjeron enfrentamientos que se saldaron con la muerte de un miembro de la Milicia Nacional y del teniente liberal de la Guardia Real Mamerto Landáburu asesinado por sus soldados en el patio del palacio (en honor suyo se fundaría la sociedad patriótica Landaburiana). El ayuntamiento de Madrid tomó la iniciativa, a la que se sumaría la Diputación Permanente de Cortes, movilizando a la Milicia Nacional y exigiendo al Gobierno que castigara a los culpables de los asesinatos y los desórdenes. En la noche del 1 al 2 de julio cuatro batallones de la Guardia Real abandonaron sus cuarteles para situarse en El Pardo —donde arrancaron la placa constitucional—, mientras otros dos se quedaron custodiando el Palacio Real. Ante la ambigüedad del jefe político de Madrid y del Gobierno el Ayuntamiento asumió en la práctica todos los poderes y organizó la resistencia de la capital. A los milicianos ya movilizados se les unieron la guarnición local, comandada por el general Morillo, generales que acudieron a la sede del Ayuntamiento —Riego, Ballesteros y Palarea— y un grupo de oficiales sin destino en Madrid que el 1 de julio formaron junto con paisanos el Batallón Sagrado, armado por el Ayuntamiento, y que quedó al mando del general Evaristo San Miguel.
El Gobierno, encerrado en Palacio tras ser llamado por el rey para que estuviera a su lado, no declaró en rebeldía a los batallones de la Guardia Real que se habían marchado a El Pardo al no considerarlos una amenaza y se limitó a ordenar su traslado, sin ser obedecido. Tampoco secundó las iniciativas del Ayuntamiento y de la Diputación Permanente. Así pues, el gobierno, cuyo hombre fuerte era Francisco Martínez de la Rosa, adoptó una sospechosa posición ambigua, «cómplice» dirán los "exaltados" (que llamaban a Martínez de la Rosa, Rosita la Pastelera), intentando aprovechar la crisis para imponer su plan de Cámaras (introducir una segunda Cámara que «frenara» los impulsos «radicales» del Congreso de los Diputados). Mientras tanto Fernando VII daba muestras inequívocas de ser cómplice de los sublevados a la espera de que éstos triunfaran. Cuando el día 6 de julio el Gobierno le presentó la dimisión el rey no se la admitió. Mientras tanto, Fernando VII había enviado el 2 de julio una carta a Luis XVIII en la que le pedía que interviniera: «Ruego a vuestra majestad considere el estado de mi peligrosa situación y real familia para que sin pérdida de tiempo vengan auxilios suficientes como mejor se pueda a ponernos a salvo». Al parecer en Palacio los golpistas se estaban debatiendo entre el «sacrificio de una parte de la autoridad absoluta de que gozaba el año 1814», como le recomendaba al rey el embajador francés Lagarde (es decir, que adoptara el modelo de la Carta Otorgada), o la posición maximalista del absolutismo puro. Martínez de la Rosa estaba al tanto de estas discusiones (a la espera de que triunfara la opción de la reforma de la Constitución que introdujera su plan de Cámaras) pero finalmente se impuso la segunda opción tras consultar al Consejo de Estado. En la decisión del rey de no aceptar una «monarquía templada» también influyó la noticia de que había estallado una insurrección realista Andalucía.

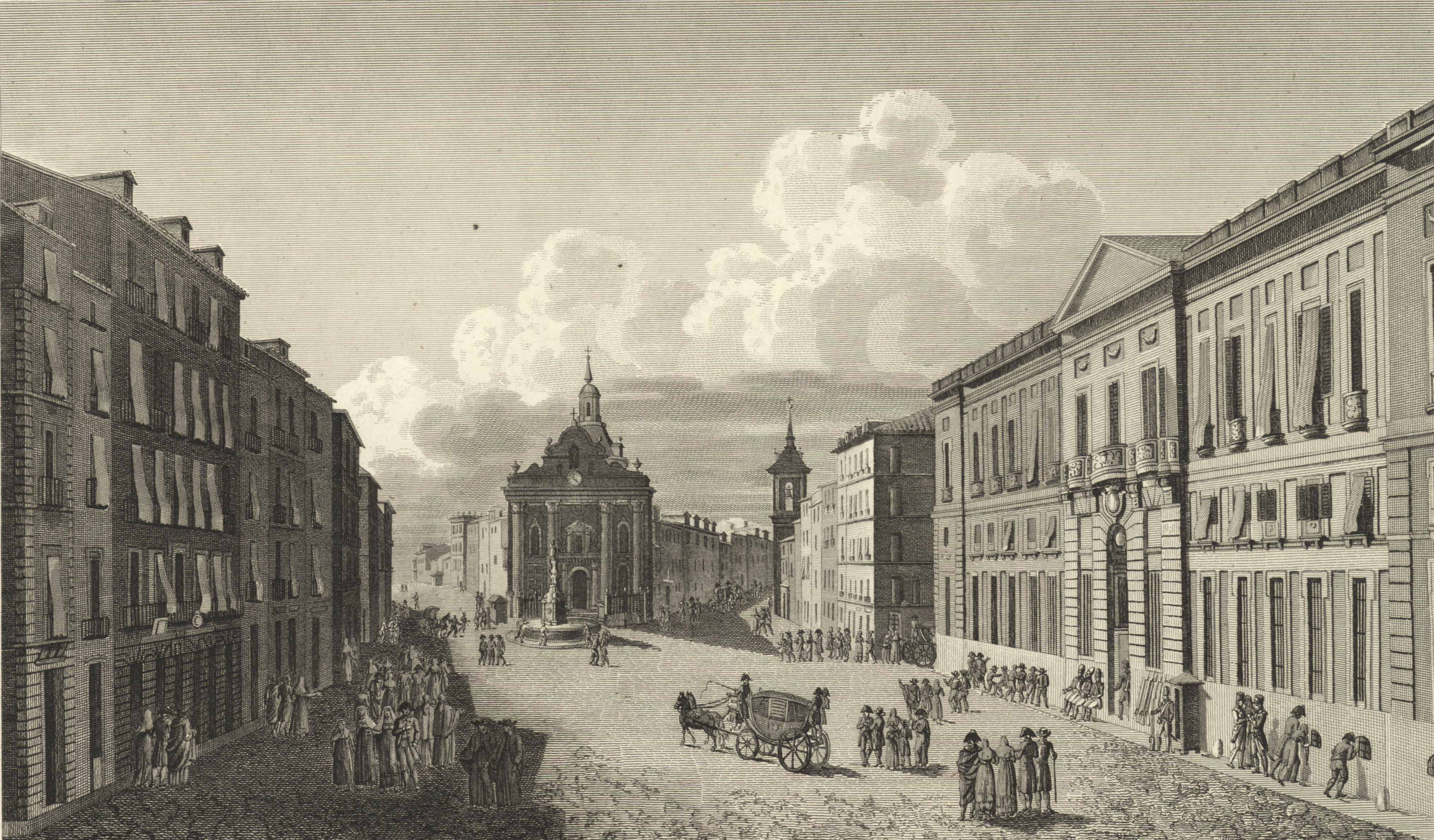
Vista de la Puerta del Sol en 1820. Al fondo la fuente y la iglesia del Buen Suceso y a la derecha la Casa de Correos.

La noche del 6 al 7 de julio los cuatro batallones del Pardo marcharon sobre Madrid. Les hizo frente en la Plaza de la Constitución la Milicia Nacional, grupos de paisanos armados por el Ayuntamiento y el Batallón Sagrado. Los guardias reales se vieron obligados a retroceder hacia la Puerta del Sol, donde tuvieron lugar los combates más intensos, y después hacia el Palacio Real, donde se refugiaron para huir, después de un nuevo intento. La acción de la Guardia Real no había contado con ningún apoyo popular. La implicación del rey en la insurrección se puso aún más claramente de manifiesto cuando, según contó en sus memorias el marqués de las Amarillas (que fue testigo de los hechos), los oficiales de la Guardia Real que se aprestaban a huir (o a rendirse) «empezaron a despedirse de la familia real, como si fuesen a una muerte cierta; la reina estaba convulsa y cuasi accidentada; el rey, conmovido; las infantas, enternecidísimas». Los guardias reales fueron perseguidos en su huida por el ejército y por milicianos. Muy pocos conseguirían unirse a las partidas realistas. Según Josep Fontana, «mientras sucedían todas estas cosas, los ministros aguantaron, callaron, disimularon. Lograron, con ello, ocultar la complicidad del rey y dejaron las cosas de forma que éste pudiera comenzar a organizar con más acierto su próxima tentativa contra el régimen constitucional». Como ha subrayado Pedro Rújula, «el rey actuó como si nada tuviera que ver con lo sucedido. Felicitó a las fuerzas de la libertad, abrió causa a la guardia y expulsó de su lado a los cortesanos más identificados con la conspiración... Los ministros que habían permanecido como rehenes durante seis días pudieron irse finalmente a sus casas».

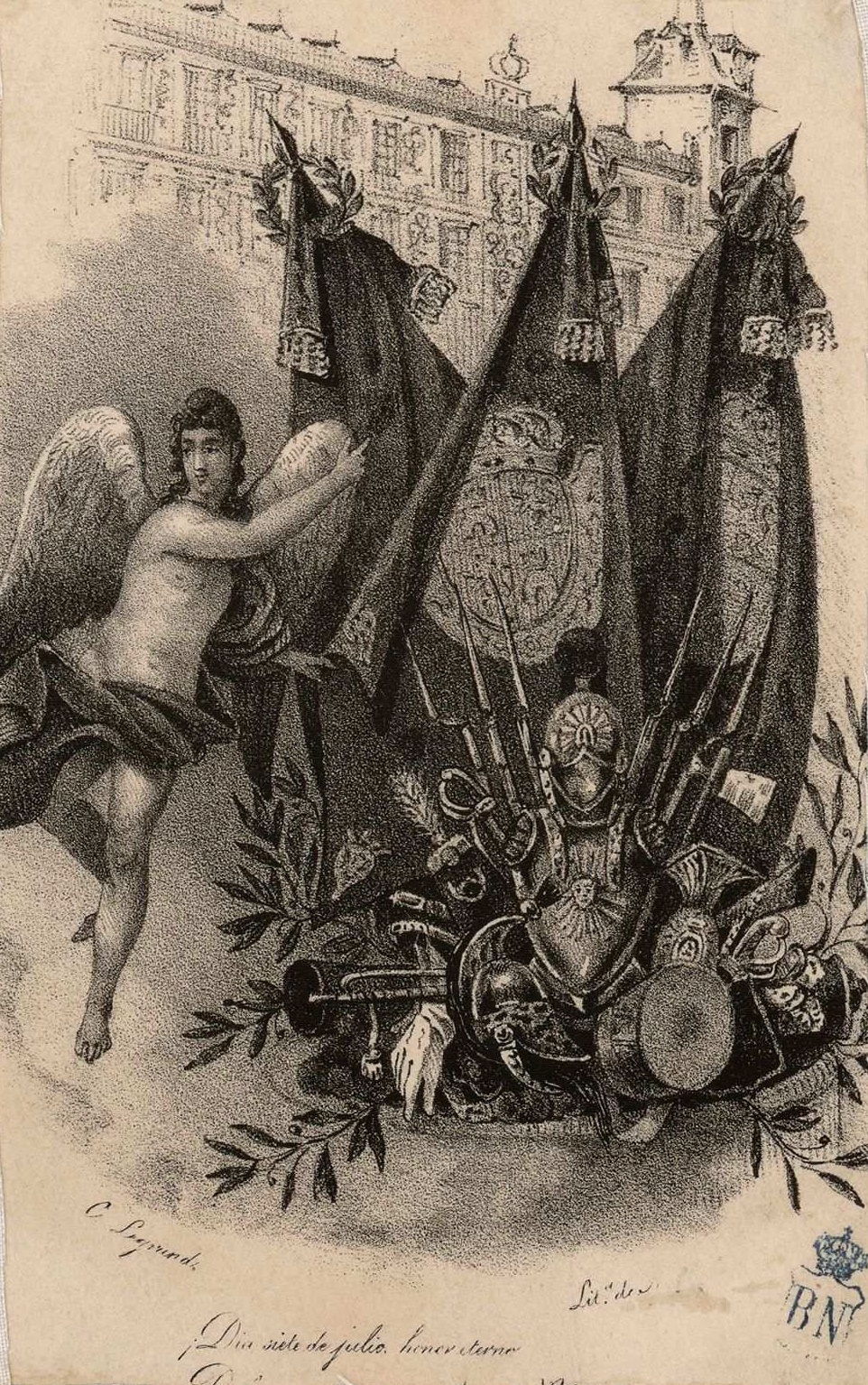
Luis Carlos Legrand, Alegoría del 7 de julio; litografía. Inscripción: «Día 7 de julio honor eterno. De la grande Nación el gran Peligro» (Biblioteca Nacional de España).

La victoria fue para los milicianos y los voluntarios que lograron derrotar a los guardias reales. «El 7 de julio se convirtió en una jornada heroica para la memoria del liberalismo, a través de la construcción de un relato en virtud del cual el pueblo de Madrid había derrotado al absolutismo y salvado la Constitución», ha afirmado Álvaro París Martín. Al día siguiente El Universal publicaba que «el aniversario del 7 de julio de 1822 será celebrado por nuestros descendientes» como muestra de «que no hay fuerza humana que resista a la voluntad de un gran pueblo que ha resuelto morir o vivir libre».
Esta visión ha sido asumida por varios historiadores actuales. «La victoria la ganó el pueblo, que tuvo en aquellos días, pero sobre todo el 7 de julio, una actuación heroica», ha subrayado Alberto Gil Novales. Juan Sisinio Pérez Garzón, citado por Bahamonde y Martínez, ha destacado el papel desempeñado por los Milicia Nacional y dentro de ella por los sectores populares. «En efecto, el carácter más abierto del que fue dotándose a la milicia a iniciativa de los exaltados y del ayuntamiento en la interpretación de los sucesivos reglamentos, hizo que la mitad o las dos terceras partes de cada compañía de los batallones segundo y tercero estuvieran compuestos de menestrales que vivían de un trabajo eventual y diario», han afirmado Bahamonde y Martínez siguiendo a Pérez Garzón. Este por su parte concluye: «Las fuerzas constitucionales ganaron la batalla del 7 de julio. El protagonismo estuvo en la milicia, que aglutinaba en sus tres batallones desde las capas proletarizadas de la población madrileña hasta los aristócratas y banqueros del escuadrón de caballería, incluyendo capas medias como empleados y pequeños propietarios». Álvaro París Martín, discrepa de esta visión, señalando, primero, que el «paisanaje no tuvo ninguna participación» en los combates contra la Guardia Real —reconoce que «el 7 de julio hubo partidas de ciudadanos armados que combatieron junto a los tres batallones de la milicia», «pero ninguna de las fuentes disponibles hace pensar en un levantamiento de carácter popular»—, y segundo, que los porcentajes de la participación de los jornaleros y artesanos en la milicia estimados por Pérez Garzón fueron mucho menores —«la representación de los sectores inferiores del universo laboral madrileño fue limitada», afirma París Martín—.
Por su parte Alberto Gil Novales señala que si a pesar de los apoyos con que contaba («el Rey y la familia real, el Gobierno, las altas jerarquías del ejército y de la Iglesia, los palaciegos, etc.») «la insurrección fracasó, se debió a la falta de unidad en cuanto a los fines de los sublevados, pues unos querían el famoso plan de Cámaras, es decir, la introducción de un Senado que frenase la posible inclinación a la democracia de las Cortes, y otros querían la vuelta al absolutismo sin más. Actuaron también con precipitación y con evidente torpeza».
El fiscal Juan de Paredes instruyó el proceso, después de que otros fiscales hubieran renunciado a hacerlo. No pudo procesar al Rey porque según la Constitución era inviolable, aunque sí creía que podía tomarle declaración, pero se propuso procesar al resto de presuntos implicados: miembros de la familia real, ministros, altos cargos de Palacio, generales,... Algunos huyeron al extranjero a pesar del indulto que el rey les concedió. Finalmente el 2 de noviembre el Tribunal especial de Guerra y Marina le arrebató la causa a Paredes y la cerró. «Ya no habrá más responsabilidades, excepto un par de desgraciados a los que se dará garrote». El rey, con un alto grado de cinismo, había felicitado al Ayuntamiento y a la Diputación Permanente por su actuación durante la crisis y había descargado toda la responsabilidad en los ministros. A principios del año siguiente la Diputación Permanente aprobó un dictamen sobre lo sucedido en el que se elogiaba al Ayuntamiento de Madrid y a la milicia, y se destacaba la debilidad del Gobierno y su complicidad indirecta, así como la del Consejo de Estado y la del jefe político de Madrid, pero no se acusaba directamente al rey debido a su irresponsabilidad e inviolabilidad.
Como ha destacado Juan Francisco Fuentes, «el fracaso del golpe de Estado del 7 de julio de 1822 marca un antes y un después en la historia del Trienio Liberal: tras aquella jornada el poder pasó de los moderados a los exaltados. Pero el cambio de ciclo que supuso el golpe del 7 de julio no se agota en este hecho. Los enemigos del liberalismo tomaron buena nota de la incapacidad del absolutismo español para derrocar por sus propios medios al régimen constitucional... Ese análisis del fracaso del golpe hizo que a partir de entonces casi toda la presión sobre el régimen viniera del exterior, donde el liberalismo español contaba con viejos enemigos». Gil Novales coincide: «para los absolutistas y sus aliados más o menos vergonzantes, el fracaso del Siete de Julio les obligó a recurrir a la invasión extranjera».

## Los "exaltados" en el gobierno (agosto, 1822-abril, 1823)
Durante el golpe tanto el Ayuntamiento de Madrid como la Diputación Permanente se habían dirigido al Rey para que cumpliera con su papel constitucional, amenazándole incluso con el nombramiento de una Regencia. Fracasado el intento de golpe de Estado absolutista, las dos instituciones volvieron a insistir en que siguiera la senda constitucional, además de exigir el castigo de los culpables, la depuración de los servidores de Palacio —fueron destituidos el mayordomo mayor y el comandante de la guardia— y el nombramiento de un nuevo gobierno. El 18 de julio la Diputación Permanente le reiteró: «Manifieste V.M. de un modo firme y resuelto su decisión por el sistema constitucional: acompañe las palabras con obras, y la tranquilidad y confianza recíproca será bien pronto restablecida».

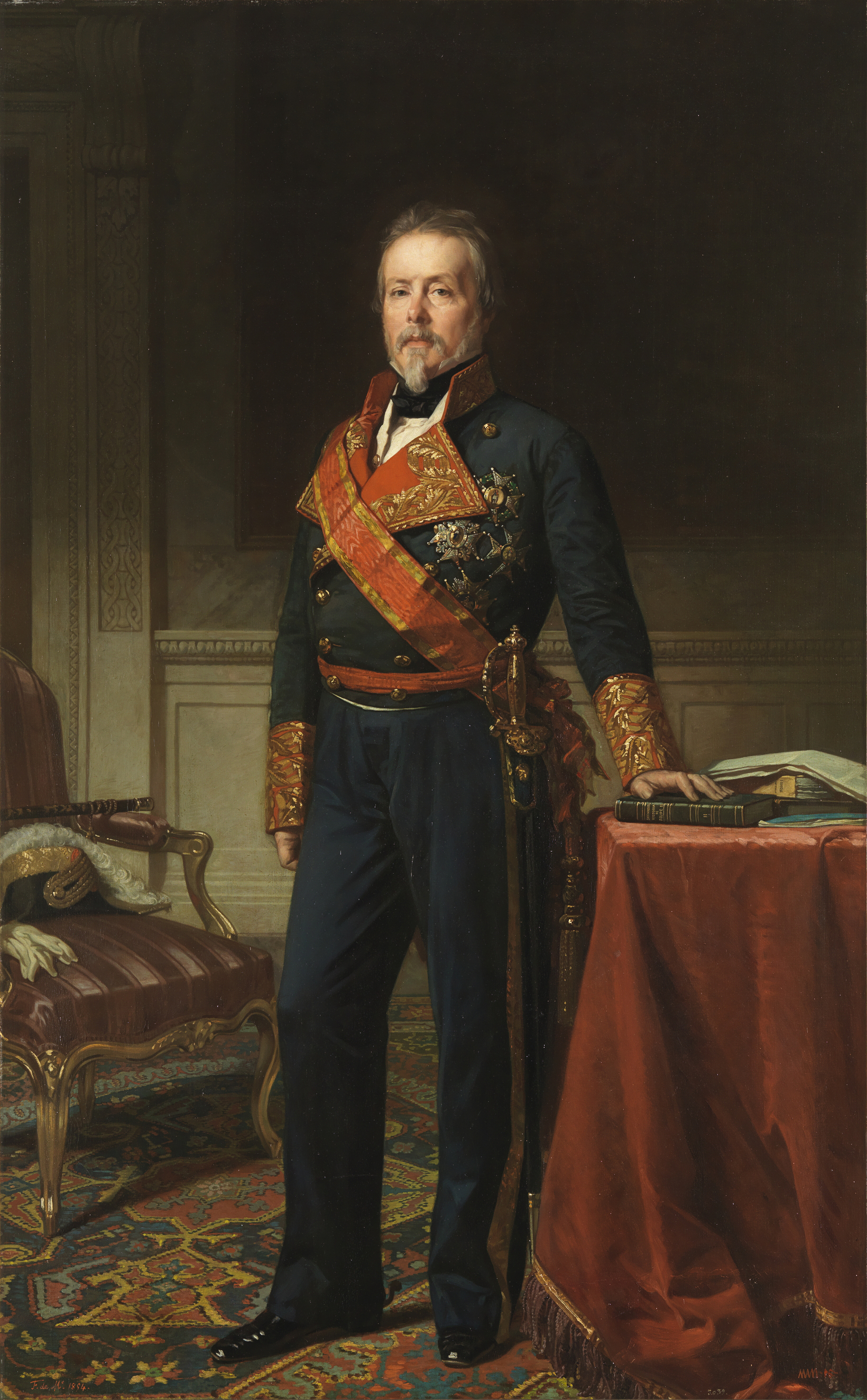
El liberal exaltado Evaristo San Miguel, Secretario del Despacho de Estado y líder del cuarto Gobierno del Trienio.

Como los liberales "moderados" quedaron completamente desprestigiados por la actitud ambigua que, al menos los «anilleros», mantuvieron durante el golpe de Estado absolutista el rey se vio obligado a nombrar el 5 de agosto un gabinete integrado por liberales "exaltados" cuyo hombre fuerte era el general Evaristo San Miguel, uno de los héroes del 7 de julio, que ocupaba la Secretaría del Despacho de Estado. Uno de sus integrantes era el general Miguel López de Baños, que como San Miguel, había participado en el pronunciamiento de Riego. Los otros cinco secretarios del Despacho eran: Francisco Fernández Gaseo, Gobernación de la Península e islas adyacentes; Mariano Egea, Hacienda; Felipe Benicio Navarro, Gracia y Justicia; Dionisio Capaz, Marina; y José Manuel Vadillo, Gobernación de Ultramar. «Si la relación del rey con los moderados había sido difícil, la convivencia que ahora se abría con el liberalismo avanzado, todavía iba a ser más complicada».
Según Josep Fontana, era un «equipo ministerial de apariencia radical». En la misma línea Alberto Gil Novales advierte: «Muchos autores han hablado del radicalismo de este Gobierno, no dándose cuenta de que San Miguel, aunque aparenta liberalismo, era ya entonces anillero; de que López Baños, otro hombre de 1820, se había pasado al moderantismo... Fernández Gaseo en el importantísimo puesto que le correspondió fue por lo menos incompetente: llenó las provincias de jefes políticos inadecuados... Solo una política sinceramente revolucionaria habría salvado al país».
Por su parte el rey, tras el fracaso del golpe de julio, apostó ya de forma decidida por la intervención exterior para acabar con el régimen constitucional mostrándose dispuesto incluso, tal como le pedían las cancillerías europeas, especialmente Francia, a no restablecer el absolutismo. En una carta enviada al embajador francés, conde de Lagarde, le aseguró que «jamás ha sido mi intención que las cosas vuelvan al régimen que con equivocación llaman absoluto, sin embargo de que estoy seguro de no haber abusado de él; pero para borrar esa idea, que han difundido los que tienen sus miras particulares, repito que estoy pronto y decidido a no volver a él», y a continuación le pidió la intervención: «Sentada la base de mi conformidad a no volver al régimen absoluto, parece que no podía haber reparo en la entrada de las tropas, y mucho más se debe acelerar en las circunstancias actuales, pero eso necesito yo saberlo con anticipación y con mucha reserva para tomar las medidas convenientes, no solo para salvar del mejor modo mi Persona y Real Familia, sino para acordar el modo y forma de la entrada de las tropas».

### La guerra civil de 1822-1823: la «Regencia de Urgel»
A partir de la primavera de 1822 el levantamiento realista organizado desde el exilio, y que contó con una tupida red contrarrevolucionaria en el interior (en cuya cúspide se situaría el rey), se extendió de tal manera que «durante el verano y el otoño en Cataluña, País Vasco y Navarra se vivió una verdadera guerra civil en la que era imposible quedar al margen, y de la que salió muy mal parada la población civil de uno y otro bando: represalias, requisas, contribuciones de guerra, saqueos, etc.». Los realistas llegaron a formar un ejército que contó entre 25 000 y 30 000 hombres.
Entre los factores que explicarían el éxito de los levantamientos de los realistas a partir de la primavera de 1822 los historiadores han destacado que los contrarrevolucionarios supieron aprovechar el descontento del campesinado con la política económica y fiscal de los liberales. «El campesinado tendía a identificar el liberalismo con una fiscalidad muy agresiva y con un régimen económico lesivo para sus intereses, porque sustituía el pago en especies de impuestos y derechos señoriales por su pago en metálico, siempre más gravoso en economías escasamente integradas en el mercado y poco monetarizadas», a lo que «se añade la crisis que vivía la agricultura española —y europea— por la caída general de los precios —un descenso de un 50 por ciento en apenas diez años—». «Es decir, un complejo mundo social que nutre la resistencia al cambio», que incluye «por arriba las elites del mundo estamental». «Para todos el liberalismo era la alteración, en unos casos más tangible para sus economías o sus privilegios y en general para su mundo mental y pautas seculares de vida».

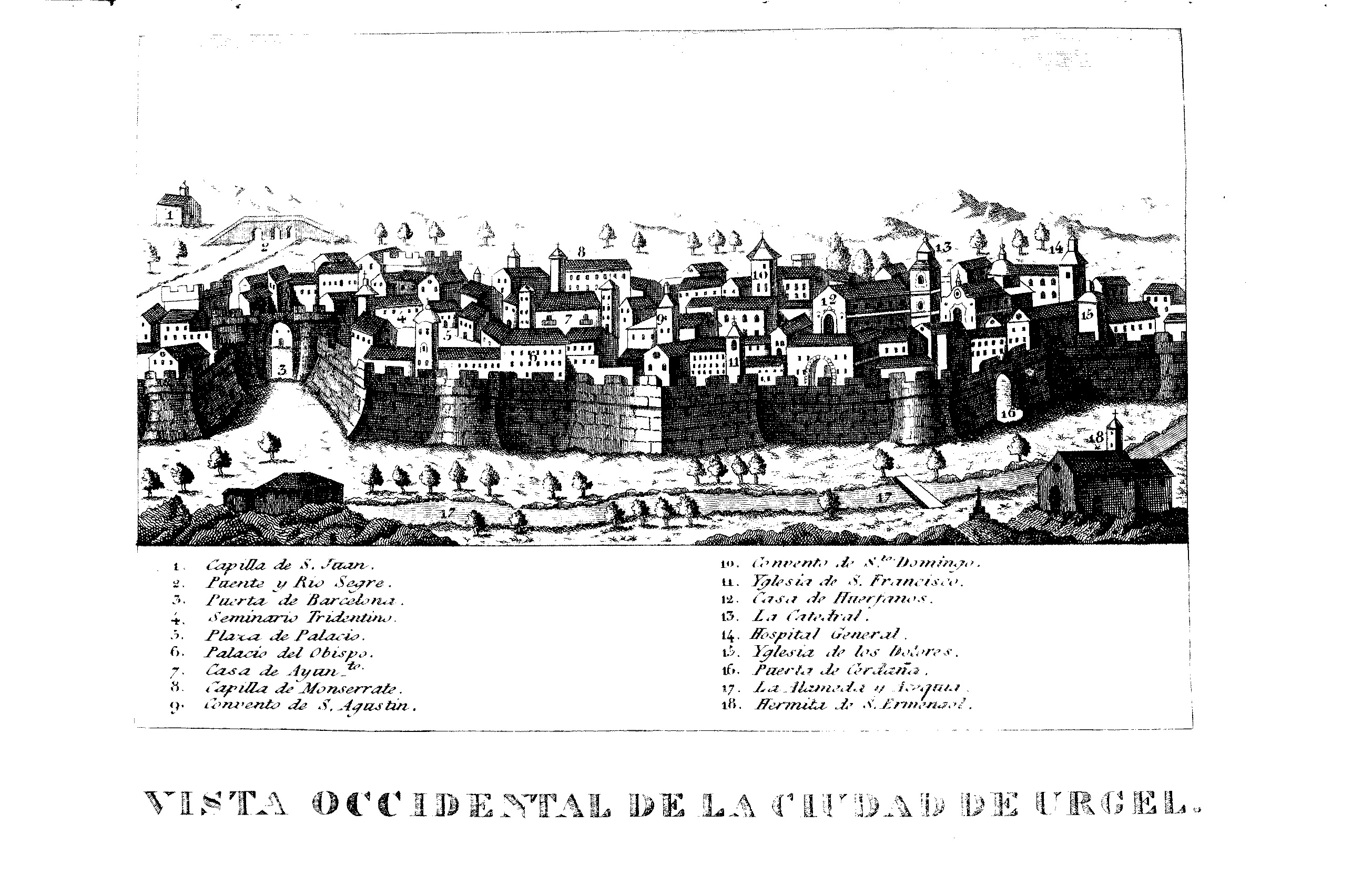
Grabado de la Seo de Urgel amurallada de 1847. La toma de la Seo de Urgel el 21 de junio de 1822 por los realistas y la instalación allí de la Regencia absolutista dos meses después fueron hechos decisivos en la guerra civil de 1822-1823.

El hecho decisivo que inició la guerra civil (o le dio el impulso definitivo) fue la toma por los jefes de las partidas realistas Romagosa y El Trapense, al mando de una tropa de dos mil hombres, de la fortaleza de la Seo de Urgel el 21 de junio. Al día siguiente se estableció allí la Junta Superior Provisional de Cataluña, que se esforzó por crear un ejército regular y establecer una administración en las zonas del interior de Cataluña ocupadas por los realistas. Mes y medio después, el 15 de agosto, se instaló también allí la que sería conocida como la Regencia de Urgel, «establecida a solicitud de los pueblos» y «deseosa de libertar a la Nación y a su Rey del cruel estado en que se encuentran». La idea de establecer una Regencia había sido defendida por el marqués de Mataflorida —de hecho en junio había recibido poderes del rey para establecerla— y además era una de las exigencias del gobierno francés para prestar apoyo a los realistas. La Regencia quedó formada por el propio Mataflorida, el barón de Eroles, y Jaime Creus, arzobispo de Tarragona, asesorados por un pequeño gobierno formado por Antonio Gispert responsable de Estado, Fernando de Ortafà en Guerra y Domingo María Barrafón, responsable del resto de secretarías del Despacho. La Regencia comenzó a editar el periódico Diario de Urgel.
La creación de la Regencia se «justificaba» por la idea defendida por los realistas de que el rey estaba «cautivo», «secuestrado» por los liberales, de la misma forma que lo había estado por Napoleón durante la guerra de la Independencia. De hecho la primera proclama de la Regencia comenzaba diciendo que se había constituido «para gobernar [a España] durante el cautiverio de S.M.C. el señor don Fernando VII». Otro de los argumentos utilizados era el supuesto escaso apoyo popular que tenía el régimen constitucional. Así aparecía en el Manifiesto que los amantes de la Monarquía hacen a la Nación Española, a las demás potencias y a los Soberanos del marqués de Mataflorida que circuló por toda Europa: «El pueblo inmóvil y espantado no tomó parte en tal traición [la revolución] que siempre reprobó con indignación silenciosa comprimida por la fuerza». El Manifiesto acababa haciendo un llamamiento a las potencias europeas para que intervinieran en España y restauraran el absolutismo.
A partir de la constitución de la Regencia de Urgel, que «dotó a la contrarrevolución de una dirección centralizada y de una cierta coherencia ideológica», los realistas consolidaron su dominio sobre amplias zonas del nordeste y del norte de España estableciendo sus propias instituciones para administrar el territorio que controlaban: Juntas de Cataluña, Navarra, Aragón, Sigüenza y del País Vasco, esta última presidida por el general Vicente Quesada y que contaba con un vocal por cada una de las tres provincias. Por otro lado, la formación de la Regencia fue recibida con entusiasmo por las cortes europeas, aunque no tanto por la francesa porque la Regencia había proclamado como objetivo la restauración del absolutismo, mientras que Francia seguía apostando por el establecimiento en España de un régimen de Carta Otorgada, como el suyo. Un representante de la Regencia, el conde de España, acudió al Congreso de Verona, mientras que el Gobierno español no fue invitado. Por su parte el rey Fernando VII seguía carteándose en secreto con las cortes europeas para pedirles que vinieran a «rescatarlo». En una carta enviada al zar de Rusia en agosto de 1822, el mismo mes en que se constituyó la Regencia de Urgel, le decía: «Coteje la penetración de V.M.Y. los resultados perniciosos que en dos años ha producido el sistema constitucional, con los muy ventajosos que produxeron los seis años del régimen que llaman absoluto».

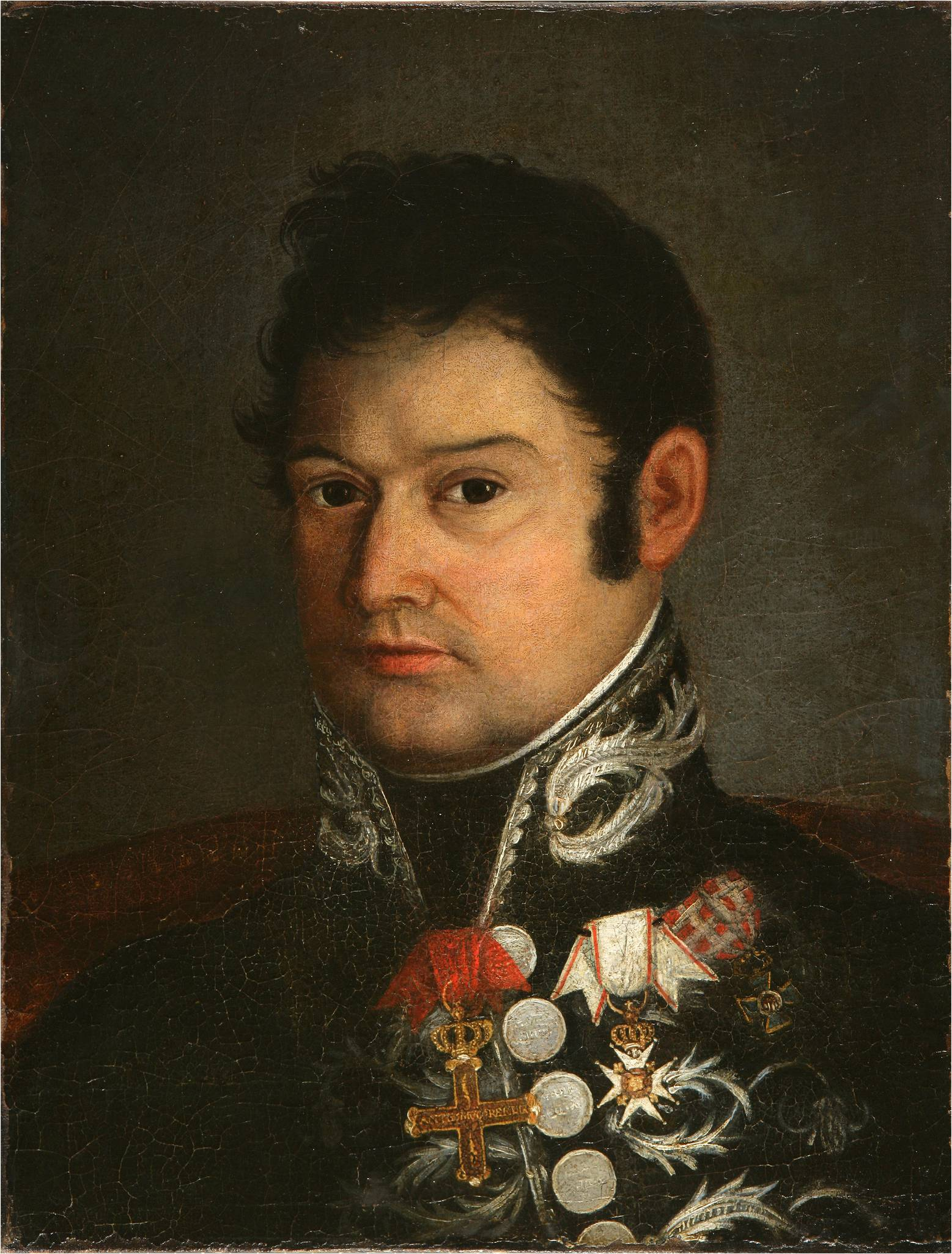
Retrato de Francisco Espoz y Mina, que comandó el ejército constitucional que derrotó a los realistas obligándoles a cruzar la frontera francesa (y con ellos también huyó la Regencia de Urgel).

Para hacer frente a la crítica situación que se estaba viviendo en la mitad norte de España se convocaron Cortes extraordinarias que se inauguraron el 7 de octubre. Allí se adoptaron una serie de medidas para frenar la ofensiva realista. Por su parte del gobierno liderado por Evaristo San Miguel decretó en octubre de 1822 una quinta general extraordinaria destinada a reclutar 30 000 soldados y consiguió que las Cortes le autorizaran para reemplazar discrecionalmente a los jefes militares que considerara desafectos a la causa constitucional. También acordó el envío de tropas de refuerzo a Cataluña, Navarra y el País Vasco.
Las medidas militares adoptadas por las Cortes y por el Gobierno —que se sumaban a la declaración del estado de guerra en Cataluña el 23 de julio— dieron sus frutos y durante el otoño y el invierno de 1822-1823, tras una dura campaña que duró seis meses, los ejércitos constitucionales, uno cuyos generales era el antiguo guerrillero Espoz y Mina, le dieron la vuelta a la situación y obligaron a los realistas de Cataluña, Navarra y País Vasco a huir a Francia (unos 12 000 hombres) y a los de Galicia, Castilla la Vieja, León y Extremadura a huir a Portugal (unos 2000 hombres). La propia Regencia tuvo que abandonar Urgel, cuyo sitio por el ejército de Espoz y Mina había empezado en octubre tras tomar Cervera el mes anterior—, y cruzar la frontera.
Tras la derrota quedó claro que la única opción que quedaba era la intervención extranjera. El conde de Villèle, jefe del gobierno francés que había prestado un considerable apoyo a las partidas realistas, dirá: «los realistas españoles, ni que les ayuden otros gobiernos, no podrán hacer jamás la contrarrevolución en España sin el socorro de un ejército extranjero». Con esta declaración se daba el primer paso para la aprobación de la invasión de España por los Cien Mil Hijos de San Luis.

### La crisis de febrero de 1823
Al mismo tiempo que tenía lugar la exitosa campaña de Espoz y Mina en Cataluña y que Evaristo San Miguel rechazaba «con dignidad y altanería» las notas amenazantes enviadas por Francia y por las tres potencias absolutistas de la Santa Alianza (lo que le dio popularidad) y se hacían llamamientos patrióticos a la resistencia como en 1808, el gobierno adoptaba unas medidas un tanto desconcertantes. En enero disolvía el Batallón Sagrado, que había tenido un papel destacado en la Jornada del Siete de Julio, con el pretexto de que ya no era necesario, y al mes siguiente comenzaba a hacer lo mismo con la Milicia Nacional, alegando la misma razón. Además el 4 de febrero el jefe político superior de Madrid, Juan Paralea, cerraba la Sociedad Landaburiana, con el pretexto de que el edificio que la albergaba amenazaba ruina, e impulsaba la unión de un sector de los comuneros con los masones, lo que iba a provocar la división de La Comunería en dos mitades irreconciliables, una más moderada y otra más radical, con conexiones esta última con la Carbonería italiana. Según Alberto Gil Novales, «la escisión en las filas de la Comunería... contribuyó a dejar al país indefenso ante las tropas francesas».
Este fue el contexto en que se produjo la intervención de Fernando VII que dejó al país sumido en una grave crisis institucional. El 15 de febrero las Cortes, tras un duro debate, habían acordado el traslado de las instituciones y de la corte a un punto más protegido —Madrid era «pueblo abierto, no susceptible de defensa», recordó un líder liberal— frente a la amenaza de invasión que solo dos semanas antes había lanzado el monarca francés Luis XVIII. Tres días después, 18 de febrero, el Gobierno presentaba el acuerdo al rey. La respuesta de Fernando VII fue destituir al gobierno al día siguiente, 19 de febrero, pero un motín que estalló ese mismo día en Madrid —se profirieron gritos de «¡Muera el rey! ¡Muera el tirano!» y un grupo de amotinados llegó a entrar en el Palacio Real— le obligó a reponer a los secretarios del Despacho depuestos. Un día después, 20 de febrero, eran los exaltados «comuneros», contrarios al Gobierno repuesto, los que se manifestaban en Madrid pidiendo la formación de una Regencia. Esta última presión surtió efecto y el 28 de febrero, la víspera de la apertura de las Cortes —las Cortes extraordinarias habían cerrado sus sesiones nueve días antes—, Fernando VII nombró un nuevo gobierno que estaba formado por «comuneros» en su mayoría (Álvaro Flórez Estrada, Antonio Díaz del Moral, Ramón Romay, José María Torrijos, Joaquín Zorraquín, Lorenzo Calvo de Rozas), que estaban dispuestos a negociar con los franceses para evitar la invasión, incorporando también una Segunda Cámara. La respuesta de los miembros del anterior gobierno, a pesar de que habían presentado la dimisión al rey a cambio de que éste aceptara trasladarse a Sevilla, fue recurrir a un formalismo para evitar que los nuevos secretarios del Despacho tomaran posesión: negarse a leer las preceptivas memorias de gestión ante las Cortes.
Según Alberto Gil Novales, exaltados «comuneros» y «masones» habían acordado el relevo en el gobierno pero estos últimos habían incumplido el pacto. Según Gil Novales el motín del 19 de febrero había sido orquestado en secreto por Antonio Alcalá Galiano y por el director de Correos, Manuel González Campos y «tenía por finalidad derrotar totalmente a los comuneros y obligar al Rey al proyectado viaje a Sevilla». Josep Fontana propone una explicación en gran medida diferente: la crisis fue el resultado del fallido intento de destituir al gobierno exaltado «masón» de San Miguel, opuesto a cualquier tipo de negociación con los franceses, y de nombrar en su lugar un gobierno «comunero» encabezado por Álvaro Flórez Estrada y Lorenzo Calvo de Rozas que sí estaban dispuestos a introducir los cambios políticos que exigía el gobierno francés e impedir así la invasión (un plan que contaba con la complicidad del rey). Las gestiones ante el conde de Villèle las había realizado la Casa Rothschild de París, que el 2 de marzo le comunicaba al comerciante y banquero valenciano Vicente Bertran de Lis, que era quien les había pedido a los Rothschild su intermediación, lo siguiente en nombre de Villèle: «Si se hacen modificaciones satisfactorias en las personas y en la forma del gobierno español, como consecuencia de la crisis en que se encuentra, el ejército francés esperará los resultados hasta el primero de abril, y se puede proceder con la seguridad que en este caso no atravesará la frontera antes de esta fecha». El día 20 de marzo Bertran de Lis les contestaba que el plan continuaba porque «los ministros que tienen que reemplazar al ministerio actual marchan también a Sevilla», aunque ya era demasiado tarde. Según Fontana, los «masones» habían conseguido desbaratarlo al conseguir que las Cortes aprobaran el traslado a Sevilla e impedir así que los secretarios del Despacho salientes tuvieran oportunidad de leer sus memorias de gestión. «Eso significaba que, mientras durase el viaje, el viejo gobierno seguiría en funciones y, como la apertura de las sesiones se había fijado para fines de abril, la maniobra implicaba que el nuevo gobierno no se instalaría antes de esta fecha y no podría negociar a tiempo de evitar la invasión». Emilio La Parra López coincide en lo esencial con la explicación de Fontana.
Cuando el 23 de abril de 1823 las Cortes reanudaron sus sesiones en Sevilla —ya hacía dos semanas que había comenzado la invasión francesa de los Cien Mil Hijos de San Luis— los miembros del gobierno de San Miguel entregaron por fin sus cargos (leyendo sus memorias), por lo que ya podía tomar posesión el Gobierno del 28 de febrero cuya figura principal era Álvaro Flórez Estrada. Pero cuarenta diputados "moderados" se opusieron, lo que abrió una nueva crisis política que solo se resolvió en mayo con el nombramiento impuesto al rey de un nuevo gobierno (el tercero) cuyo hombre fuerte era José María Calatrava. Bajo este gobierno se haría a mediados de junio el traslado definitivo de las Cortes y de la familia real a Cádiz.

## El final de la revolución (abril-octubre de 1823): la invasión de los "Cien Mil Hijos de San Luis"

### La decisión de invadir: el falso «Tratado secreto de Verona»

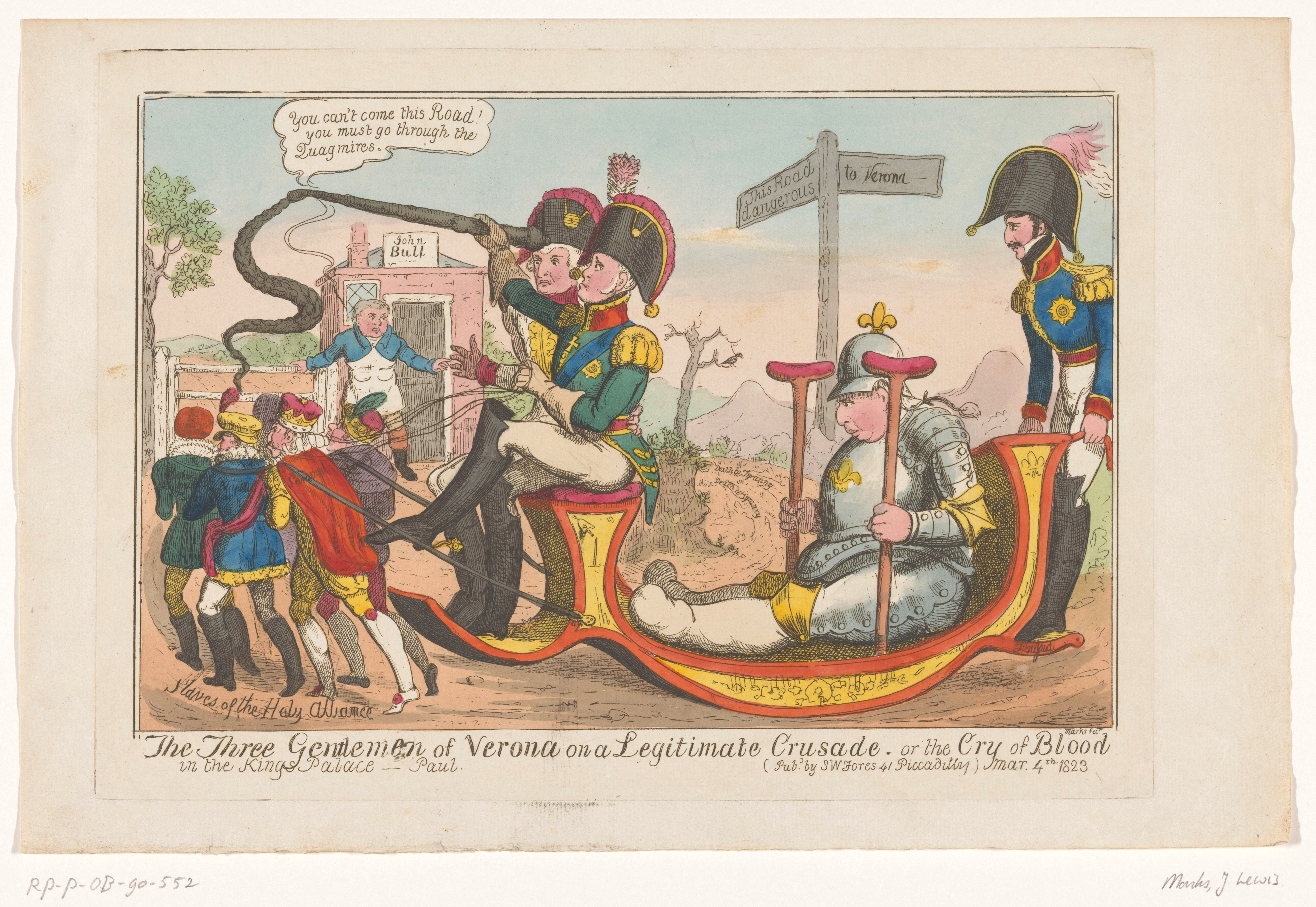
Caricatura británica titulada Los tres caballeros de Verona en una legítima cruzada o la llamada de la sangre en el palacio del rey. Muestra al rey de Francia Luis XVIII sentado en un trineo con armadura y muletas, con el zar Alejandro I y el emperador de Austria Francisco II en el caballete y con el rey de Prusia Federico Guillermo III en la plataforma de atrás. Todos ellos se dirigen a Verona mientras John Bull, que representa al pueblo británico, les dice que por allí no es el camino. Tiran del trineo los "Esclavos de la Santa Alianza".

En el origen de la invasión francesa de 1823 estuvo el propio rey Fernando VII que desde el primer momento había mantenido una correspondencia secreta con los monarcas europeos. En junio de 1821 le insistió al zar Alejandro I que la única forma de salvar su persona y la monarquía española consistía en recibir «el poderoso auxilio de fuerza armada extranjera». Con fecha de 10 de agosto de 1822 Fernando VII le volvió a escribir una carta en la que le pedía su total apoyo a la intervención en España —de un ejército extranjero, no «en concepto de conquistador, sino de auxiliador»—, un asunto que se iba a tratar en el próximo Congreso de Verona que reuniría a las monarquías de la Cuádruple Alianza (Imperio de Austria, Imperio Ruso y Reino de Prusia, que conformaban la Santa Alianza; y el Reino Unido de Gran Bretaña e Irlanda), más el Reino de Francia.
Aunque el tema principal debía haber sido la «cuestión de Oriente» (el levantamiento griego contra el dominio del Imperio Otomano), el Congreso de Verona celebrado entre el 20 de octubre y el 14 de diciembre de 1822 se ocupó especialmente de «los peligros de la revolución de España con relación a Europa». Los que se mostraron como los más firmes partidarios de la intervención fueron el zar de Rusia Alejandro I y el rey francés Luis XVIII, este último muy interesado en rehacer el prestigio internacional de la Francia borbónica. Por su parte el canciller austríaco Metternich propuso que se enviaran «Notas formales» al Gobierno de Madrid para que este moderara sus posiciones y en caso de no obtener una respuesta satisfactoria romper las relaciones diplomáticas con el régimen español.
Las notas diplomáticas fueron entregadas en Madrid a finales de 1821 o a principios de 1822 —la nota francesa concluía con la amenaza de la invasión en caso de que «la noble nación española no encuentre por sí misma remedio de sus males, males cuya naturaleza inquieta tanto a los Gobiernos de Europa que les fuerza a tomar precauciones siempre dolorosas»— y fueron rechazadas de forma contundente por el hombre fuerte del gobierno español, Evaristo San Miguel, Secretario del Despacho de Estado, que recibió el completo apoyo de las Cortes y de la opinión pública (y también del rey). «La nación española no reconocerá jamás en ninguna potencia el derecho de intervenir ni de mezclarse en sus negocios», respondió San Miguel. La consecuencia fue que los embajadores de las «potencias del norte» (Austria, Prusia y Rusia) abandonaron Madrid y un poco más tarde, el 26 de enero, lo hacía el embajador francés. Sólo permaneció en Madrid el embajador británico, cuyo gobierno no había enviado ninguna nota y se había retirado del Congreso de Verona. «España quedaba aislada en el contexto internacional, pendiente únicamente de saber cómo habría de materializarse la amenaza y cuál sería la postura de Inglaterra», ha señalado Emilio La Parra López.

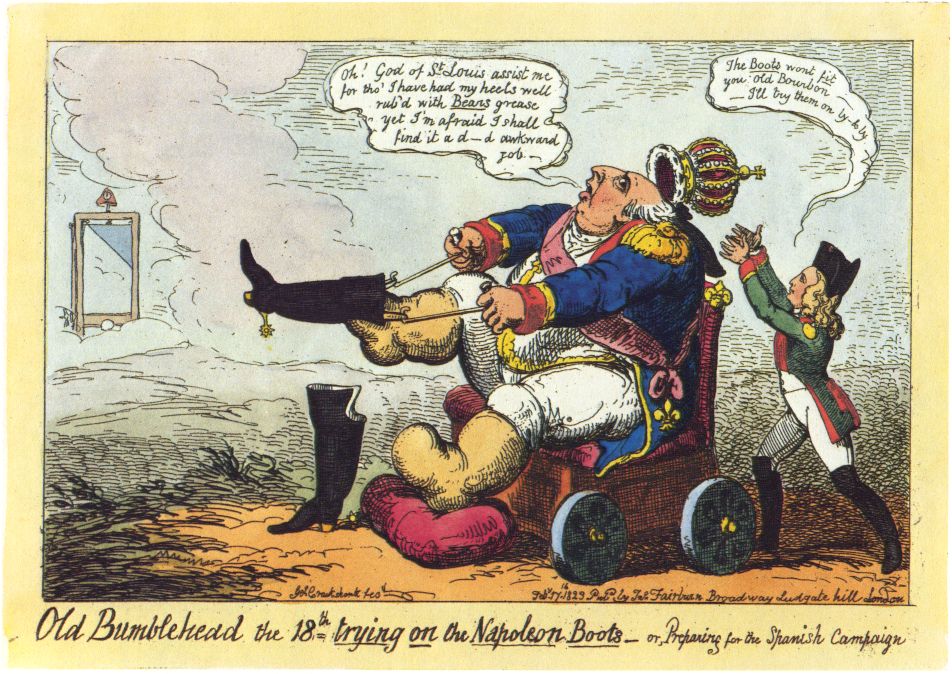
Caricatura inglesa del rey Luis XVIII con el título El viejo Bumblehead ['cabeza de chorlito'], el 18, probándose las botas de Napoleón o, preparándose para la Campaña Española (17 de febrero de 1823). Luis XVIII dice: "¡Vaya! Dios de San Luis, ayúdame porque, aunque me han frotado bien los talones con grasa Bears [en referencia al apoyo ruso], me temo que me parecerá un trabajo muy incómodo". El hijo de Napoleón, con las brazos levantados para coger la Corona en cuanto esta caiga, dice: "Las botas no te quedarán bien, viejo Borbón. Me las probaré poco a poco". Al fondo, una guillotina rematada con un gorro frigio aparece de entre la niebla.

En el Congreso de Verona, finalmente, Austria, Prusia y Rusia (Gran Bretaña se negó a adherirse) se comprometieron el 19 de noviembre a apoyar Francia si esta decidía atacar a España pero «exclusivamente en tres situaciones concretas: 1) si España atacaba directamente a Francia, o lo intentaba con propaganda revolucionaria; 2) si el rey de España fuera desposeído del trono, o si corriera peligro su vida o la de los otros miembros de su familia; y 3) si se produjera cualquier cambio que pudiera afectar al derecho de sucesión en la familia real española». A pesar de que ninguna de estas tres situaciones se materializó, Francia invadió España en abril de 1823 con los Cien Mil Hijos de San Luis.
En junio de 1823, dos meses después de iniciada la invasión francesa, el periódico londinense Morning Chronicle publicó un supuesto «tratado secreto de Verona» firmado el 22 de noviembre por los representantes de Austria, Prusia, Rusia y Francia en el que se encomendaba a esta última invadir España. La historiografía española dio por bueno el tratado secreto, incluso después de que el archivista estadounidense T. R. Schellenberg demostrara en 1935 que se trataba de una falsificación periodística británica para vincular la «expedición» francesa con la Santa Alianza. La certeza de que el «Tratado secreto de Verona» nunca existió puso en evidencia que «ningún compromiso de ayuda ligaba, por lo tanto, a la Santa Alianza con la intervención francesa en España». Quedaba de esta forma desmontado el mito de que la invasión de los Cien Mil Hijos de San Luis se había decidido en el Congreso de Verona y de que se hacía en nombre de la Santa Alianza. Como ha señalado la historiadora española Rosario de la Torre, que en 2011 volvió a insistir en la falsedad del «Tratado Secreto de Verona», la invasión de España fue decidida por el rey francés Luis XVIII y por su gobierno (sobre todo después de que el 28 de diciembre de 1822 François-René de Chateaubriand pasara a dirigir la política exterior con el objetivo de «volver a colocar a Francia en la categoría de las potencias militares»), contando eso sí con la aprobación más o menos explícita o la neutralidad de las otras cuatro potencias de la Quíntuple Alianza (la Cuádruple Alianza más Francia). Así lo explicó el propio Chateaubriand: «figúrese a nuestro gabinete volviendo a ser poderoso, hasta el punto de exigir una modificación de los tratados de Viena, nuestra antigua frontera recobrada, ampliada hasta los Países Bajos con nuestros antiguos departamentos germánicos, y dígase si la guerra de España no merecía ser emprendida en pro de semejantes resultados».

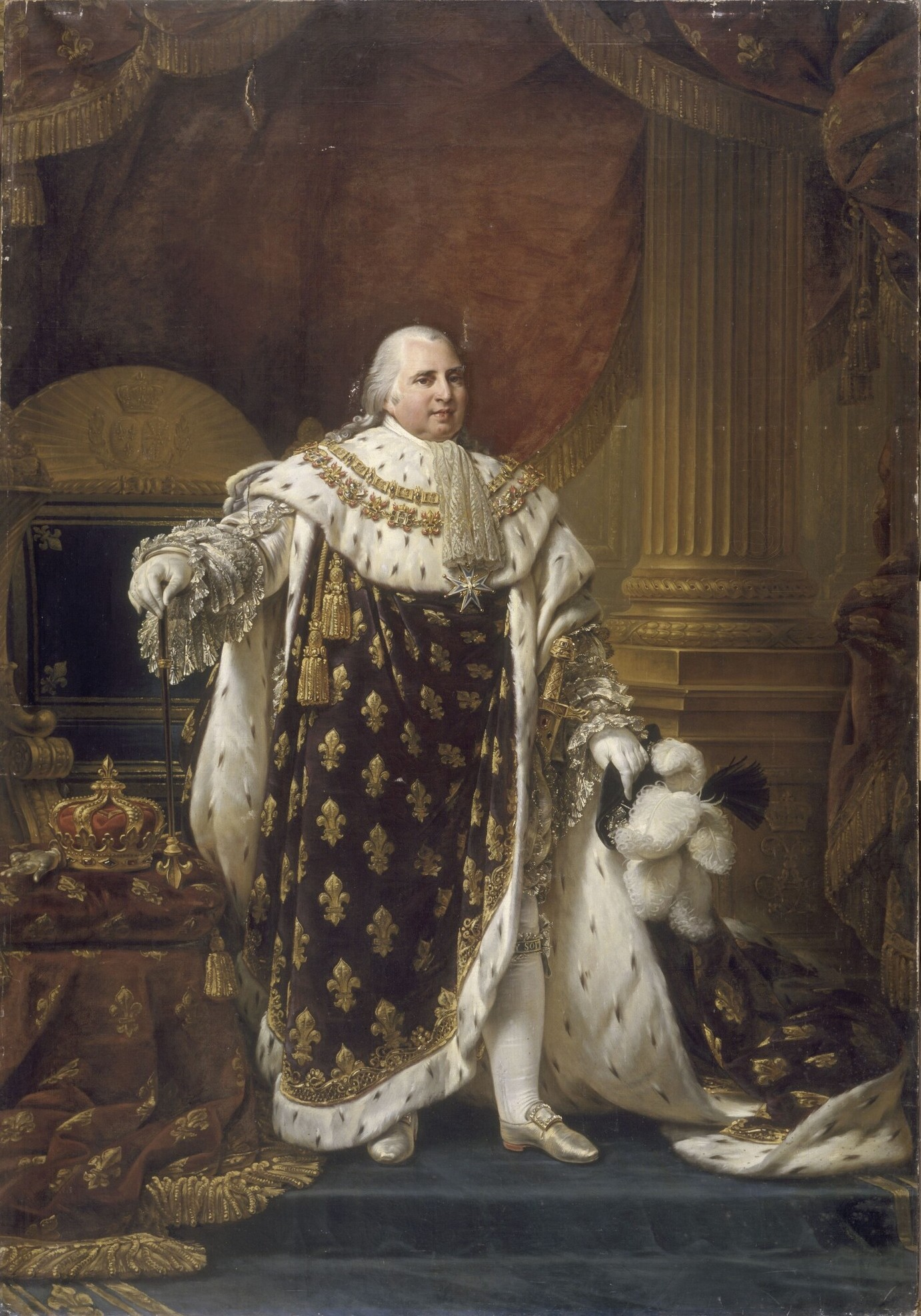
El rey de Francia Luis XVIII, que fue quien decidió, junto con su gobierno, invadir España para acabar con el régimen constitucional. Desde que en 1935 se descubrió que el "tratado secreto de Verona" era una falsificación, quedó demostrado que la intervención en España ni se decidió en el Congreso de Verona ni se hizo en nombre de la Santa Alianza.

Lo que también decidió a la Monarquía de Luis XVIII a intervenir en España fue el temor a un contagio revolucionario en su propio territorio sobre todo después de que las partidas realistas españolas hubieran sido derrotadas. «En último término, Francia y el resto de los aliados habían comprendido que no era posible el triunfo de la contrarrevolución desde dentro, ni a través de un golpe político y militar en la Corte, ni a través de la sublevación armada y su cobertura política fracasada en Urgel».
En su discurso de apertura ante las Cámaras el 28 de enero de 1823 Luis XVIII informó del fracaso de las gestiones diplomáticas con España, que daba por concluidas —dos días antes el embajador francés había abandonado Madrid; el embajador español en París hará lo mismo tras conocer el contenido del discurso— y a continuación anunció solemnemente su decisión de invadirla —esta declaración dio origen al nombre con que fue conocido el cuerpo expedicionario francés enviado a España a las órdenes del duque de Angulema: los Cien Mil Hijos de San Luis—:

La justicia divina permite que, después de haber hecho experimentar nosotros, por largo tiempo, a las otras naciones los terribles efectos de nuestras discordias, nos veamos expuestos a los peligros producidos por calamidades semejantes que experimenta un pueblo vecino.
He empleado todos los medios para afianzar la seguridad de mis pueblos y para preservar a la España de la última desgracia, pero las representaciones que he dirigido a Madrid han sido rechazadas con tal ceguera que quedan pocas esperanzas de paz.
He dado orden para que se retire mi ministro en aquella corte y cien mil franceses, mandados por aquel príncipe de mi familia a quien mi corazón se complace en dar el nombre de hijo mío, están prontos a marchar, invocando al Dios de San Luis, para conservar el trono de España a un nieto de Enrique IV [el fundador de la dinastía Borbón], y para preservar a aquel hermoso reino de su ruina y reconciliarle con la Europa.

Tras fracasar sus intentos de mediación, el secretario del Foreign Office George Canning comunicó el 21 de marzo al Gobierno de París que el Reino Unido no se opondría a la invasión con tres condiciones, que le hizo llegar el 31: que el ejército francés abandonara España en cuanto hubiera completado su misión; que no intervendría en Portugal y que no ayudaría a España a recuperar sus colonias americanas. Una semana después Francia invadía España. «A la hora de justificar su intervención, ni el rey Luis XVIII de Francia ni su Gobierno invocaron el peligro de la revolución española o el derecho de intervención establecido por la Santa Alianza y precisado en el Congreso de Troppau; los franceses ni siquiera invocaron el interés nacional de Francia; se limitaron a proclamar la solidaridad de la casa de Borbón». Se trataba de «establecer un Borbón en el trono por las armas de un Borbón», escribió Chateaubriand en sus Memorias de ultratumba.

### La invasión y la débil resistencia española

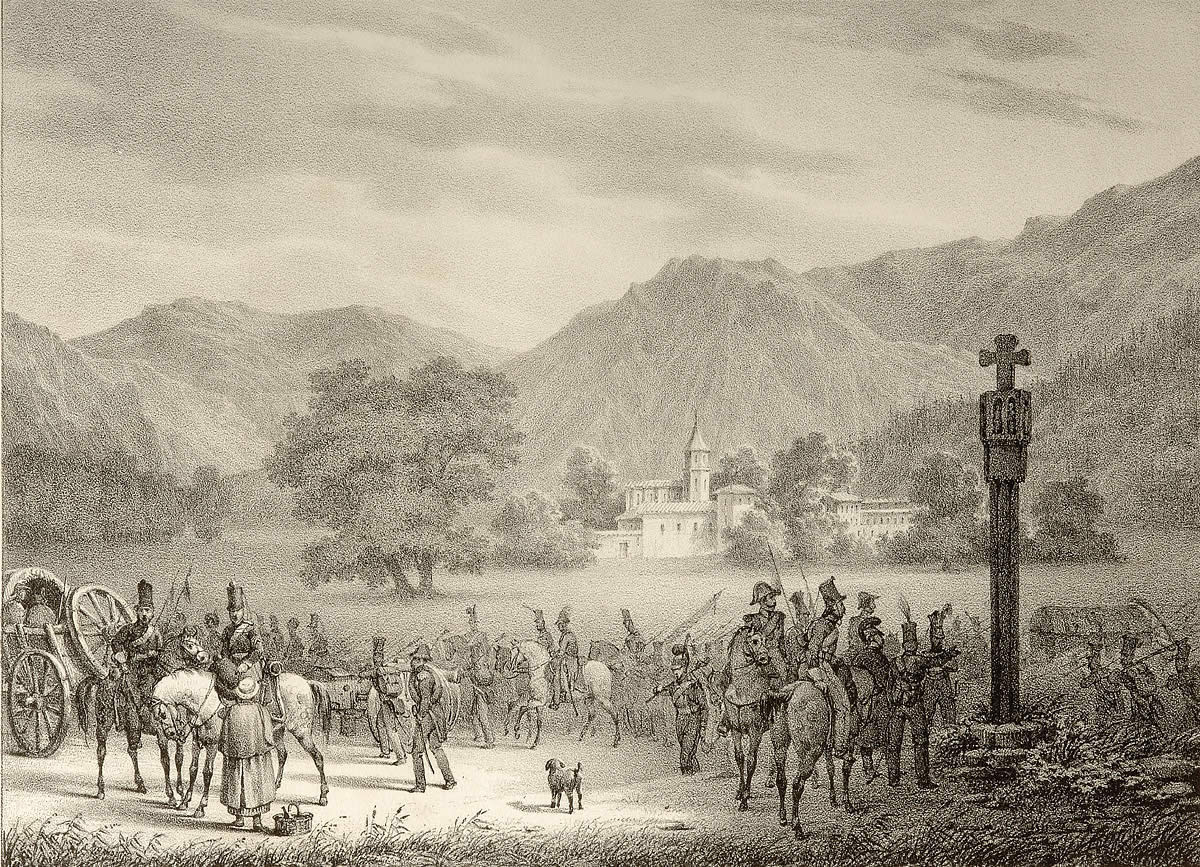
"Planicie de Roncesvalles, 1823". Ilustración que muestra el paso de los Cien Mil Hijos de San Luis por Roncesvalles.

El 7 de abril de 1823 empezaron a atravesar la frontera española los «Cien Mil Hijos de San Luis» —la Armée d'Espagne fue su nombre oficial—, sin haber declarado previamente la guerra. Eran entre 80 000 y 90 000 hombres, que al final de la campaña sumarían 120 000, parte de los cuales ya habían participado en la anterior invasión francesa de 1808, con Napoleón. Contaron con el apoyo de tropas realistas españolas que se habían organizado en Francia antes de la invasión —entre 12 500 y 35 000 hombres, según las diversas fuentes— formando el autodenominado «Ejército de la Fe» que fue financiado con 23 millones de francos (casi un tercio de los fondos dedicados al propio ejército francés). A estas tropas realistas se les sumaron conforme fueron avanzando las partidas que habían sobrevivido a la ofensiva del ejército constitucional. Diversos historiadores, como Juan Francisco Fuentes, han destacado la paradoja de que muchos de los integrantes de las partidas y de las tropas realistas de apoyo habían luchado quince años antes contra los franceses en la Guerra de la Independencia.
Los invasores tuvieron mucho cuidado en no repetir los mismos errores que en la invasión napoleónica de 1808 —por ejemplo, no recurrieron a las requisas para abastecer a las tropas, sino que pagaron en efectivo los suministros sobre el terreno— y se presentaron como los salvadores que venían a restablecer la legitimidad y el orden, como lo demostraría que contaban con el apoyo de los realistas. En la proclama hecha a los españoles antes de iniciar la invasión se decía que su intención era acabar con esa «facción revolucionaria que ha destruido en vuestro país la autoridad real, que tiene cautivo a vuestro rey, que pide su deposición, que amenaza su vida y la de su familia, [y que] ha llevado al otro lado de vuestras fronteras sus culpables esfuerzos». Además, a los franceses les acompañaba una autodenominada Junta Provisional de Gobierno de España e Indias que se estableció en Oyarzun el 9 de abril y que estaba presidida por el general absolutista Francisco de Eguía, un hombre de confianza de Fernando VII. Su función era legitimar la actuación de los invasores que pretendían no ser vistos como opresores. Ese fue el propósito del conde Martignac —comisario civil que acompañaba al duque de Angulema— empeñado en presentar «como una guerra civil española lo que no era otra cosa que una invasión francesa», comenta Josep Fontana.

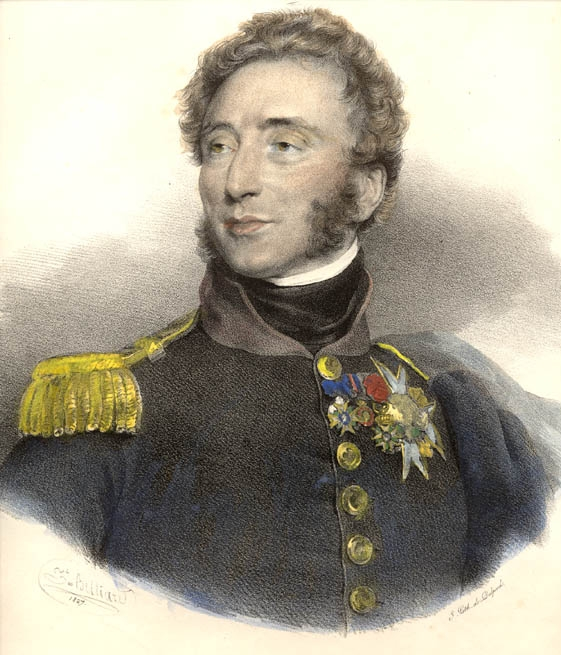
El duque de Angulema, comandante en jefe de los Cien Mil Hijos de San Luis.

Para hacer frente a los entre 90 000 y 110 000 invasores franceses apoyados por unos 35 000 realistas españoles, el ejército constitucional español solo contaba con unos 50 000 hombres, lo que lo situaba en una posición de manifiesta inferioridad. El gobierno liderado por Evaristo San Miguel organizó las fuerzas españolas en cuatro ejércitos de operaciones, aunque el único que realmente hizo frente a los invasores fue el segundo, el más numeroso (20 000 hombres) y el mejor preparado, comandado por el general Francisco Espoz y Mina, antiguo guerrillero de la Guerra de la Independencia, en actuó en Cataluña. En cambio, los otros tres generales no opusieron excesiva resistencia: ni el conde de la Bisbal, que estaba al mando del Ejército de Reserva de Castilla la Nueva, ni Pablo Morillo, al mando de las fuerzas de Galicia y de Asturias, ni Francisco Ballesteros, al mando de las tropas de Navarra, Aragón y el Mediterráneo. La consecuencia fue que el ejército francés avanzó hacia el sur con relativa facilidad —el 13 de mayo entraba en Madrid—, aunque la rapidez de la campaña puede resultar engañosa ya que los franceses habían dejado atrás la mayor parte de las plazas fuertes sin ocuparlas.
A excepción de varias ciudades, que demostraron gran capacidad de defensa (como La Coruña, que resistió hasta finales de agosto; Pamplona y San Sebastián, que no capitularon hasta septiembre, o como Barcelona, Tarragona, Cartagena y Alicante que siguieron luchando hasta noviembre, cuando el régimen constitucional hacía más de un mes que había sido derribado), no hubo una resistencia popular a la invasión, ni se formaron guerrillas antifrancesas como durante la Guerra de la Independencia (más bien ocurrió lo contrario: las partidas realistas se sumaron al ejército francés). La razón de la pasividad de una gran parte de la población ha sido explicada por la política agraria y fiscal del régimen liberal que no sólo no satisfizo las aspiraciones de los campesinos, que constituían la gran mayoría del país, sino que también les perjudicó, lo que fue aprovechado por la propaganda realista. También se ha señalado para explicarla la diferente situación que se vivía en España en 1808 y en 1823. «Dos de las ideas fuerza que sustentaron la resistencia de 1808 habían desaparecido en 1823, de modo que ni el rey estaba prisionero de los franceses —al contrario, muchos lo presentaban como rehén de los liberales—, ni la religión católica corría peligro, pues esta vez las tropas francesas aparecían alienadas junto a los defensores del trono y el altar».

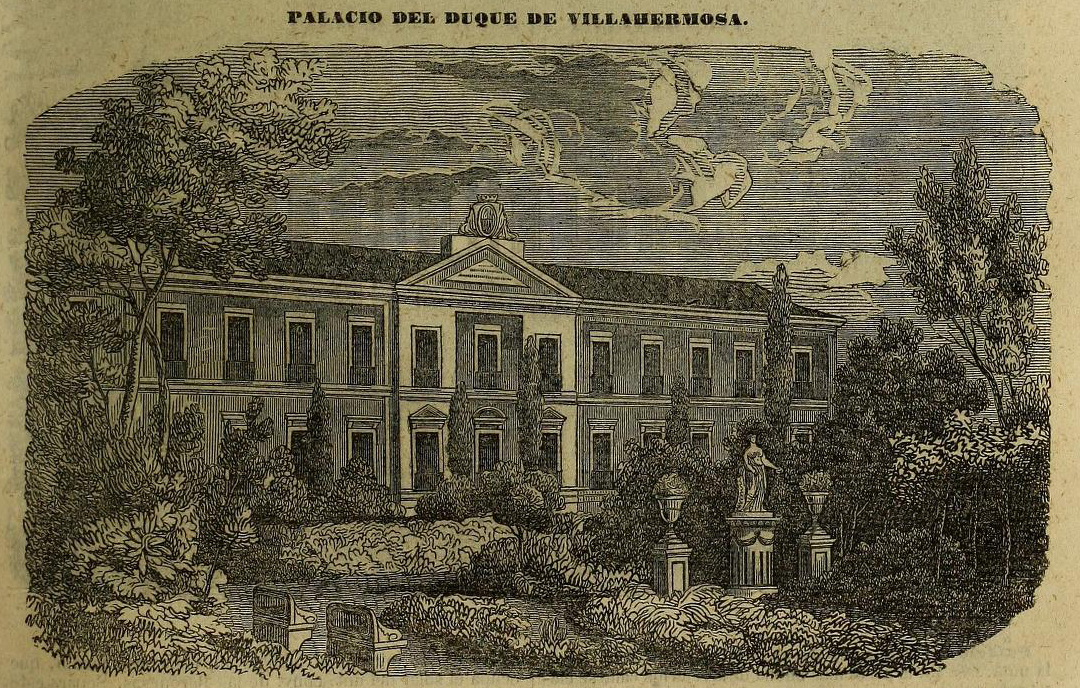
Vista del Palacio de Villahermosa en el tomo X del Diccionario geográfico-estadístico-histórico de España y sus posesiones de Ultramar de Pascual Madoz, publicado en 1850. En este palacio se alojó el duque de Angulema durante su breve estancia en Madrid.

Cuando el 23 de mayo el duque de Angulema entró en Madrid, entre repiques de campanas de todas las iglesias de la capital, nombró una Regencia presidida por el duque del Infantado. Angulema lo justificó en una proclama que decía: «Ha llegado el momento de establecer de un modo solemne y estable la regencia que debe encargarse de administrar el país, de organizar el ejército, y ponerse de acuerdo conmigo sobre los medios de llevar a cabo la grande obra de libertar a vuestro rey». La Regencia nombró a su vez un gobierno absolutista encabezado por el canónigo y antiguo confesor del rey, Víctor Damián Sáez, que estaría al frente la Secretaría del Despacho de Estado, y que estaba «integrado por algunos de los más señalados reaccionarios del momento». En su primera proclama el Gobierno llamó a «perseguir» a los enemigos. El 9 de junio las tropas francesas atravesaban Despeñaperros, derrotando a las fuerzas del general Plasencia que les hizo frente, quedando así expedito el camino hacia Sevilla, donde en ese momento se encontraban el Gobierno, las Cortes, el rey y la familia real.

#### La violencia antiliberal de los realistas: la Ordenanza de Andújar
Conforme iban avanzando hacia el sur las tropas francesas los realistas españoles desataron «una explosión general de violencia» que «cubrió el país de venganzas y atropellos, practicados sin sujetarse a ninguna autoridad ni seguir norma alguna» y cuyas víctimas fueron los liberales. El duque de Angulema se sintió en la obligación de intervenir y el 8 de agosto de 1823 promulgó la Ordenanza de Andújar que despojaba a las autoridades realistas de la facultad de llevar a cabo persecuciones y arrestos por motivos políticos, potestad que se reservaba a las autoridades militares francesas. El rechazo realista fue inmediato, desencadenándose «una insurrección de la España absolutista contra los franceses» que tuvo éxito ya que el 26 de agosto el duque de Angulema rectificó (oficialmente «aclaró» el decreto), presionado por el Gobierno francés preocupado por la crisis que se estaba viviendo y por la oposición de la Santa Alianza a la Ordenanza. El ámbito de aplicación de la misma quedó restringido a los oficiales y tropa comprendidos en las capitulaciones militares, con lo que aquella quedó derogada de facto. Una de las consecuencias de la campaña que se desató contra la Ordenanza de Andújar fue el reforzamiento del realismo extremista o ultra que llegó a formar sociedades secretas, entre las que destacó la «Junta Apostólica». Tras la marcha atrás en la Ordenanza, la «explosión múltiple y sangrienta de la violencia absolutista» continuó hasta el punto de que el historiador Josep Fontana la ha calificado de «terror blanco».

### El asedio de Cádiz

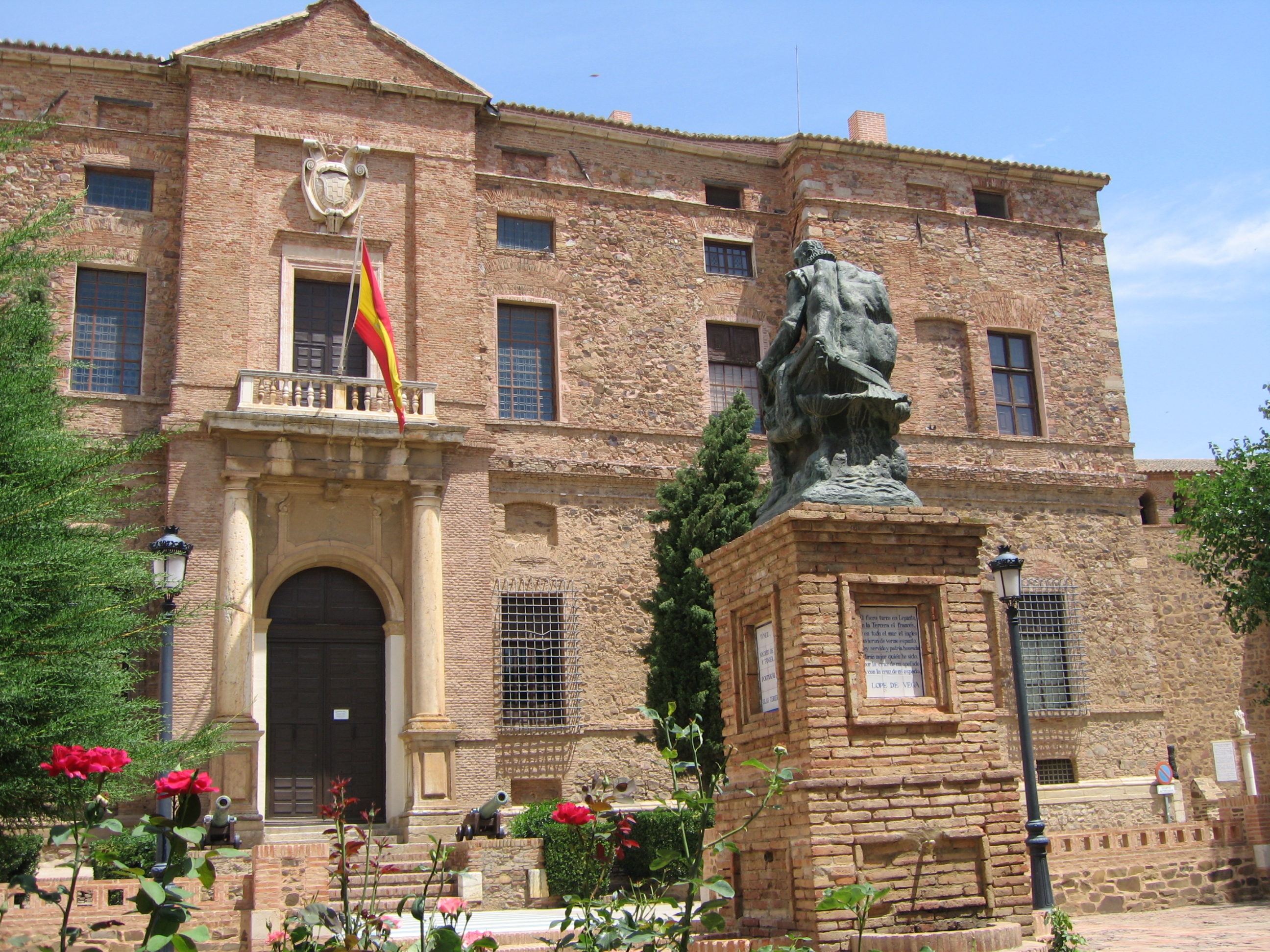
Palacio del Marqués de Santa Cruz (Viso del Marqués), donde Fernando VII se alojó durante su traslado de Madrid a Sevilla. Delante la estatua de homenaje de la Marina española a Don Álvaro de Bazán, primer marqués de Santa Cruz, que mandó construir el Palacio, «obra mayor del Renacimiento, única en España». Emilio La Parra López ha destacado que sobre el palacio Fernando VII no escribió ni una palabra en su diario del viaje.

Ante la amenaza de la invasión, las Cortes y el gobierno —en realidad, dos gobiernos: el que encabezaba Evaristo San Miguel y el que encabezaba Álvaro Flórez Estrada— habían abandonado Madrid el 20 de marzo —tres semanas antes de que el primer soldado francés cruzara la frontera— para dirigirse hacia el sur, estableciéndose en Sevilla el 10 abril, a donde condujeron a Fernando VII y a la familia real, a pesar de su negativa a hacerlo (según explicó el propio rey, que alegó que se encontraba enfermo de gota para no abandonar la corte: «Se hartaron de decir improperios contra mí, concluyendo... con asegurar a voces que yo saldría de Madrid de todos modos, pues que si no podía viajar en coche, me llevarían atravesado y atado a un burro»). El único deseo de Fernando VII era encontrarse con las tropas francesas: "¿Llegarán pronto los extranjeros?", era desde tiempo atrás, según el embajador francés, su principal preocupación».
Las Cortes reanudaron sus sesiones el 23 de abril y al día siguiente el rey firmó la declaración de guerra a Francia. Poco después el gabinete que encabezaba San Miguel dimitía, lo que hubiera dado paso al gabinete cuya figura principal era Flórez Estrada, pero la oposición de un grupo numeroso de diputados abrió una nueva crisis política que solo se resolvería al mes siguiente con la formación de un nuevo gobierno cuya figura principal era el exaltado «masón» José María Calatrava, que no ocupó la Secretaría del Despacho de Estado, como venía siendo norma, sino la de Gracia y Justicia. Calatrava, según Emilio La Parra, «venía a ser un hombre de consenso entre los defensores de la Constitución», pues como antiguo «doceañista» no era mal visto por los moderados, ni tampoco por los exaltados «masones» y mantenía buenas relaciones con los exaltados «comuneros», y «algo similar podría decirse de sus ministros» (Pedro de la Bárcena en Guerra, sustituido más adelante por Estanislao Sánchez Salvador; el coronel Salvador Manzanares, muy próximo al general Riego, en Gobernación; José Pando, Estado; Juan Antonio Yandiola, Hacienda; Pedro Urquinaona, en Ultramar). Según Josep Fontana, el «nuevo gobierno de predominio masón, del cual era jefe efectivo Calatrava», fue el resultado de «una nueva conspiración [que] había conseguido que el ministerio formado por los comuneros no llegase a ejercer el poder ni un solo día».
Ante el avance de los «Cien Mil Hijos de San Luis», el Gobierno y las Cortes decidieron el 11 de junio trasladarse de Sevilla a Cádiz, llevando consigo al rey y a la familia real, de nuevo en contra de su voluntad, ya que éstos esperaban su «liberación» ante la inminente llegada del ejército francés (o el éxito de una conjura realista que se estaba gestando y que finalmente sería descubierta). Fernando VII se mostró aún más obstinado que en Madrid para no emprender el viaje. «Ni mi conciencia, ni el amor a mis pueblos me permiten salir de Sevilla; como particular haría este sacrificio; como Rey no puedo», les dijo a los diputados que le comunicaron la necesidad de trasladarse a Cádiz (cuando estos pretendieron replicarle el rey les dio la espalda y se marchó diciendo: «He dicho»). Entonces las Cortes, a propuesta del entonces diputado exaltado Antonio Alcalá Galiano —que dijo: «No es posible el caso de un Rey que consienta quedarse en un punto para ser preso de los enemigos... S.M. no puede estar en pleno de la razón, está en un estado de delirio»— decidieron que el rey estaba sufriendo un «letargo pasajero» y, de acuerdo con la Constitución, le inhabilitaron por «impedimento moral» para ejercer sus funciones y nombraron una Regencia que detentaría los poderes de la Corona durante el viaje a Cádiz (la integraron Cayetano Valdés, Gabriel Ciscar y Gaspar de Vigodet). El rey recordó que durante el viaje, «con una gritería espantosa nos estuvieron insultando cuanto quisieron, diciendo: —¡Mueran ya los Borbones; mueran estos tiranos! —¡Ya no eres nada ni volverás a mandar!—. Profiriendo todo esto con las mayores amenazas, maldiciones y palabras obscenas». El rey y la reina Amalia escribieron después que temieron por sus vidas y por las de toda la familia real.
La respuesta de la Regencia realista instalada en Madrid por el duque de Angulema fue promulgar el 23 de junio un decreto en el que declaraba reos de lesa majestad a todos los diputados que habían participado en las deliberaciones para inhabilitar al rey (este será el «delito» por el que ahorcarán a Rafael del Riego, «el héroe de Las Cabezas de San Juan»). El decreto concluía ordenando ocho días de rogativas por el rey durante los cuales no se celebrarían ni fiestas ni representaciones teatrales. Por otro lado, la noticia de la suspensión en sus funciones de Fernando VII, aunque fuera temporal, causó una gran conmoción en las cortes europeas, porque el recuerdo del rey francés Luis XVI, guillotinado por los revolucionarios, estaba todavía muy vivo.

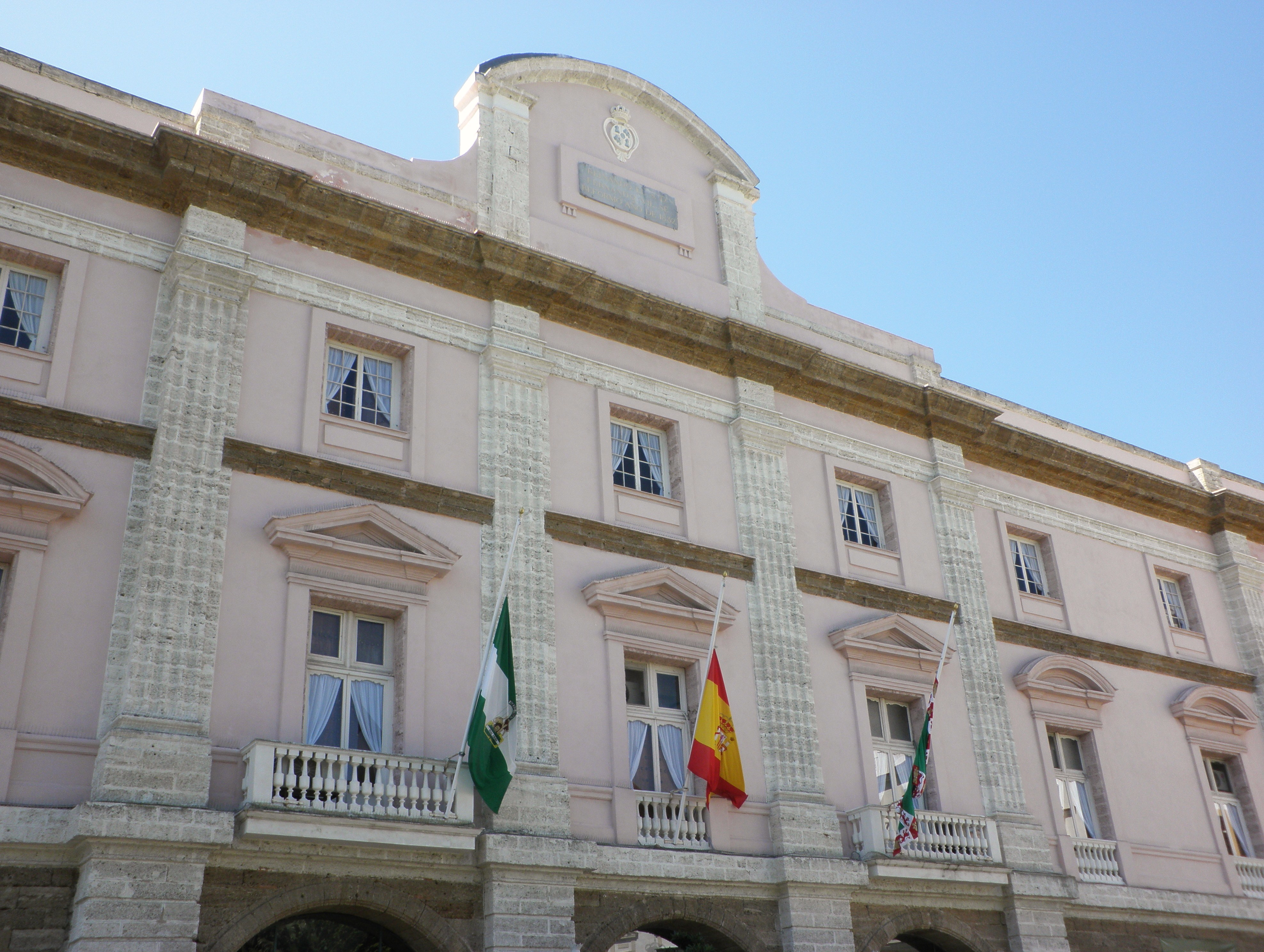
Palacio de la Aduana, en Cádiz, residencia del rey durante el asedio francés de 1823.

En cuanto llegaron a Cádiz el 15 de junio la Regencia cesó y el rey recuperó sus poderes —Fernando VII les dijo a los regentes cuando se presentaron ante él: «Está bien. ¿Conque ha cesado mi locura?»—. Al mismo tiempo hubo una remodelación del Gobierno: José Luyando, ocupó la secretaría del Despacho de Estado; Manuel de la Puente, Guerra; Salvador Manzanares, Gobernación; y Francisco Osorio, Marina; continuaron José María Calatrava, Gracia y Justicia, y Juan Antonio Yandiola, Hacienda. Un hecho que hizo cundir el desánimo fue que el embajador británico William à Court, representante del único gobierno con cuyo apoyo creían contar los liberales, no viajó a Cádiz sino que de Sevilla se fue a Gibraltar «a esperar órdenes de su gobierno».
Cádiz fue sitiada por el ejército francés, como ocurrió trece años atrás y poco después de iniciarse el cerco el duque de Angulema, que había llegado a mediados de agosto al Puerto de Santa María donde había establecido su cuartel general, le envió una carta a su «hermano y primo» Fernando VII en la que le comunicaba que «la España está ya libre del yugo revolucionario» y le sugería conceder una amnistía y convocar las antiguas Cortes. El rey mientras tanto se entretenía volando cometas desde la azotea del Palacio de la Aduana, donde le habían alojado, y contemplando a los sitiadores con unos anteojos. Se ha discutido si volar cometas fue una mera diversión o un medio de comunicarse con el enemigo mediante señales convenidas. Lo que sí se sabe es que Fernando VII utilizando diversos medios estaba en contacto con los realistas y con los franceses y los conminaba a que le «rescataran», y que la infanta María Francisca de Braganza, esposa de don Carlos, era su enlace principal e instigadora.
En la noche del 30 al 31 de agosto las tropas francesas tomaban el fuerte del Trocadero, «la operación más sonada de la guerra», y veinte días después el de Sancti Petri, con lo que la resistencia se hacía imposible. Cádiz esta vez no había contado con auxilio por mar de la flota británica como en 1810. El 24 de septiembre el general Guilleminot, jefe del Estado Mayor francés, lanzó un ultimátum a los sitiados para que capitularan amenazándolos con que si la familia real era víctima de alguna desgracia «los diputados a Cortes, los ministros, los consejeros de Estado, los generales y todos los empleados del gobierno cogidos en Cádiz serán pasados a cuchillo». El día anterior habían comenzado los bombardeos desde el mar (con efectos devastadores sobre calles y casas) y la moral de resistencia de los habitantes de Cádiz decayó todavía más cuando se conoció la deserción de dos batallones del ejército de reserva y cuando casi al mismo tiempo llegó la noticia de que el general Rafael del Riego, el «héroe de Las Cabezas de San Juan», había sido apresado por los realistas en tierras de Jaén. El secretario del Despacho de Guerra se suicidó, degollándose. El día 25 había comunicado a las Cortes en una sesión secreta «la desmoralización y declarada cobardía de nuestras tropas».

### La «liberación» de Fernando VII y la restauración de la monarquía absoluta

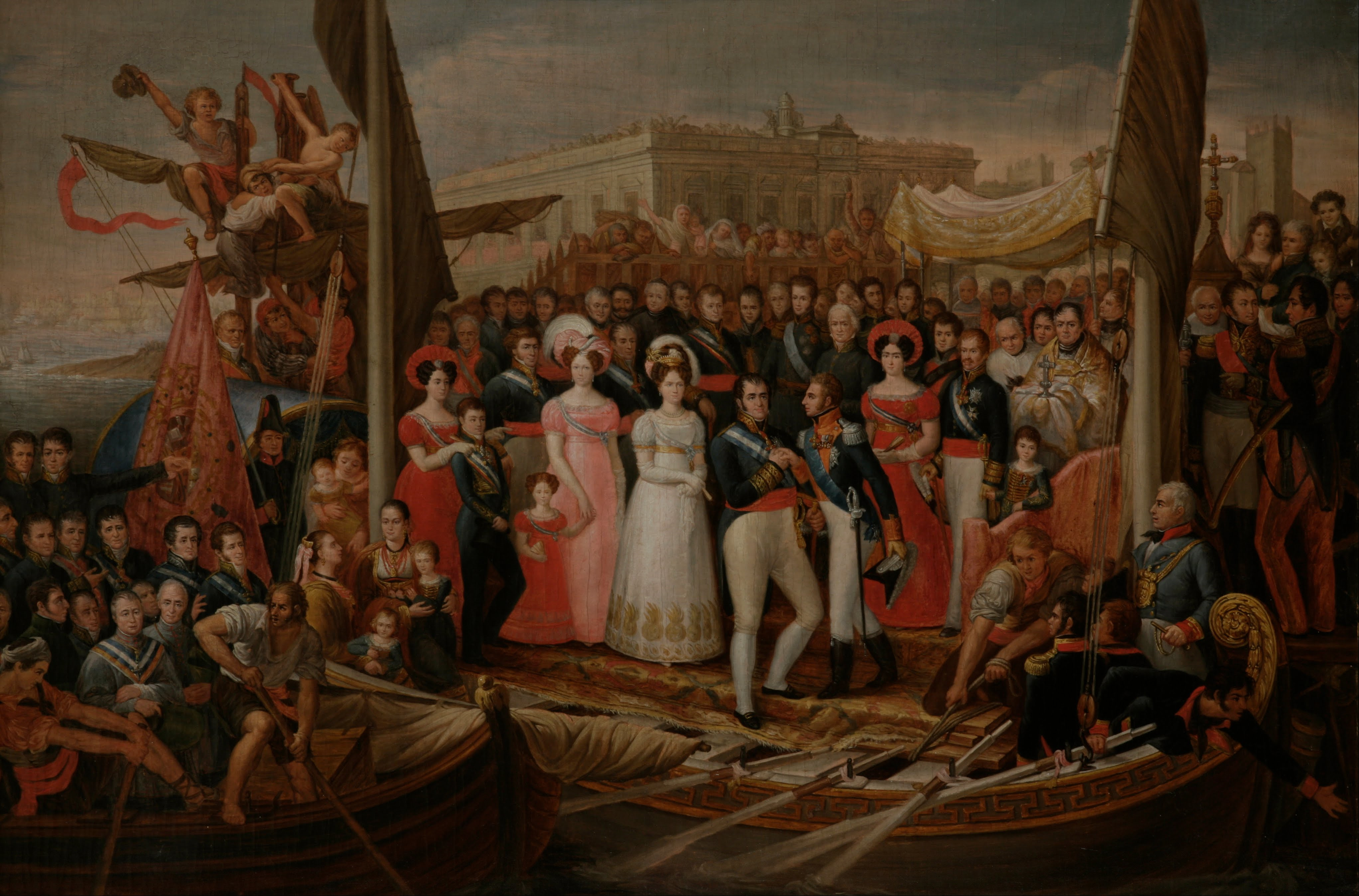
Cuadro de José Aparicio que representa el desembarco de Fernando VII en el Puerto de Santa María tras haber sido «liberado» de su «cautiverio» en Cádiz. Es recibido por el duque de Angulema, comandante de los Cien Mil Hijos de San Luis, y por el duque del Infantado, presidente de la Regencia absolutista nombrada por los franceses.

El 30 de septiembre de 1823, tras cerca de cuatro meses de asedio, el gobierno liberal decidió, con la aprobación de las Cortes, dejar marchar al rey Fernando VII que se reunió con el duque de Angulema —y con el duque del Infantado, presidente de la Regencia realista— al día siguiente, 1 de octubre, en el Puerto de Santa María, al otro lado de la bahía de Cádiz que el rey y la familia real atravesaron a bordo de una falúa engalanada. «Ya en tierra, fueron acogidos por una ceremonia que podía entenderse como el recibimiento después de un largo viaje. Se estaba representando la vuelta al orden mediante una dramatización del regreso del monarca desde un lugar muy distante para la óptica realista —el «cautiverio»» de los liberales— y la recuperación de un tiempo —el de la legitimidad monárquica— que había sido suspendido mientras estuvo vigente la Constitución». Ese día el rey anotó en su diario: «recobré mi libertad y volví a la plenitud de mis derechos que me había usurpado una facción». Buena parte de los liberales que se encontraban en Cádiz huyeron a Inglaterra vía Gibraltar, pensando que el rey no cumpliría su promesa, hecha poco antes de ser «liberado», de «llevar y hacer llevar a efecto un olvido general, completo y absoluto de todo lo pasado, sin escepción [sic] alguna». No se equivocaban.
El manifiesto del 30 de septiembre de 1823 había sido redactado por el Gobierno y Fernando VII lo había firmado tras rechazar una única frase que decía que «conocía los inconvenientes de un Gobierno absoluto y que nunca lo adoptaría». El manifiesto aceptado por el rey decía entre otras cosas:

Prometo libre y espontáneamente, y he resuelto llevar y hacer llevar a efecto, un olvido general, completo y absoluto de todo lo pasado, sin escepción [sic] alguna, para que de este modo se restablezcan entre todos los españoles la tranquilidad, la confianza y la unión, tan necesarias para el bien común, y que tanto anhela mi paternal corazón. Adoptaré un Gobierno que haga la felicidad completa de la nación, afianzando la seguridad personal, la propiedad civil de todos los españoles

Pero en cuanto Fernando VII se vio libre se retractó de las promesas que había hecho y apenas desembarcado en el Puerto de Santa María, desoyendo el consejo de Angulema de «extender la amnistía lo más posible» y de que «convenía no volver a caer en una situación que llevase a que volviesen a ocurrir sucesos como los de 1820» (Fernando VII se limitó a contestar: «¡Viva el rey absoluto!»), promulgó un decreto en el que derogaba toda la legislación del Trienio (con lo que tampoco cumplió la promesa que le había hecho al rey de Francia y al zar de Rusia de que no iba a «volver a reynar baxo del régimen que llaman absoluto»):

Son nulos y de ningún valor todos los actos del gobierno llamado constitucional, de cualquier clase y condición que sean, que ha dominado a mis pueblos desde el día 7 de marzo de 1820 hasta hoy, día 1º de octubre de 1823, declarando, como declaro, que en toda esta época he carecido de libertad, obligado a sancionar leyes y a expedir las órdenes, decretos y reglamentos que contra mi voluntad se meditaban y expedían por el mismo gobierno.

Nada más quedar libre dijo: «La más criminal traición, la más vergonzosa cobardía, el desacato más horrendo a mi Real Persona, y la violencia más inevitable, fueron los elementos empleados para variar esencialmente el Gobierno paternal de mis reinos en un código democrático». Al llegar a Sevilla Fernando VII le escribió una carta al rey de Nápoles Fernando I que había vivido una experiencia revolucionaria similar a la suya, aunque mucho más breve, y que también había recuperado el poder gracias a una intervención exterior:

La Misericordia Divina ha querido en fin poner término a las penas con que se dignó probarme y unido a vuestra majestad por la semejanza de nuestras desgracias, como lo he estado siempre por amor y por los estrechos vínculos de parentesco, nada puede linsonjearme tanto como felicitar a vuestra majestad cordialmente y manifestarle que, restituido al libre ejercicio de mis derechos soberanos, no perdonaré medios de conservar y aumentar, si cabe, las agradables relaciones que de antiguo nos unen.

Más tarde Fernando VII escribió lo siguiente recordando el día 1 de octubre en que llegó al Puerto de Santa María:

Día dichoso para mí, para la real familia y para toda la nación; pues que recobramos desde este momento nuestra deseadísima y justa libertad, después de tres años, seis meses y veinte días de la más ignominiosa esclavitud, en que lograron ponerme un puñado de conspiradores por especulación, y de obscuros y ambiciosos militares que, no sabiendo escribir bien sus nombres, se erigieron ellos mismo en regeneradores de la España, imponiéndola a la fuerza las leyes que más les acomodaban para conseguir sus fines siniestros y hacer sus fortunas, destruyendo a la nación.

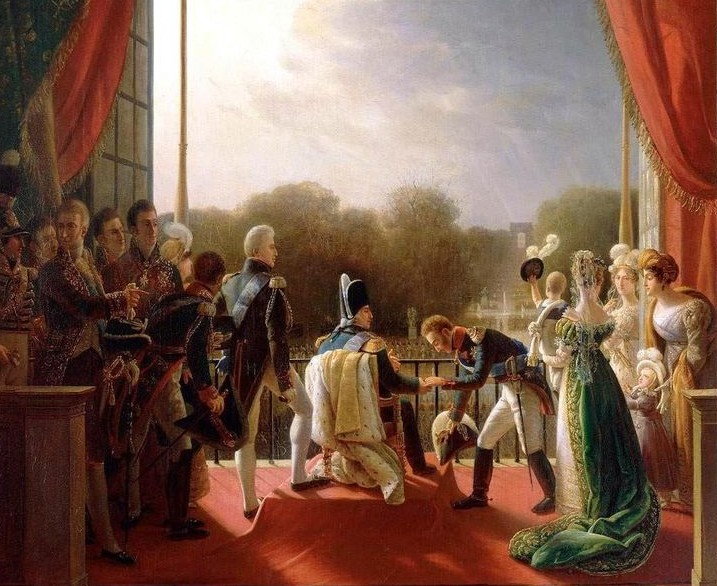
El rey Luis XVIII recibiendo en el balcón de las Tullerías al duque de Angulema a su vuelta de la «expedición de España».

Tras la rendición del gobierno constitucional en Cádiz, aún se libró último combate el 8 de octubre en Tramaced (Aragón). Los franceses apoyados por tropas realistas derrotaron a un ejército comandado por el general Evaristo San Miguel, antiguo Secretario de Estado, que había salido de Tarragona en auxilio de Lérida. «Fue la última batalla de una guerra calificada impropiamente por algunos de paseo militar», apunta Emilio La Parra López. Por su parte, los jefes de las plazas y ciudades que todavía resistían se aprestaron a negociar las capitulaciones con los franceses. Así pues, la guerra acabó con una serie de pactos, como en Barcelona y en Tarragona, que se rindieron el 2 de noviembre (las capitulaciones la negoció Espoz y Mina, quien escribió en el exilio: «tuve... el consuelo de observar desde mi alojamiento que la entrada de los franceses [en Barcelona] no había producido ninguna alternación ni regocijo»); en Alicante, que se rindió el 11 de noviembre; o en Cartagena que capituló el 30. En la mayoría de ellas se incluía que los soldados, los oficiales y los milicianos no serían molestados y que a todos aquellos que lo quisieran se les concederían pasaportes para poder salir de España «por motivos políticos».
El 30 de noviembre de 1823 el duque de Angulema dio la última orden general desde Oyarzun, de regreso a Francia: «Habiendo terminado felizmente la campaña con la liberación del rey de España y la toma o sumisión de las plazas de su reino, hago constar al Ejército de los Pirineos, al abandonarlo, mi más viva satisfacción por su celo». Al día siguiente cruzaba la frontera por el río Bidasoa. «La guerra de Francia contra la España constitucional había durado siete meses y medio. De ella salió como auténtico triunfador Fernando VII», concluye Emilio La Parra.

## Represión y exilio
«La restauración de Fernando VII como rey absoluto abría un tiempo nuevo de contrarrevolución ciega y vengativa que llevó a los liberales al exilio o a prisión, y que hizo temer lo peor, incluso a sus aliados, que tuvieron que dejar una parte importante de sus tropas en el país para ayudar a la monarquía a controlar la inestable situación derivada de una restauración sin concesiones».

### La represión
La represión la habían iniciado la Junta Provisional y su sucesora la Regencia creando diversos organismos específicos (Superintendencia de Vigilancia Pública, Cuerpo de Voluntarios Realistas, Juntas de Purificación, Juntas Corregimentales en Cataluña, Partida Volante y Paisanos Armados en Vizcaya...) dando cobertura a la violencia arbitraria desatada contra los liberales por los realistas. Como ha destacado Emilio La Parra, «la represión en el territorio controlado por la Regencia fue durísima e indiscriminada». La primera medida de carácter formal que acordó la Regencia fue declarar el 23 de junio «reos de lesa majestad» a los diputados que habían aprobado en Sevilla la incapacitación temporal del rey, así como la condena a muerte de los tres miembros de la Regencia constitucional que habían asumido sus poderes durante el viaje de Sevilla a Cádiz (Císcar, Valdés y Vigodet; los tres salvaron sus vidas exiliándose). Casi al mismo tiempo se ponía fin a la libertad de expresión instaurada por el Trienio mediante una orden del juez de imprentas que decía: «Que ningún impresor imprima ni reimprima libros, folletos, periódicos ni otros papeles de cualquier clase, excepto las esquelas de convite, sin preceder permiso del consejo o de este juzgado». Estas medidas represivas estuvieron «acompañadas de una campaña de opinión que codificaba como delitos infames casi todo lo que en el régimen anterior formaba parte del normal funcionamiento del sistema. Los clérigos desempeñaron un papel muy importante en la difusión de la idea de delito político añadiendo un juicio moral sobre las acciones de los liberales y exigiendo el castigo correspondiente».
En cuanto Fernando VII recuperó el 1 de octubre sus poderes absolutos e incumplió su promesa de un «olvido general completo y absoluto de todo lo pasado, sin excepción alguna», ratificó lo acordado por la Regencia  y continuó con la dura represión. El duque de Angulema fracasó en su intento de que Fernando VII pusiera fin «a los arrestos y destierros arbitrarios, medidas opuestas a todo Gobierno arreglado y a todo orden social». De hecho durante los años siguientes las tropas francesas que permanecieron en España en virtud del convenio firmado entre las dos monarquías intervendrán en numerosas ocasiones para proteger a la población con simpatías liberales del hostigamiento y los excesos represivos de los absolutismo. El duque de Angulema le había confesado el 7 de septiembre en una conversación privada al general Miguel Ricardo de Álava, enviado por el Gobierno constitucional para pactar las condiciones de un alto el fuego, que era menester «sujetar a Fernando, sin lo cual no cabía esperar de él cosa buena» y que «el partido servil en general», en el que se apoyaba Fernando VII, «es el peor de la nación. Estoy acostumbrado de su estolidez e inmoralidad. Los empleados de la Regencia [absolutista] no tratan sino de robar y hacer negocio».

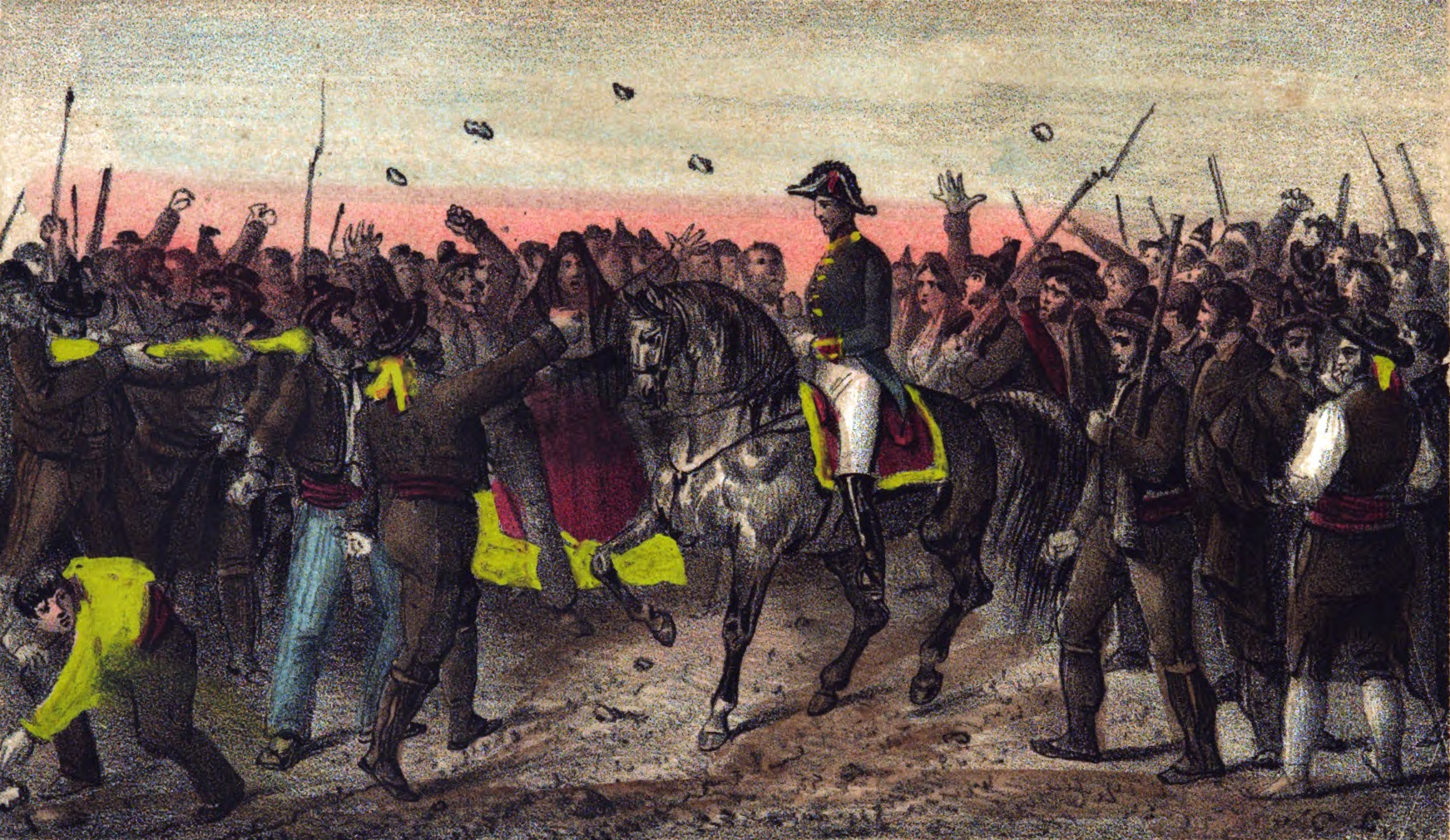
Riego conducido por los realistas a la cárcel de La Carolina (1835).

El símbolo de la represión desatada por Fernando VII, a pesar de los consejos de los franceses para intentar mitigarla, fue la ejecución en la horca en la Plaza de la Cebada de Madrid de Rafael de Riego el 7 de noviembre de 1823. El fiscal alegó que había cometido tantos crímenes que para expresarlos, «no bastarían muchos días y volúmenes», pero fue condenado a muerte por uno solo: el «horroroso atentado cometido por este criminal como diputado de las llamadas cortes, votando la traslación del rey nuestro señor y su real familia a la plaza de Cádiz». La ejecución de Rafael del Riego, «el Washington español», levantó una ola de indignación en toda Europa (en Londres se propuso erigirle un monumento y el activista John Cartwright dijo que de él que representaba mejor que nadie «la causa común de la humanidad»). En el plano interno, como ha destacado Juan Francisco Fuentes, «si el pronunciamiento de Riego en enero de 1820 abrió este periodo de tres años de régimen constitucional, su ejecución en Madrid, en la Plaza de la Cebada, el 7 de noviembre de 1823, simbolizó el final de aquella experiencia revolucionaria y el comienzo de la segunda restauración absolutista».
Según Josep Fontana, Fernando VII no quiso volver a Madrid antes de que Riego hubiera sido ajusticiado. Emilio La Parra no descarta ese motivo y constata que tardó el doble de tiempo que en su viaje de ida de Madrid a Cádiz —habiendo seguido el mismo itinerario— debido a que decidió permanecer quince días en Sevilla, del 8 al 23 de octubre. La Parra señala además que el rey anotó con satisfacción en su diario que entre los asistentes al besamanos de La Carolina se encontraban «el cura y alcalde de Arquillos, con los treinta individuos que prendieron a Riego». El rey hizo su entrada en Madrid el 13 de noviembre, seis días después del ahorcamiento de Riego, montado en un «carro triunfal» tirado por «24 hombres vestidos a la antigua española y 24 voluntarios realistas». «La carrera estaba brillantísima; por todas partes se veía un inmenso gentío, lleno de gozo y entusiasmo; desde los balcones y ventanas, y hasta en los tejados, nos aclamaban agitando en el aire los pañuelos blancos», dejó escrito el propio rey.

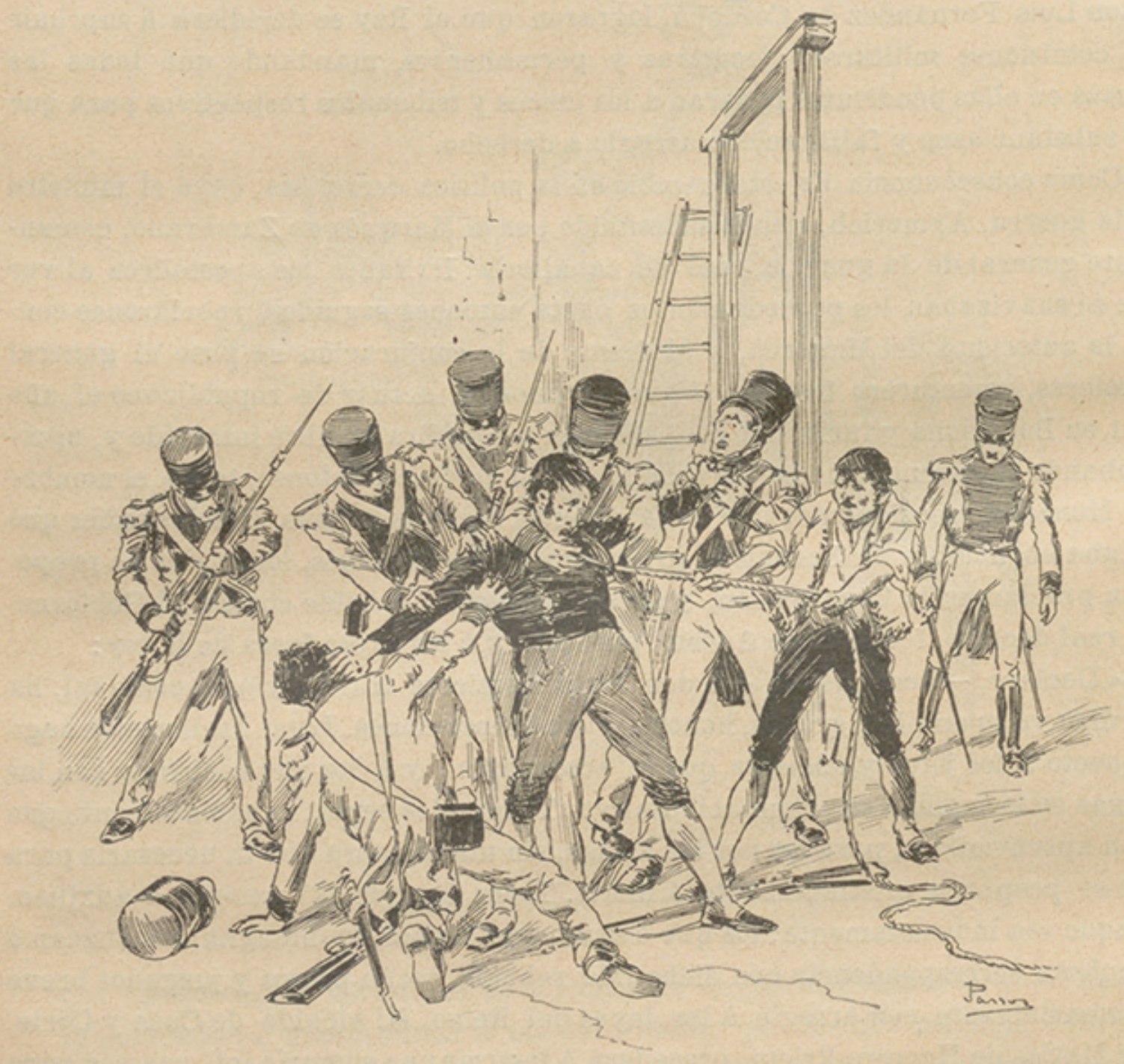
Representación de la ejecución de El Empecinado en la obra Historia de España en el siglo XIX (1902).

Otro caso que ejemplifica la dureza de la represión fue el de Juan Martín Díez, «el Empecinado», guerrillero y héroe de la Guerra de la Independencia, que el 21 de noviembre de 1823 fue sorprendido por los voluntarios realistas en Roa y el alcalde de la localidad se lo llevó preso atado a la cola de su caballo. Estuvo largos meses en la cárcel en condiciones inhumanas hasta que tras un remedo de juicio fue ahorcado el 19 de agosto de 1825. Durante ese tiempo el rey llegó a impacientarse. «Ya es tiempo de... despachar al otro mundo... al Empecinado», le escribió Fernando VII a su confidente, Antonio Ugarte.
Un mes antes de la detención de El Empecinado se habían decretado penas de muerte y prisión para los que se declararan partidarios de la Constitución. También llevaban tiempo funcionando las juntas de purificación para los funcionarios de la Administración del Estado —unos 2500 fueron expulsados, algunos de los cuales ya se habían exiliado, y otros muchos degradados por sus simpatías o su «colaboración» con el régimen liberal; todos ellos fueron declarados «impurificados»—. Asimismo se establecieron comisiones militares —encargadas de perseguir el bandolerismo y a los que se hubieran manifestado, de palabra o de hecho, en contra del régimen absoluto o a favor del constitucional—, que dictaron 152 sentencias de muerte —algunas por haber gritado «¡Muera el rey y viva Riego!» o «por el atroz y horrendo delito de haber cantado canciones revolucionarias», entre ellas una mujer— y penas arbitrarias como la de una mujer condenada a galeras por tener su casa un retrato de Rafael del Riego, cuando no existía ninguna ley que lo prohibiera —también hubo condenas de cárcel o de galeras sin pruebas, solo por «sospechas»—. Asimismo funcionaron las Juntas de Fe que asumieron parte de las funciones la Inquisición, que no fue restaurada a pesar de las presiones de los «ultrabsolutistas». Un diplomático francés las calificó de «temibles tribunales, cuyo título por sí solo parecía ideado para inspirar terror» (una de sus víctimas sería el maestro valenciano Cayetano Ripoll, ejecutado por herejía). Para centralizar la represión y evitar los «excesos populares» se creó en enero de 1824 la Superintendencia General de Policía del Reino, que también asumió el control ideológico que antes ejercía la Inquisición.
Sobre la persecución a la que fueron sometidos los liberales por parte de los realistas, contando con la complicidad de las autoridades absolutistas, el constitucionalista Estanislao de Kostka Vayo, testigo de los hechos, escribió lo siguiente:

Enardecidos en las reuniones que se celebraban en los conventos, los hombres del vulgo que vestían el uniforme realista acometían en las calles a los que habían pertenecido al Ejército o milicia nacional y en algunos puntos los afeitaban por zumba, les arrancaban a viva fuerza las patillas, el cabello o los paseaban caballeros en un asno con un cencerro pendiente del cuello, zambulléndoles la cabeza en las fuentes. Y no solamente los lugares pequeños ofrecían tan inhumanas escenas. En las ciudades apenas anochecía, y a veces a la luz del sol, apaleaban los voluntarios realistas a los infelices ciudadanos que no profesaban sus ideas, perdiendo algunos la vida de resultas de tanta barbarie. Las autoridades hijas de la reacción, miraban con desprecio el ultraje hecho a las leyes y parecíales un acto de justicia, un desahogo inocente en retorno de los excesos cometidos por los pasados anarquistas, y si el ultrajado se querellaba a los tribunales, todos huían de declarar el hecho que habían presenciado y reputado por falso delator de los amantes del rey, veíase todavía encarcelado y multado.

Una de las víctimas de la represión fue el clero liberal, o simplemente el que no se había opuesto al régimen constitucional, y fue ejercida sobre todo por la propia Iglesia Católica. El Gobierno nombrado por la Regencia absolutista ya había obligado a cinco obispos a que renunciaran a sus diócesis (los de Mallorca, Astorga, Cartagena, Segorbe y Santiago de Compostela) y había iniciado la persecución de los más de ocho mil frailes secularizados (los que habían renunciado a sus votos y habían pasado a ser sacerdotes), incluyendo 867 monjas autorizadas a abandonar sus comunidades. El 6 de octubre el Gobierno encabezado por el canónigo de Toledo y antiguo confesor del rey Víctor Damián Sáez había ordenado que se celebraran en todos los pueblos de la monarquía solemnes funciones religiosas «de desagravios al Santísimo Sacramento» para borrar «el horroroso recuerdo de los sacrílegos crímenes y desacatos que la impiedad osó cometer contra el Supremo Hacedor del universo». Los obispos, por su parte, ordenaron encuestas para determinar la conducta de los clérigos de su diócesis durante el Trienio y alentaron a los sacerdotes a que denunciaran a sus compañeros. Los acusados de «liberales» (o de estar «contaminados» de liberalismo) fueron recluidos en monasterios en durísimas condiciones o en cárceles eclesiásticas (en Valencia, por ejemplo, funcionaron cuatro) o enviados a presidios. Josep Fontana destaca que entre los clérigos depurados figuró «la parte más ilustrada de la Iglesia».
La presión de las potencias europeas obligó a Fernando VII a decretar el 11 de mayo de 1824 un «perdón general» para todas «las personas que desde principios del año de 1820 hasta el día 1º de octubre de 1823... hayan tenido parte en los excesos y desórdenes de la pasada revolución». Pero esta amnistía contenía tantas excepciones que en la práctica suponía la condena de todos aquellos comprendidos en ellas, por lo que se produjo el efecto paradójico de que muchas personas, que hasta entonces pensaban que estaban seguras, abandonaran España a raíz de su promulgación (fue el caso del general Francisco Ballesteros que hasta entonces había residido en El Puerto de Santa María, zona bajo control francés). Además entre las excepciones se incluía el haberse exiliado, por lo que su salida del país se entendía como una autoinculpación.
En septiembre de 1824 el gobernador del Consejo de Castilla justificó así ante el embajador francés la represión y que no hubiera ningún «perdón» para los «revolucionarios»:

Que no se había visto nunca que un revolucionario español se corrigiese y que, por tanto, era peligroso perdonarles; que era conveniente expulsarles, como a los moriscos, después de ver que las capitulaciones y la indulgencia les hacía todavía más malvados...

### El exilio
La durísima represión desatada contra los liberales provocó que, como en 1814, muchos de ellos marcharon al exilio —y alguno se suicidó ante el temor de ser apresado y conducido al patíbulo—. Fue el mayor exilio político que vivió la Europa de la Restauración. Se calcula que pudieron ser unos 15 000 —alrededor de 20 000, según algunas estimaciones— y sus principales destinos fueron Francia (que acogió al 77 %), Inglaterra (el 11 %), Gibraltar y Portugal, por ese orden. En Francia muchos liberales habían sido llevados allí como prisioneros de guerra (buena parte de ellos eran soldados y suboficiales del ejército español y miembros de la Milicia Nacional), pero tras el final de su cautiverio en 1824 la mayoría prefirieron quedarse allí antes que volver a España. En Inglaterra fue donde se refugiaron la mayor parte de los cargos públicos del Estado constitucional (diputados, secretarios del Despacho, jefes políticos, etc.), así como oficiales y jefes del Ejército, además de periodistas, intelectuales, y otros miembros destacados de la clase media ilustrada y liberal, con lo que el epicentro político y cultural del exilio se situó en Inglaterra (allí se organizarían las conspiraciones para derribar el absolutismo), mientras que en Francia se encontraban los sectores más populares.

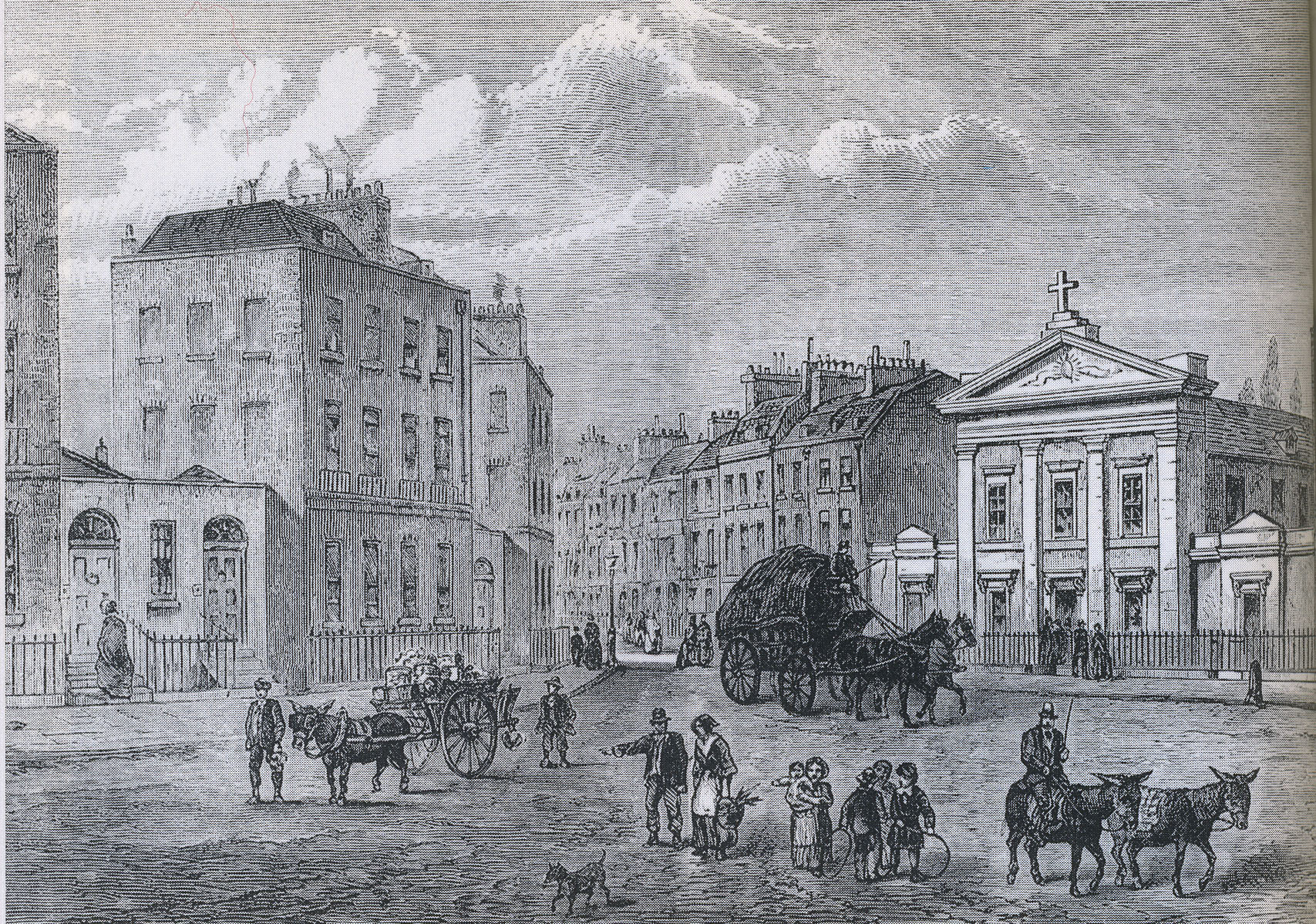
El barrio londinense de Somers Town en 1850. Allí se instalaron la mayor parte de las familias liberales exiliadas.

En Gran Bretaña, especialmente los sectores sociales que simpatizaban con los whigs o con los radicals —muy críticos con la política de no intervención adoptada por el gobierno tory al que acusaban de ser cómplice de la invasión francesa de España—, se movilizaron en ayuda de los exiliados españoles, con los que consideraban que Gran Bretaña estaba en deuda, formando diversos Spanish Commitee, no sólo en Londres, para recabar fondos por medio de suscripciones públicas y de donaciones de personas acomodadas o de importantes personalidades como el economista David Ricardo o el filósofo Jeremy Bentham e incluso de algunos periódicos como The Times o The Morning Post. Aprovechando la generosa legislación británica respecto a los extranjeros, la mayoría de las alrededor de mil familias españolas —en su mayor parte pertenecientes a la elite liberal— se instalaron en el barrio londinense de Somers Town. Cuando las aportaciones económicas a los comités de ayuda comenzaron a escasear se consiguió que el Gobierno tory aprobara la concesión de una pensión a aquellos exiliados que hubieran combatido en la Peninsular War y su gestión fue encomendada al Duque de Wellington, comandante de las fuerzas británicas en aquella guerra. En diciembre de 1824 se fundó un nuevo comité en Londres que incluía tanto a españoles como a italianos. Fue el City Commitee for the relief of the Spanish and Italian refugees que para recabar la ayuda apeló a razones patrióticas y cristianas más que a razones ideológicas como habían hecho los primeros comités promovidos por whigs y radicals. Sin embargo, las ayudas económicas siempre fueron insuficientes por lo que la mayoría de los refugiados españoles «vivió su exilio en condiciones cercanas a la miseria, especialmente a medida que este se alargaba y la solidaridad inicial se fue agotando». Thomas Carlyle se refirió a las «trágicas figuras» de los «exiliados españoles... vegetando en Somers Town», que «hablaban poco o ningún inglés», «no conocían a nadie» y «no podían emplearse en nada». Sin embargo, su compromiso político no desapareció y editaron varios periódicos como el moderado Ocios de Españoles Emigrados o el exaltado El Español Constitucional. En febrero de 1827 se creó en Londres la Junta directiva del alzamiento de España presidida por el general José María Torrijos, después de que Espoz y Mina hubiera rechazado participar en la Junta, aunque sin abandonar sus propios planes insurreccionales.

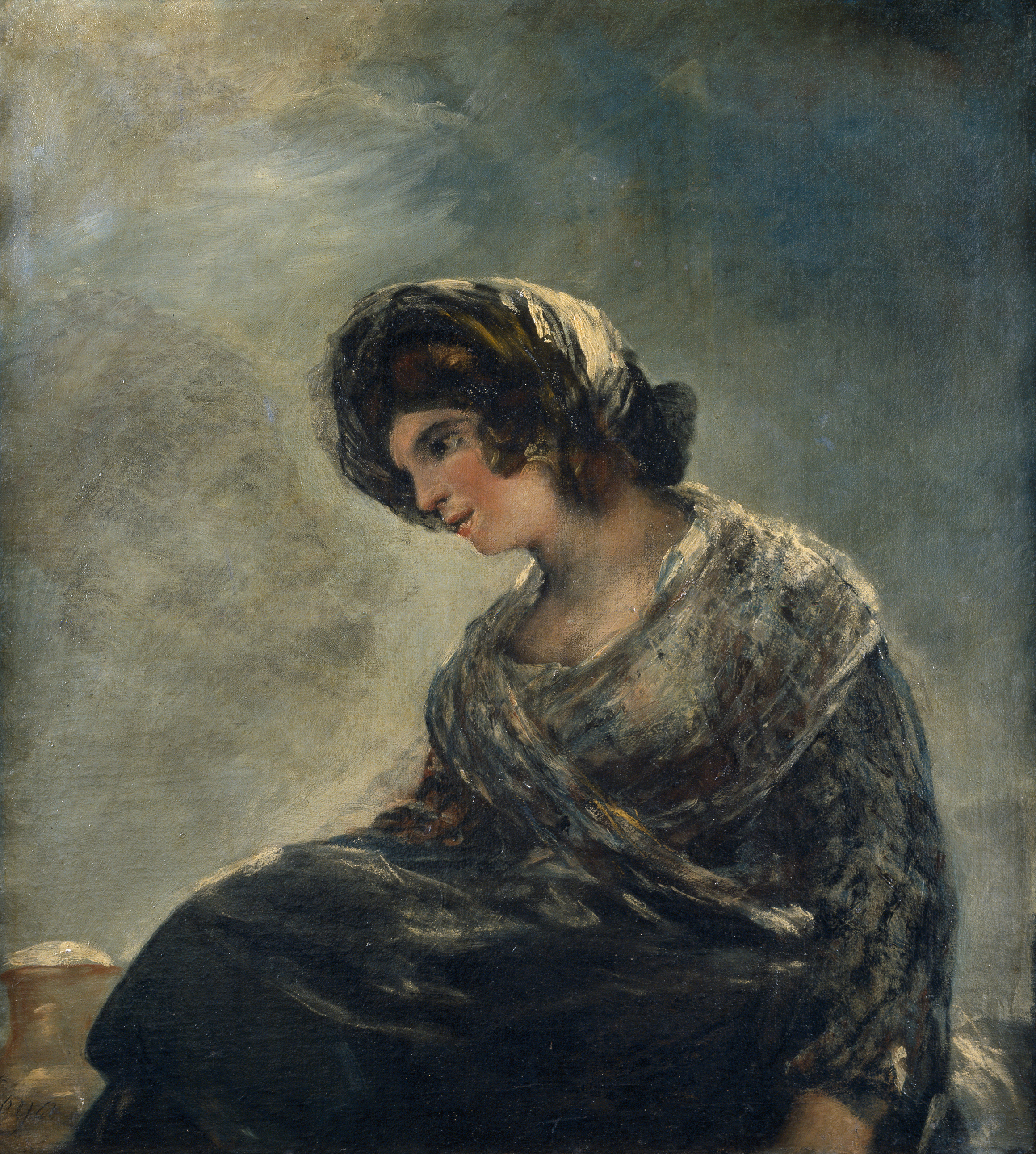
La lechera de Burdeos (1827) de Francisco de Goya. En 1824 Goya se exilió en Burdeos donde moriría cuatro años después. Aunque algunos especialistas discuten que La lechera de Burdeos fuera obra suya, en este cuadro Goya recuperó su sentido del color y de la luz.

En Francia, que recibió a la mayor parte de los emigrados (el 77%), la situación de los exiliados liberales españoles fue exactamente la contraria a la de Gran Bretaña: el Gobierno los vigiló y controló constantemente y en la sociedad civil, cuyas libertades estaban muy limitadas, no surgió ningún movimiento de solidaridad con ellos. Esto último pudo deberse a que a Francia llegaron los sectores sociales más humildes que no tenían otra elección, mientras que las élites predominaron en el exilio inglés (aunque algunos de sus miembros también se instalaron en París). La mayoría eran militares que habían preferido aprovechar las condiciones que les ofrecían las capitulaciones antes que permanecer en España por temor a las represalias de los absolutistas. Se calcula que unos 12 000 hombres, entre ellos 1500 oficiales, habían pasado a Francia de esta forma. Fueron instalados en «depósitos» bajo el control del gobierno en donde estaban obligados a residir si querían recibir los subsidios que el Estado francés había asignado a los oficiales (y estos últimos era los más vigilados: «[tienen] opiniones revolucionarias de las más exaltadas», se decía en un informe). Tras la aprobación de la amnistía por Fernando VII en mayo de 1824 la mayoría de los oficiales estaban excluidos (no así los soldados rasos y más de cinco mil regresaron a España). Los oficiales pudieron abandonar los «depósitos» pero continuaron bajo vigilancia —continuaba el temor de las autoridades a que colaboraran con la oposición liberal interna o la alentaran— y perdieron el subsidio que recibían al dejar de ser prisioneros de guerra. Muchos de ellos vivieron a partir de entonces en condiciones miserables y solo a partir de finales de 1829 volvieron a recibir los subsidios tras haberlos reclamado insistentemente durante los años anteriores. Tras el triunfo de la revolución de julio de 1830 los exiliados liberales españoles retomaron con fuerza el activismo político.
Juan Luis Simal ha destacado que el exilio liberal español, junto con el napolitano, el piamontés y el portugués (aunque en menor medida), «fue central para el desarrollo de una política liberal europea. Aparentemente de forma paradójica, la derrota del constitucionalismo meridional en 1821-1823 reforzó el liberalismo europeo en las décadas siguientes. El exilio facilitó el contacto entre liberales de varios países y la formación de redes internacionales que mantuvieron vivo el compromiso político con los represaliados». Nació así un «internacionalismo liberal» en el que los liberales españoles exiliados y su experiencia del Trienio desempeñaron un papel muy destacado.
Los exiliados liberales pudieron comenzar a volver a España tras la aprobación de una primera amnistía en octubre de 1832, todavía en vida de Fernando VII, por una iniciativa de su esposa, María Cristina de Borbón, y de los absolutistas reformistas, pero contenía muchas excepciones, por lo que el regreso definitivo no se produjo hasta la aprobación de una segunda amnistía en octubre de 1833, un mes después de la muerte de Fernando VII, que fue ampliada en febrero de 1834, tras la llegada al gobierno del liberal moderado Francisco Martínez de la Rosa, que ya había encabezado el Gobierno varios meses durante el Trienio.

## Debate entre historiadores: la valoración del Trienio
El historiador Josep Fontana ha hecho la siguiente valoración del Trienio Liberal:

La imagen global que nos dan estos tres años es la de una revolución frustrada. La hicieron gentes que deseaban transformar el sistema desde arriba, convenciendo a las clases dominantes de las ventajas que, a medio plazo, iba a ofrecerles el programa de reformas constitucional, mientras el pueblo era mantenido al margen de la vida política. El cálculo resultó equivocado, porque los privilegiados no se dejaron convencer y no depusieron su hostilidad al régimen, mientras que la tímida forma en que se conducían los gobernantes liberales les impidió ganarse el apoyo de los oprimidos del viejo sistema. Este fracaso fue especialmente grave en lo que se refiere a los campesinos [...]

Y así llegó el momento final en que los generales que mandaban el ejército que había de oponerse a la invasión —moderados como Morillo o Ballesteros, o tránsfugas de todas las causas, como el conde de La Bisbal— prefirieron entregar el país a los franceses, antes que tolerar el proceso de radicalización revolucionaria que les parecía advertir a su alrededor. [...] Un alemán que fue testigo del hundimiento del régimen constitucional español (Viktor Aimé Huber) nos ha dejado un diagnóstico certero: "La revolución en España se hizo sin el concurso de la masa del pueblo. El primer cuidado de los estadistas que se pusieron al frente del movimiento constitucional fue evitar e impedir todo lo que hubiese podido excitar vivamente las pasiones de la multitud. Y, sin embargo, estas pasiones, y la energía general que hubiesen producido, eran lo único que podían defender a España de las bayonetas extranjeras"

Los historiadores Ángel Bahamonde y Jesús Antonio Martínez, por su parte, han hecho la siguiente valoración:

Se prolongó sólo durante tres años... derribado nuevamente por una invasión, también francesa, esta vez contrarrevolucionaria. Pero igualmente el periodo liberal se extingue por su debilidad, entendida como un insuficiente grado de apoyos sociales que todavía no se corresponde con su fuerza y convicción doctrinal. Así esta debilidad es de sentido inverso a la del Estado absoluto, es decir, no como consecuencia de una crisis irreversible, sino de una falta de madurez, a pesar de que es precisamente el Trienio cuando la opinión liberal empieza a tomar cuerpo en un pueblo liberal urbano que adquirirá su definitiva configuración en los años 30. [...]
 La invasión exterior de 1823 acabó con el régimen liberal con la misma pasividad en el país que con la que había empezado, actuando sobre un sistema liberal que ya había empezado a desgajarse, si no en principios doctrinales, sí respecto a las estrategias y contenido de la revolución y que convencionalmente se designaron como "moderados" y "exaltados".

El historiador Juan Pablo Fusi ha coincidido en gran medida con Bahamonde y Martínez:

La segunda experiencia revolucionaria española fue un fracaso, un nuevo espejismo, si se quiere, del liberalismo español. Pues bien: la razón última del fracaso (y destrucción por la fuerza) estuvo en la debilidad de la base social y política en que se apoyaba el régimen constitucional. No hubo resistencia popular cuando, en abril de 1823, tropas francesas... entraron en España y pusieron fin a aquella experiencia. En buena medida, y ello importa, el fracaso del Trienio Constitucional fue precipitado por las mismas contradicciones internas del régimen, derivadas en primer lugar de la propia Constitución de 1812 ahora restaurada. Porque, en efecto, el texto constitucional, admirable por su significación histórica, política y aun moral, conducía en la realidad a la creación de un sistema político impracticable, a una especie de monarquía republicana y asamblearia. La Constitución, en efecto, otorgaba en teoría el poder ejecutivo al Rey, pero hacía del monarca y del gobierno un mero ejecutivo de las decisiones de las Cortes; [...] La Constitución, además, dejaba sin resolver cuestión tan esencial como era el papel del Rey en el ordenamiento político. De ahí precisamente se derivaron las primeras y más graves tensiones. [...]

Las contradicciones del régimen constitucional se debieron también a la situación creada por el pronunciamiento de 1820, que había desembocado en una situación de dualidad de poder: el ejército de Riego, las sociedades patrióticas y las sociedades secretas (masones, comuneros, carbonarios) se constituyeron como depositarios de la legitimidad revolucionaria en una suerte de contrapoder radical frente al Rey, al gobierno y, tras las elecciones de julio de 1820, frente a las propias Cortes (de mayoría moderada). A pesar de la política gradualista de reformas de estas últimas y de que el gobierno Pérez de Castro incluyó medidas indudablemente radicales —como la desamortización de bienes eclesiásticos, la supresión de las órdenes monacales, la reforma de las órdenes regulares y la supresión de mayorazgos—, el sector extremista de la revolución optó por provocar el desbordamiento del proceso político y radicalizar así los objetivos y realizaciones de la revolución.

Pedro Rújula y Manuel Chust sostienen lo siguiente:

Nuevas leyes, nuevas instituciones, nuevas normas, nuevos protagonistas, nuevas relaciones... Todo ello se condensó en un tiempo crítico, intenso y extremadamente breve como fue el Trienio Liberal. Pero fue un tiempo tan dinámico como contradictorio, tan explosivo como retroactivo. [...] El telón de fondo de estos años fue la guerra... La discrepancia radical en la definición de los modelos políticos y nacionales a aplicar y sobre las fórmulas para articular los intereses de cara al futuro vinieron acompañados de la guerra civil. [...]
El Trienio Liberal no fue un "fracaso" (como se cansaron de repetir los coetáneos contrarrevolucionarios) ni la Constitución doceañista un texto con ideas "extranjeras" desconectado de la realidad "española". 1823 demostró que el régimen liberal fue derrotado por las armas desde el exterior en connivencia con un rey que, sin las remesas americanas, se quitó la máscara constitucional.[...]
Las historiografías progresistas se mostraron decepcionadas por el corto alcance revolucionario que lograron los liberales durante el periodo constitucional, llegando a identificar "moderantismo liberal" y "contrarrevolución". Un análisis menos ideológico y más pegado a los hechos nos descubre una imagen distinta: la de un periodo de manifiesta modernidad y de gran madurez política. [...] Hay que volver —o ir— a las fuentes primarias críticamente... Su lectura y su interpretación nos pueden dar otra dimensión del Trienio Liberal. Y de paso, rescatarlo de la injusta encrucijada que durante décadas lo encasilló en la Historia de España entre la interpretación conservadora de un denostado fracaso y el idealismo melancólico y pesimista de una revolución traicionada e inconclusa del progresismo. [...]
El futuro del régimen constitucional no estaba escrito en sus orígenes, sino que su historia se fue labrando día a día, tratando de ampliar el consenso y cambiar la realidad, combinación que no era nada fácil, pero que no estaba, a priori, condenada al fracaso. De hecho, será un factor exterior como la invasión francesa el que desequilibrará las fuerzas y provocará la caída de los liberales.